# Lancia
Lancia [ˈlantʃa] ist ein italienischer Automobilhersteller mit Sitz in Turin. Das 1906 gegründete Unternehmen wurde 1969 vom italienischen Automobilhersteller Fiat übernommen und ist seit 2021 eine der Marken des internationalen Automobilkonzerns Stellantis.
Im Automobilbau kann Lancia auf Pionierleistungen wie die erste selbsttragende Karosserie zurückblicken und war lange Zeit im Rallyesport erfolgreich. Das Design war seit jeher besonders wichtig, wie sich in früherer Zeit bei zahlreichen sowie teils außergewöhnlichen Karosserievarianten, in späterer bei Lösungen in Details und der Auswahl besonderer Materialien zeigte.
Nachdem 20 % der Anteile an Chrysler im Jahre 2009 an Fiat gegangen waren, beteiligte sich Lancia am Design beider Marken; geringfügig modifizierte Chrysler-Fahrzeuge wurden als Lancia-Modelle in Europa angeboten. 2014 wurde bekanntgegeben, dass die Produktion von Fahrzeugen mit dem Markennamen Lancia schrittweise eingestellt werde. Seit 2017 wird das letzte noch gebaute Modell Ypsilon nur in Italien angeboten, wo es eines der meistverkauften Fahrzeuge ist. Mit der Fusion von PSA und FCA zu Stellantis im Jahr 2021 gab der Vorstandsvorsitzende Carlos Tavares bekannt, dass für mindestens zehn Jahre in die Marke Lancia investiert werde. Seit 2024 sind Modelle auch wieder außerhalb Italiens zu kaufen. Zunächst wurde im April 2023 mit dem Lancia Pu+Ra HPE Concept eine neue Designstudie vorgestellt. Ein neuer Ypsilon folgte im Februar 2024.

## Geschichte

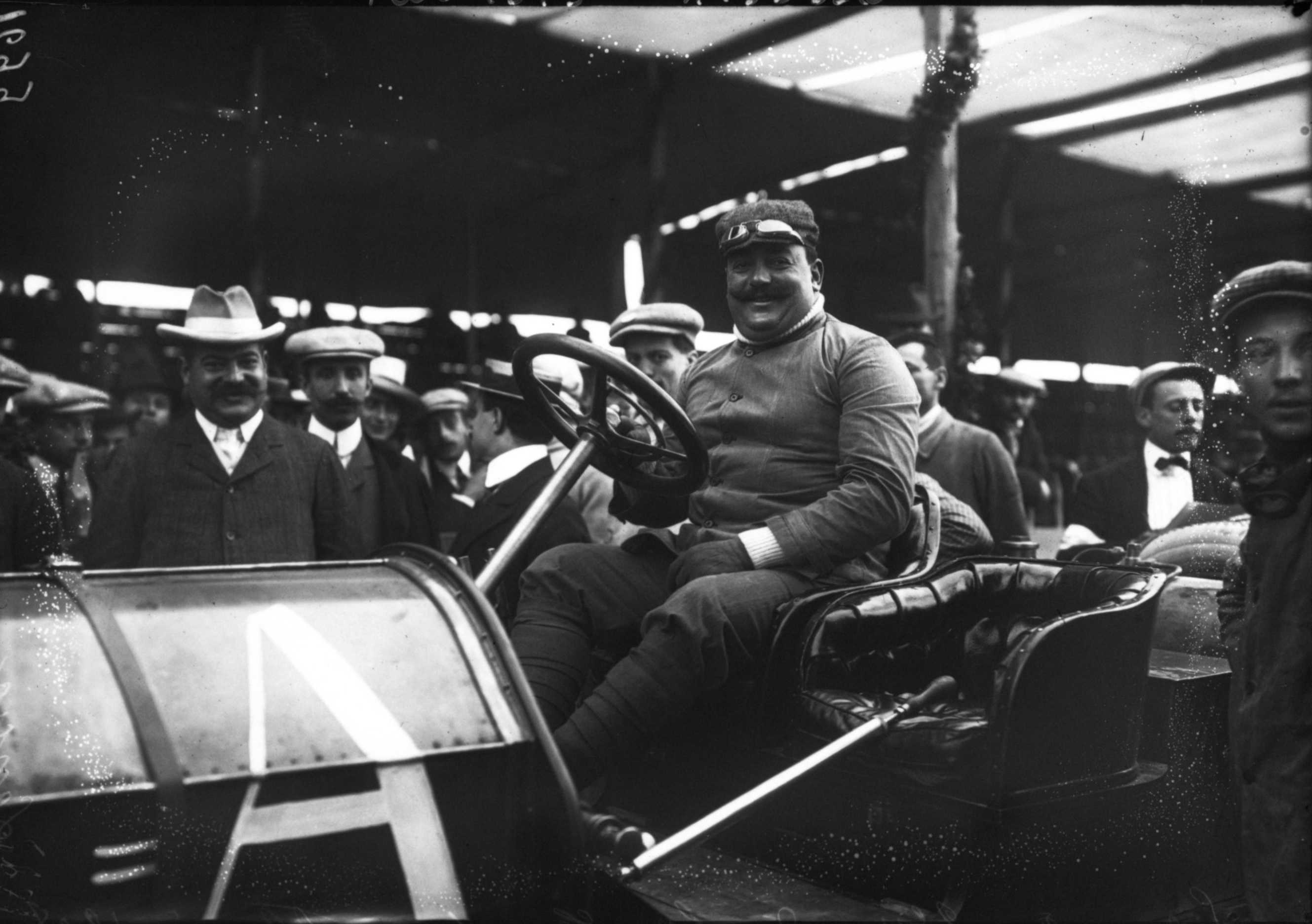
Firmengründer Vincenzo Lancia (1908)

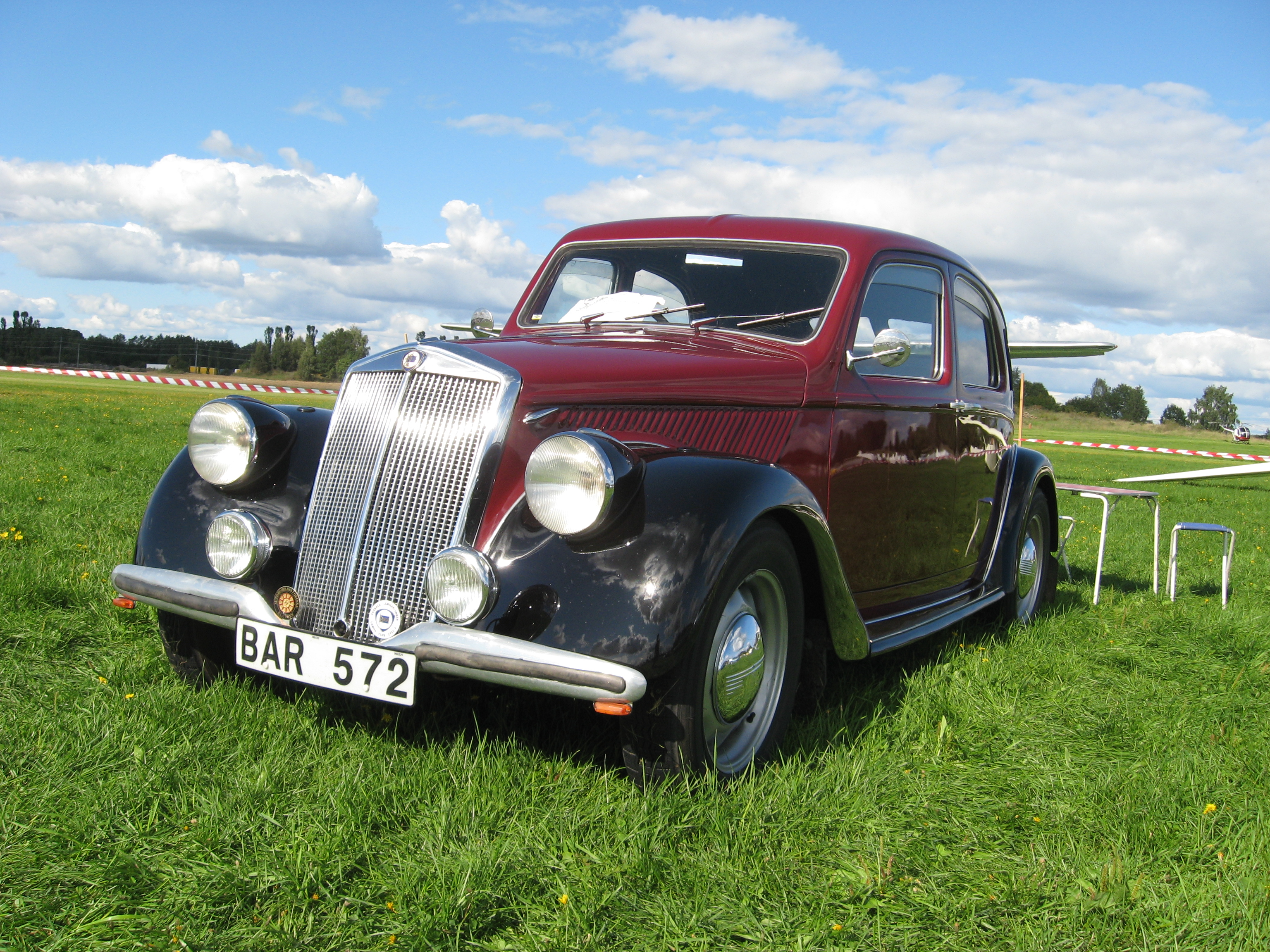
Lancia Aprilia Berlina

### 1906 bis 1955: Familienunternehmen
Am 29. November 1906 wurde das Unternehmen Lancia von Vincenzo Lancia und seinem Freund, dem ehemaligen Fiat-Versuchsfahrer Claudio Fogolin, gegründet. Lancia gehört somit zu den ältesten Automobilherstellern weltweit. Carlo Biscaretti di Ruffia gestaltete 1911 das erste Lancia-Logo. Es zeigt ein Volant und eine Lanze, da der Name Lancia auf Italienisch Lanze bedeutet. Die Nomenklatur der Modelle folgte dem griechischen Alphabet, Varianten wurde ein Di- oder ein Tri- vorangestellt.
Ständig wurden neue Modelle präsentiert, so dass nur wenige auf große Stückzahlen kamen. Der Wechsel ging auf die zahlreichen Patente zurück, die man stets zur Abgrenzung zur Konkurrenz umsetzte. So hatte der 1913 vorgestellte Lancia Theta als erstes Auto in Europa eine elektrische Anlage und war auch das erste Auto mit einem Anlasser und beleuchteten Instrumenten. Der 1923 vorgestellte Lancia Lambda mit Einzelradaufhängung vorn und hydraulischen Stoßdämpfern war das erste Fahrzeug mit selbsttragender Karosserie. Typisch für Lancia waren kompakte V-Motoren mit sehr kleinen Winkeln (um 15°) zwischen den Zylindern. Lancia hatte wegen der durchdachten Konstruktionen den Ruf, die „Marke der Ingenieure“ zu sein.
Zwischen 1919 und 1922 wurde das große Werkstor gebaut (an der Ecke Corso Peschiera und Corso Racconigi). Der Jugendstil-Portalbau wurde von Michele Frapolli entworfen und ist bis heute erhalten.

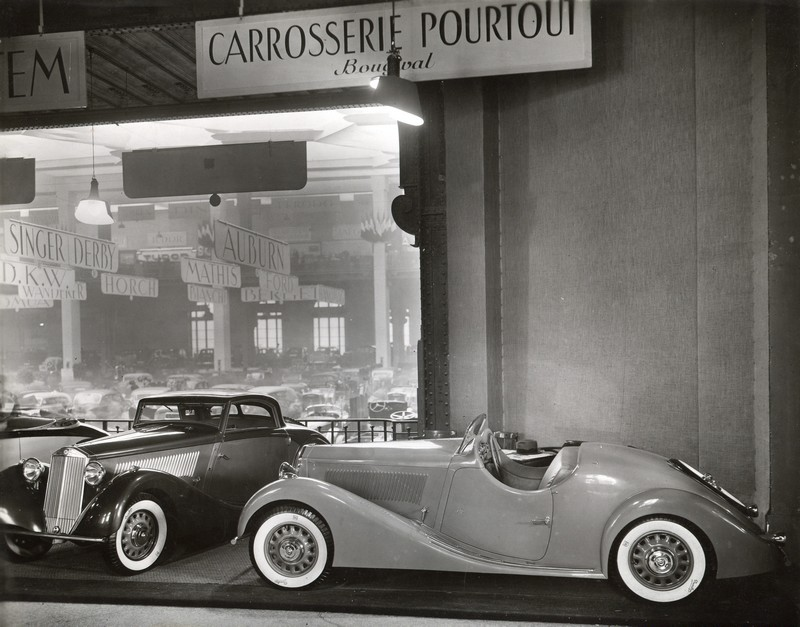
Lancia Belna Eclipse und Belna Roadster auf Basis des Lancia Augusta auf dem Messestand des Karosseriebauers Pourtout in Paris, 1935

Wie die meisten italienischen Kraftfahrzeughersteller baute Lancia nicht nur PKW. Die Marke war auch auf dem Sektor der Nutzfahrzeuge eine anerkannte Größe und baute LKW und Omnibusse jeder Art und Größe wie auch Oberleitungsbusse und Militärfahrzeuge. Angeboten wurden zwei Automobil-Baureihen, eine in der Mittelklasse und eine in der Oberklasse, beide zumeist nur als Limousine. Die Gestaltung und die Ausführung der zahlreichen Coupés, Cabriolets, Roadster etc. wurde externen Karosseriebauern überlassen, mit denen Lancia kooperierte. 1922 fertigte Boneschi Fahrzeuge auf Basis des Lancia Lambda, Pininfarina lieferte 1937 das Aprilia-Coupé. Der Vertrieb im deutschsprachigen Raum wurde von 1925 bis 1960 von der Wiener Firma Smoliner & Kratky geführt, die auch ein Lancia-Autohaus am Stubenring eröffnete. Im Zweiten Weltkrieg wurde Lancia von der Wehrmacht verpflichtet, nur noch LKW zu produzieren. Hierfür bestand ein eigenes Zweigwerk im Industriegebiet Bozen.
Den Wachstumsmarkt der einfachen, billigen Wagen in Großserie konnte Lancia nach 1945 nicht bedienen. Man setzte weiterhin auf teuer zu bauende Autos, wie etwa Limousinen ohne eine B-Säule im Einstieg. Der erste von Lancia in Serie gefertigte Sechszylinder-V-Motor wurde ab 1950 in der Lancia Aurelia verwendet. Der Winkel der Zylinderbänke war mit 60 Grad nicht mehr so eng wie bei den älteren Motoren. Der „unechte“ V-Motor (jedes Pleuel hatte einen eigenen Kurbelwellenhubzapfen) galt als sehr laufruhig (zur Laufkultur dieses Motors trug bei, dass er mit 1754 cm³ nur 56 PS leistete). Ungewöhnlich waren auch Antrieb und Achsen: Kupplung, Getriebe, Differenzial und die innenliegenden Trommelbremsen waren als eine Einheit zwischen den Hinterrädern angeordnet. Auch eine Schräglenkerachse hinten hatte es vorher noch nicht gegeben.
1953 wurde das 70 m hohe Lancia-Hochhaus eingeweiht. Das Gebäude in Turin wurde von Nino Rosani und Gio Ponti als Brücke über die öffentliche Straße Via Vincenzo Lancia entworfen, die zwei Werksgelände voneinander trennte.
Nachdem Lancias Werksfahrer Alberto Ascari 1955 bei Testfahrten tödlich verunglückt war, verschenkte Lancia seine Formel-1-Abteilung an Ferrari und stellte für neun Jahre alle Motorsportaktivitäten ein. 1956 wurde Juan Manuel Fangio mit einem Lancia-Ferrari D 50 Weltmeister.

### 1955 bis 1969: Die Pesenti-Ära

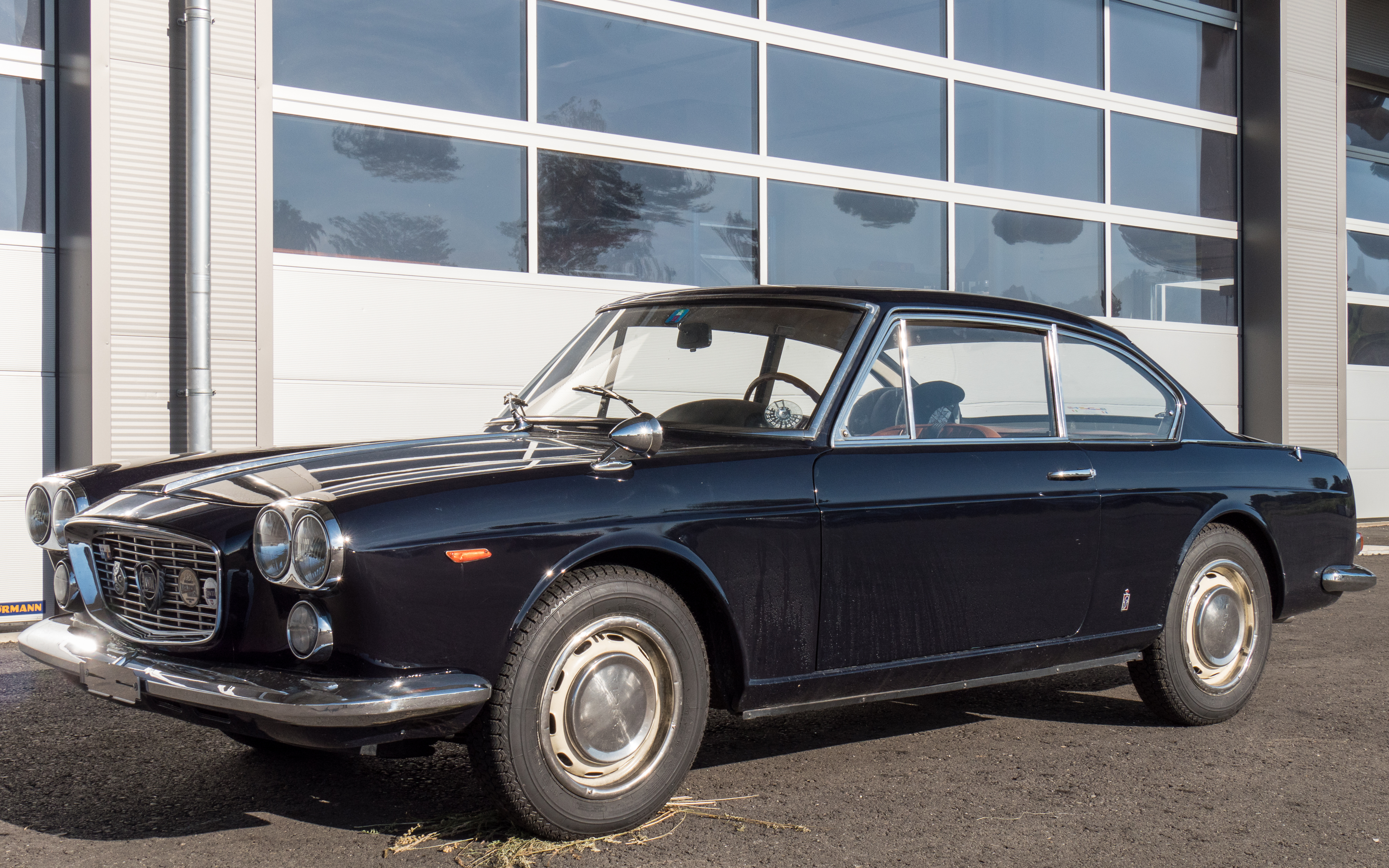
Lancia Flavia Coupé

In den frühen 1950er-Jahren war Lancia in wirtschaftliche Schwierigkeiten geraten. Ein Grund hierfür war die kleinteilige, weit verzweigte Modellpalette, die sich in den veralteten Produktionsanlagen im Stammwerk Borgo San Paolo nicht kostendeckend fertigen ließ. Außerdem hatte das kostenintensive Motorsportprogramm das Budget belastet. 1955 verkaufte Gianni Lancia daraufhin seine Anteile an die Italcementi-Gruppe unter Carlo Pesenti, bis 1959 folgten zögerlich auch die übrigen Mitglieder der Lancia-Familie. Mit neuem Geld konnten die vielbeachteten Studien Lancia Florida I & II realisiert werden. Sie waren von Pininfarina gestaltet. Am 2. April 1955 wurde Prof. Antonio Fessia (1901–1968) von Fiat zu Lancia abgeworben und zum technischen Direktor bestellt. Dieser initiierte noch zahlreiche Änderungen, unter anderem am neukonstruierten 2,5-l-V6-Motor. 1957 wurde das Oberklassemodell Lancia Flaminia vorgestellt. Pesenti forcierte auch die Entwicklung der Reihen Fulvia und Flavia, die ab 1960 in einem neu errichteten Werk in Chivasso gebaut wurden.
In der Folgezeit entstanden von den Lancia-Baureihen weiterhin auch zahlreiche Varianten als Coupé, Sportwagen, Roadster oder Cabriolet bei externen Karosseriebetrieben. Zu jener Zeit waren besonders die Sechszylinder-Fahrzeuge der Marke sehr teuer und wurden von einer kleinen Zielgruppe bevorzugt. Nur diese Preispolitik ermöglichte damals die große Bandbreite an Karosserievarianten. Im Film Il sorpasso (Verliebt in scharfe Kurven) von 1962 fährt der Protagonist Bruno (Vittorio Gassman), ein Jurastudent aus gutem Hause, eine Aurelia als Cabriolet und fällt ständig durch seine offensive Fahrweise auf. In die USA importiert wurden die Wagen von Max Hoffman, der u. a. auch den Mercedes-Benz 300 SL initiierte und den Porsche 356 förderte. Lancia gehörte zu den Herstellern der qualitativ besten Automobile, machte jedoch über Jahre hinweg Verlust. Zuletzt versuchte man die Modellpalette auf 16 Varianten und drei Baureihen zu begrenzen, selbst das kleinste Modell kostete jedoch noch 9300 Mark. „Die Zeit“ zählte Lancia zu den Fahrzeugen des „großbürgerlichen Geltungsdranges“.
1969 wollte sich die Italcementi-Gruppe von Lancia trennen. BMW-Vertriebsvorstand Paul G. Hahnemann verhandelte mit dem Lancia-Großaktionär Pesenti und dem Vatikan, der eine 35-%-Beteiligung an Lancia SpA hielt. Das Interesse von BMW lag darin begründet, dass man der Meinung war, dass Image und Reputation der Marke Lancia zu BMW passen. Letztendlich scheiterte die Übernahme an unterschiedlichen Preisvorstellungen. Auch Mercedes-Benz hatte Interesse an der Marke signalisiert.

### 1969 bis 1986

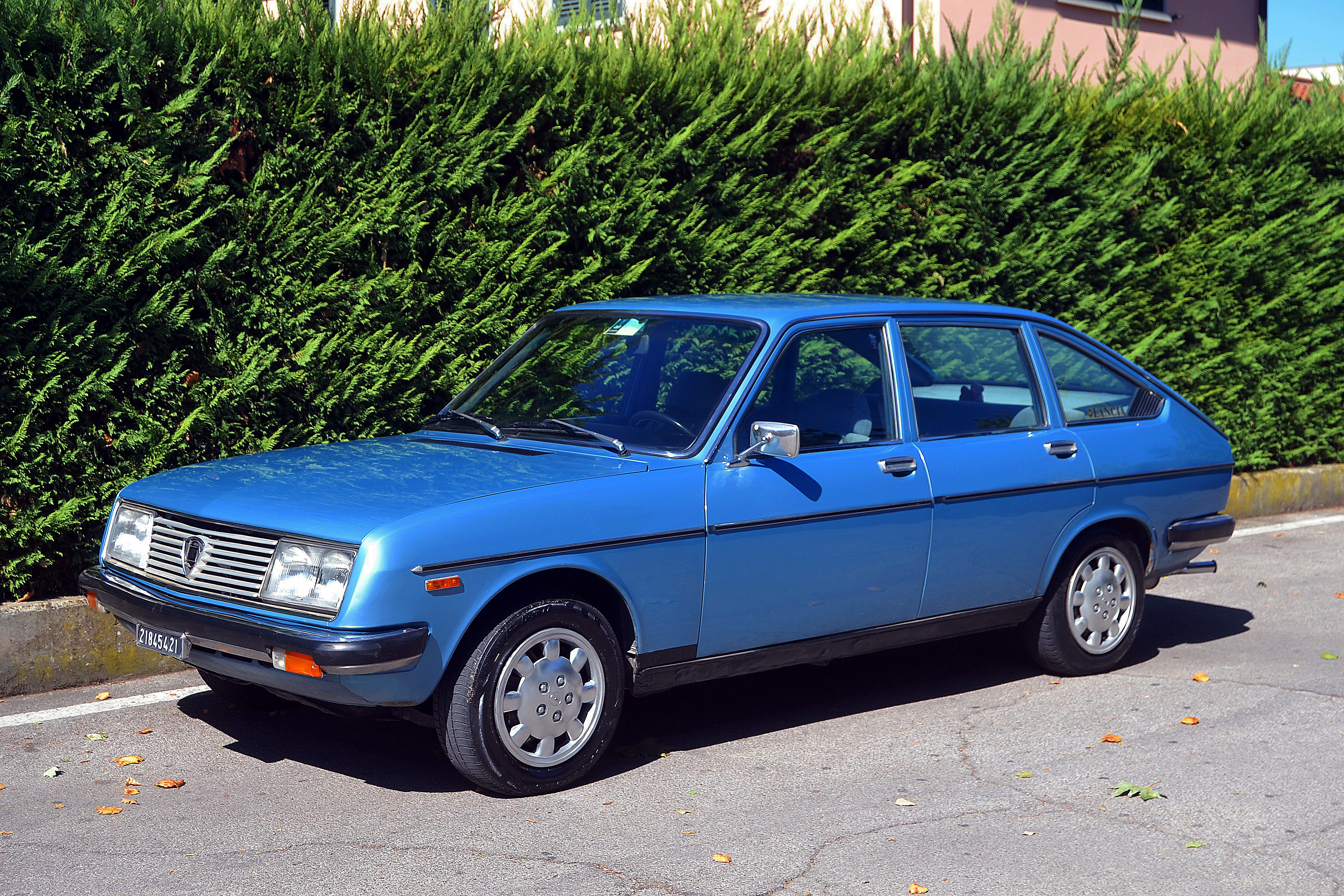
Lancia Beta Berlina

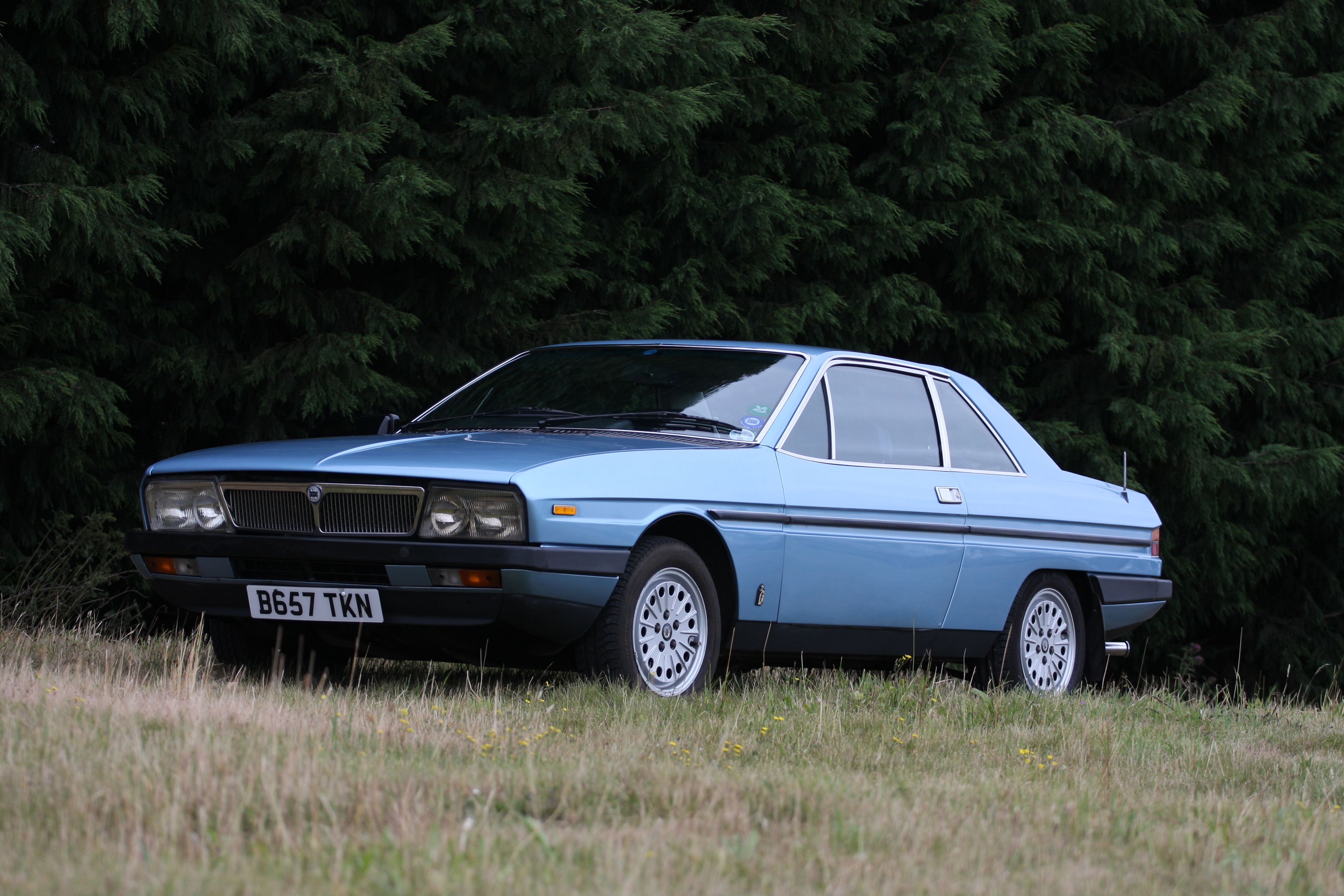
Lancia Gamma Coupé

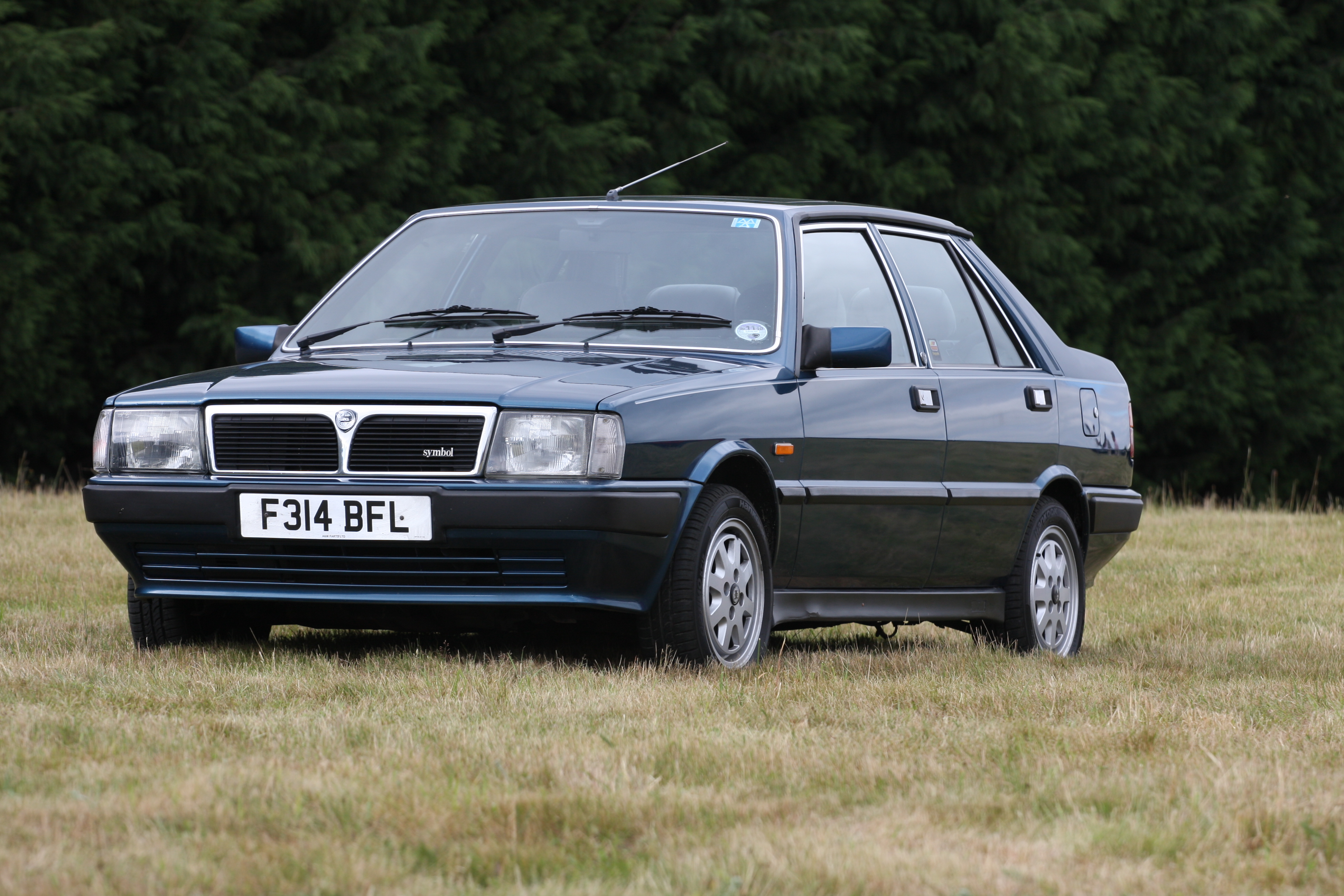
Lancia Prisma

Als schließlich Fiat das Unternehmen kaufte, belief sich der Kaufpreis nur noch auf einen symbolischen Betrag, da der Schuldenberg enorm gewachsen war und Carlo Pesenti das Defizit nicht aus dem Zementgeschäft ausgleichen wollte. Fiat reagierte nach der Übernahme mit einer Preissenkung bei den Lancia-Modellen, ein großer Preisunterschied zum günstigeren Konkurrenten Alfa Romeo blieb jedoch bestehen. Ein Jahr nach der Übernahme bekam Lancia einen über Jahre verhandelten Auftrag zur Beteiligung an der Fertigung der Leopard-Panzer. Die LKW-Sparte ging nach dem Auslaufen des letzten Modells 1972 (Esagamma E) ab dem Jahr 1975 in der ebenfalls zu Fiat gehörenden Iveco auf. Seitdem konzentriert sich Lancia auf PKW und intensivierte nach und nach sein Motorsport-Engagement.
Beginnend mit dem Mittelklassewagen Beta führte Lancia ab Herbst 1972 bei den neuen Modellen wieder eine Nomenklatur mit dem griechischen Alphabet ein (zwischenzeitlich: römische Straßen). Der Beta war als viertürige Schräghecklimousine (Berlina), Coupé (ab 1973), Kombicoupé HPE (ab 1974), Spider (ab 1974) und als sportliches Mittelmotor-Coupé Montecarlo (ab 1975) erhältlich; einige dieser Versionen hatte Pininfarina entworfen. Mit dem Beta wurden nicht nur moderne Fertigungsmethoden eingeführt, mit dem Rückgriff auf Komponenten anderer Hersteller wie Fiat und Citroën ließen sich zudem wesentlich die Kosten senken. Ein Derivat des Beta war die Stufenhecklimousine Trevi, die ab 1980 angeboten wurde. Im Gegensatz zu dem unscheinbaren konservativen Design ihrer Karosserie stand das von Mario Bellini gestaltete Cockpit und ab 1982 der Volumex-Motor des Konstrukteurs Aurelio Lampredi. Um die Kundschaft hochpreisiger Modelle nicht zu verlieren, präsentierte Lancia 1971 den Supersportwagen Stratos, motorisiert mit dem V6-Aggregat des Ferrari Dino 246 und gebaut bei Bertone, zu jener Zeit machte Franz Beckenbauer in Deutschland Werbung für Lancia.
Fiat – Muttergesellschaft sowohl von Lancia als auch von Autobianchi – entschied 1975, das Autobianchi-Werk unter die Regie Lancias zu stellen, da die meisten Händler ohnehin beide Marken führten und sich so das Lancia-Programm aufgrund derselben Zielgruppen ideal nach unten abrunden ließ. Gleichzeitig fügte sich die bisherige, rechtlich eigenständige Lancia & C. Fabbrica Automobili S.p.A. als Division in die neu gegründete Fiat Auto S.p.A. ein, mit der der Konzern sein Geschäft mit Personenwagen und leichten Nutzfahrzeugen zu bündeln beabsichtigte.
Im Frühjahr 1976 folgte in der oberen Mittelklasse der Lancia Gamma, der als Schräghecklimousine und ab Frühjahr 1977 auch als Coupé erhältlich war. Entsprechende Studien für ein Kombicoupé, einen Spider und einen Minivan blieben unrealisiert. 1978 verhandelte Lancia über die Errichtung einer Montagefabrik in Österreich, die 15.000 Autos im Jahr produzieren sollte.
Das neue Segment der Kompaktklasse wurde ab Herbst 1979 mit dem neuen Delta bedient, der im Werk Chivasso gefertigt wurde. Die Stufenheckversion war der ab Ende 1982 angebotene Prisma, der auch mit zuschaltbarem Allradantrieb erhältlich war. Abermals entstanden diverse Varianten, diesmal als Straßenversionen von Rennversionen des Delta, darunter der verbreiterte Delta Integrale und Delta Integrale Evoluzione (der Delta S4 alias Abarth SE038 folgte als Mittelmotor-Fahrzeug technisch einer anderen Konzeption). Zu diesem Zeitpunkt war die Modell-Palette von Lancia wesentlich sportlicher angesiedelt als jene der Marke Fiat.
1982 führte Lancia das Roots-Gebläse, einen Kompressor, wieder im Automobilbau ein. Diese früher schon bekannte, aber bereits seit den frühen 1930er-Jahren kaum noch verwendete Technik benutzte man bei Abarth in Turin für die Rallye-Wagen von Lancia. Um die hohen Entwicklungskosten für den als „Volumex“ bezeichneten Kompressor zu amortisieren und die Fertigungskosten zu senken, stattete Lancia bestimmte Versionen des Lancia Beta damit aus. Parallel dazu entwickelte das Lancia-Motorenwerk in Verrone die Kompetenz der Marke im Bau von Turbomotoren.

### 1986 bis 2008

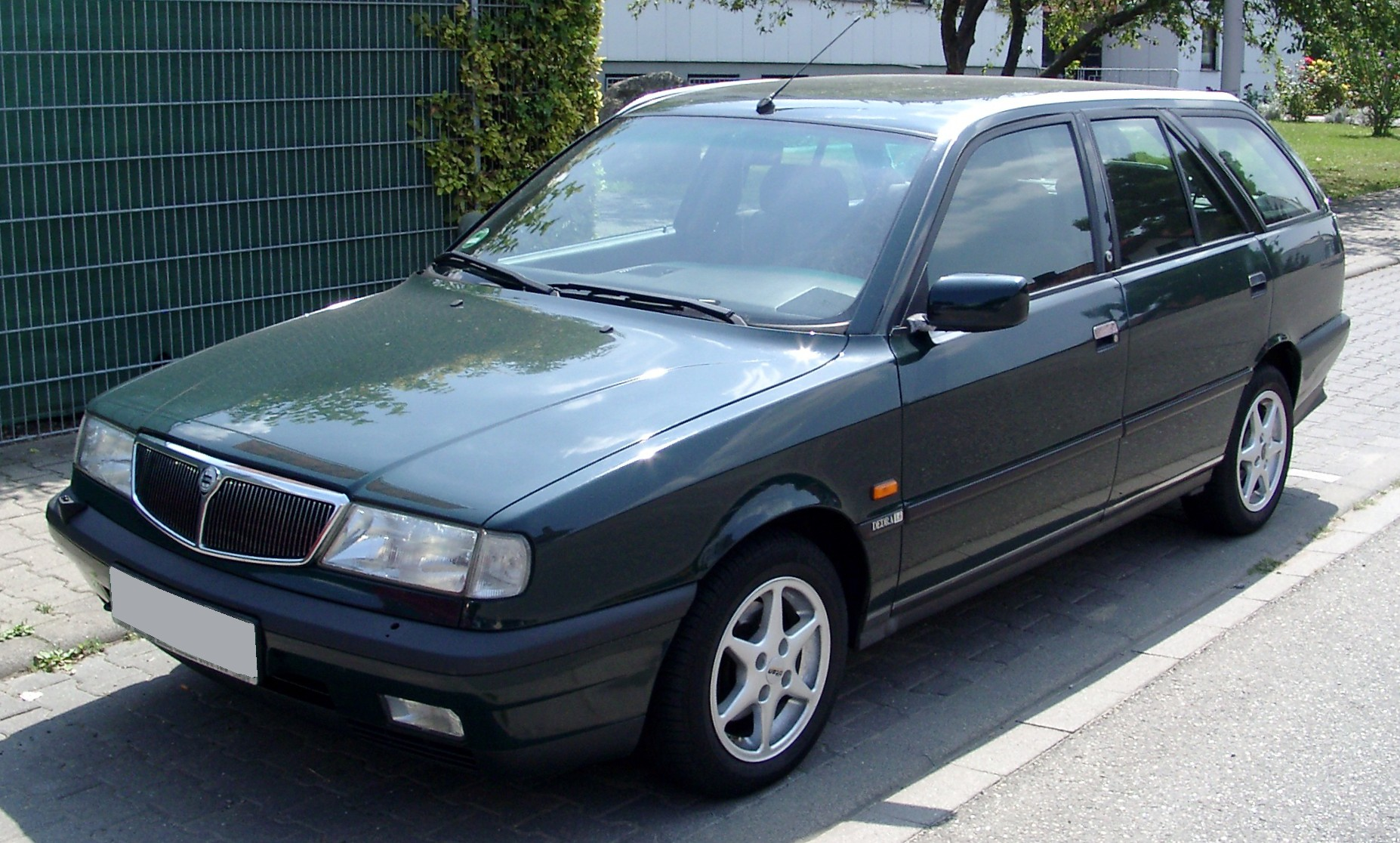
Lancia Dedra Station Wagon

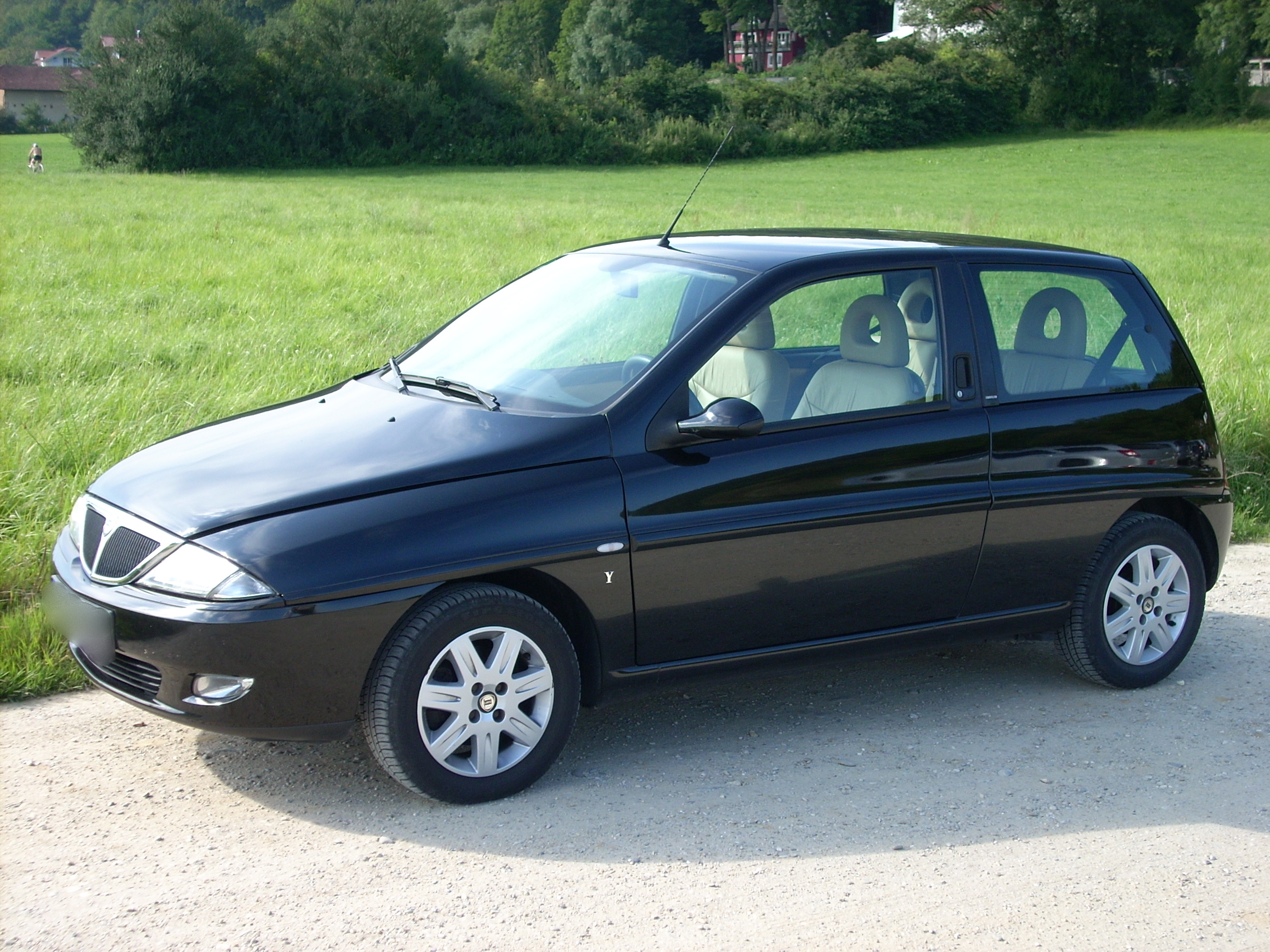
Lancia Y

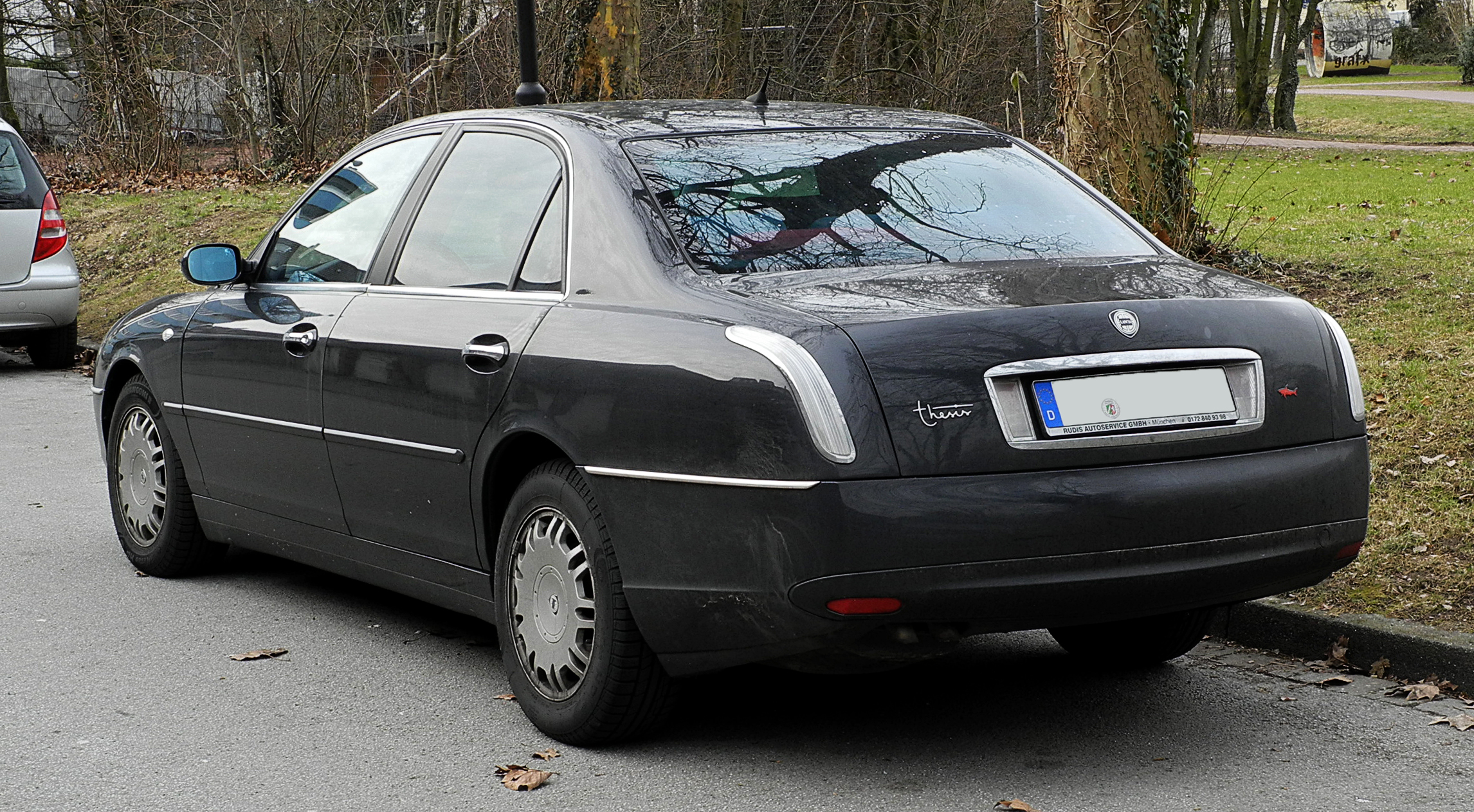
Lancia Thesis

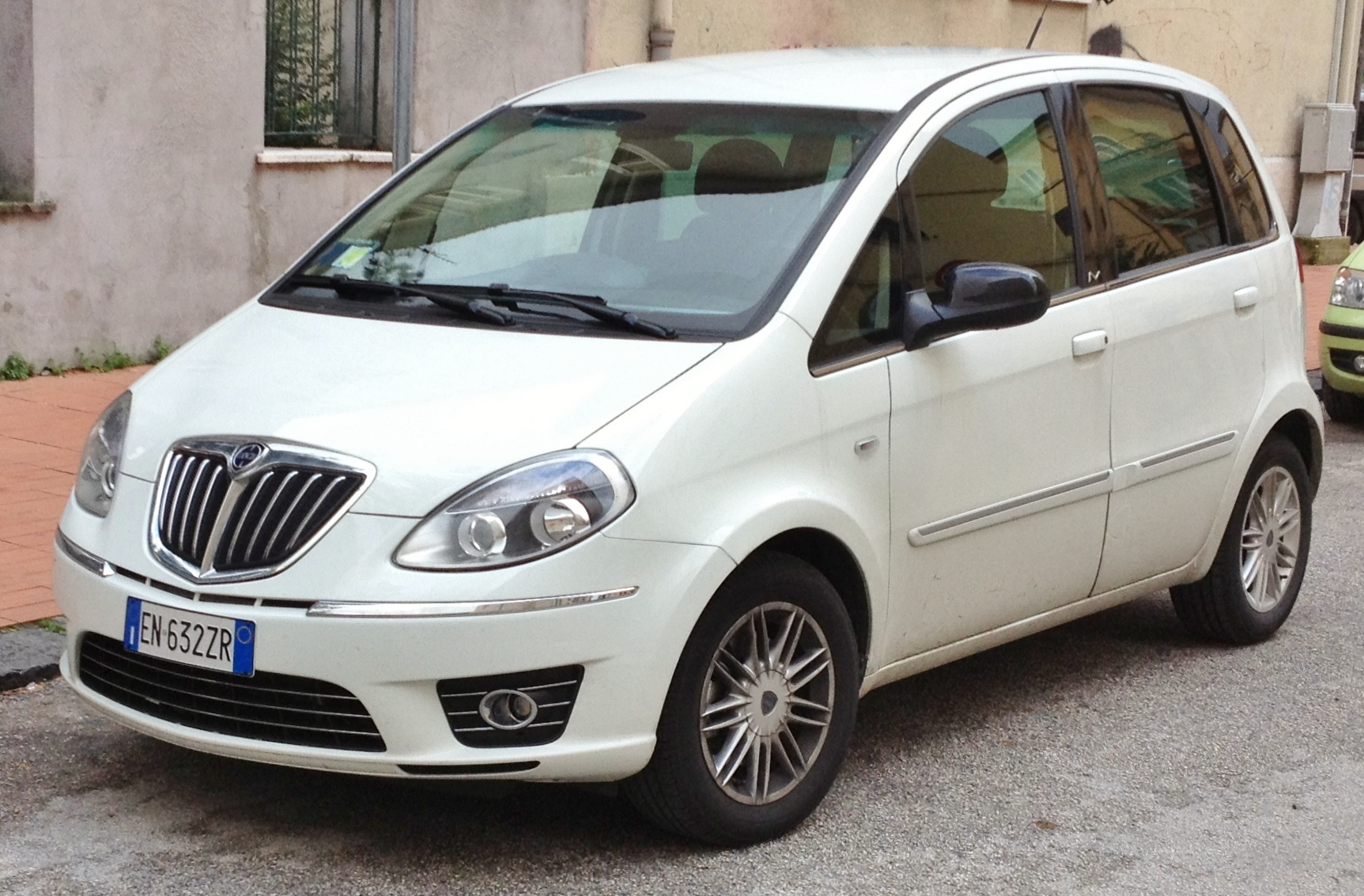
Lancia Musa

Im Herbst 1986 erwarb Fiat den bis dahin staatlichen Hersteller Alfa Romeo und legte dessen Autosparte mit der bisherigen Division Lancia im neuen selbständigen Unternehmen ALFA LANCIA Industriale S.p.A. zusammen.
Zuvor präsentierte Lancia auf dem Genfer Automobilsalon im März 1985 als Nachfolger des langjährigen Bestsellers A112 den futuristischen Y10, Wegbereiter einer neuen Klasse luxuriöser, hochwertig ausgestatteter Kleinwagen. Wie der A112, der noch bis Ende 1986 in einer vereinheitlichten Version vom Band rollte, wurde auch der Y10 bei Autobianchi (seit 1975 unter Lancia-Regie) in Desio bei Mailand gebaut.
Zusammen mit Saab, Fiat und Alfa Romeo entwickelte Lancia den Thema. Im Herbst 1984 zunächst als Stufenhecklimousine lanciert, bot Lancia dieses Modell der oberen Mittelklasse ab Ende 1986 auch als hochwertigen, bei Pininfarina konzipierten (und dort auch gebauten) Lifestyle-Kombi an. Als absolute Top-Version erschien 1986 der in Kooperation mit Ferrari entwickelte Thema 8.32 – die erste und bislang einzige Limousine mit Ferrari-Motor. Überdies baute Lancia Versionen mit verlängertem Radstand zu Repräsentationszwecken, vor allem als Fahrzeug für Staatsoberhäupter. Das Schrägheck war Saab vorbehalten, welches das Schwestermodell als Saab 9000 anbot. Das Fiat-Modell Croma wurde zwar mit einem angedeuteten Stufenheck ausgestattet, hatte aber eine große Heckklappe. Der Alfa Romeo 164 hingegen verwendete lediglich dieselbe Bodengruppe und wies eine eigene Stufenheck-Karosserie auf. Sowohl Thema als auch Saab 9000, Fiat Croma und Alfa Romeo 164 verfügten über die Charakteristika der jeweiligen Marken. Weiterhin entstand aus dieser Kooperation der Saab 600 als Skandinavien-Version des Lancia Delta, zudem vertrieb Saab auch den A112 dort.
Im Frühjahr 1989 erfolgte die Markteinführung des neuen Mittelklassemodells Dedra, das den insbesondere auf dem italienischen Markt erfolgreichen Prisma ablöste. Der Dedra vermochte den Verkaufserfolg des Prisma auf Anhieb fortzusetzen, so dass man in Turin stetig wachsende Verkaufszahlen registrieren konnte, denn im Jahr 1991 erreichte Lancia mit insgesamt 308.400 abgesetzten Einheiten einen neuen Verkaufsrekord. Der entsprechenden Marktpräsenz folgend sah das damalige Marketing-Kommunikationskonzept vielfältige Sponsoring-Aktivitäten vor, insbesondere im Tennis- und Golf-, aber auch im Breitensport (z. B. von 1991 bis 1993 beim TSV 1860 München).
Im Frühjahr 1993 präsentierte Lancia die zweite Generation des Delta (Baureihe 836) und Mitte 1994 folgte die Kombiversion des Dedra. Das bisherige Hauptwerk in Chivasso verkaufte man an den Karosseriebauer Maggiora, der für ein Jahr den ersten Delta (Baureihe 831) weiterfertigen durfte. Maggiora realisierte zahlreiche Sonderserien und Einzelstücke auf Basis des Delta Integrale Evoluzione. Auf Initiative eines niederländischen Händlers zeichnete und fertigte Zagato in Kleinserie den Lancia Hyena – faktisch die einzige Coupé-Version des Delta 831. Allerdings musste man dazu Serienfahrzeuge des Delta Integrale Evoluzione fertig im Handel kaufen und danach zerlegen, da für das Projekt keine Autorisierung seitens Lancia vorlag. Zu dieser Zeit löste der Mutterkonzern Fiat S.p.A. das Unternehmen ALFA LANCIA Industriale S.p.A. auf, so dass die jeweiligen Marken erneut als Divisionen der damit ergänzten Fiat Auto S.p.A. geführt wurden. Marktseitiger Anlass dazu war ein neues integriertes Gesamtmarketingkonzept der Fiat Auto S.p.A., das den einzelnen Marken spezifische Missionen zuwies. Auf der operativen Ebene fungierten als neues Hauptwerk von Lancia nun die Produktionsanlagen in Rivalta bei Turin, wo (bis 2002) sämtliche Baureihen außer dem Y10 vom Band liefen.
Im Spätsommer 1994 stellte Lancia in Paris den Kappa als Nachfolger des Thema vor. Neben der Limousine und dem ab Mitte 1996 bei Pininfarina gebauten Kombi führte Lancia im Frühjahr 1997 auch das Kappa Coupé ein. Es war das erste Coupé seit Ableben des im Sommer 1984 eingestellten Gamma. Gemäß der Tradition aller Coupés der Marke wurde es mit einem externen Karosseriebauer (in diesem Fall Maggiora) entwickelt und dort in Kleinserie gefertigt. Ab Herbst 1994 bediente Lancia mit dem Zeta in der Eurovan-Gruppe auch das Van-Segment, wobei schon in den frühen 1980er-Jahren der von Giugiaro konzipierte Lancia Megagamma als Show-Car die Minivan-Welle antizipierte. 2002 löste der Phedra den Zeta ab. Gleichzeitig machten die drei Ausstattungsvarianten LE, LS und LX den neuen Bezeichnungen Argento, Oro und Platino Platz. Im Herbst 1995 erschien der Y10-Nachfolger Lancia Y.
Aus der 1998 vorgestellten Studie Lancia Dialogos wurde der Thesis abgeleitet, der im Herbst 2001 der Öffentlichkeit präsentiert wurde. Mit ihm wollte Lancia im konservativen Segment der Oberklasse einen avantgardistischen Wagen etablieren. Der Thesis war im Verkauf kein Erfolg. Diverse Details wie die erstmals eingeführten LED-Heckleuchten oder die schmale C-Säule fanden sich trotzdem später bei anderen Marken wieder.
Das wachsende Segment der luxuriösen Kleinwagen wurde zunehmend auch von anderen Marken entdeckt, so dass der Lancia Y nun ernste Konkurrenz bekam. Ende 2001 kam der neue Mini und im Sommer 2010 folgte der Audi A1. Die neue Generation des Kleinwagens Ypsilon – nun ausgeschrieben – kam im Herbst 2003 auf den Markt, gefolgt vom Kompakt-MPV Musa im Sommer 2004.
Die Markenkommunikation von Lancia findet weniger über Autohäuser 'auf der grünen Wiese' statt, sondern mittels innerstädtischer Showrooms, die als Lancia Café betrieben werden. Im Spätsommer 2008 erfolgte die Markteinführung der dritten Generation des Delta.

### 2009 bis 2017

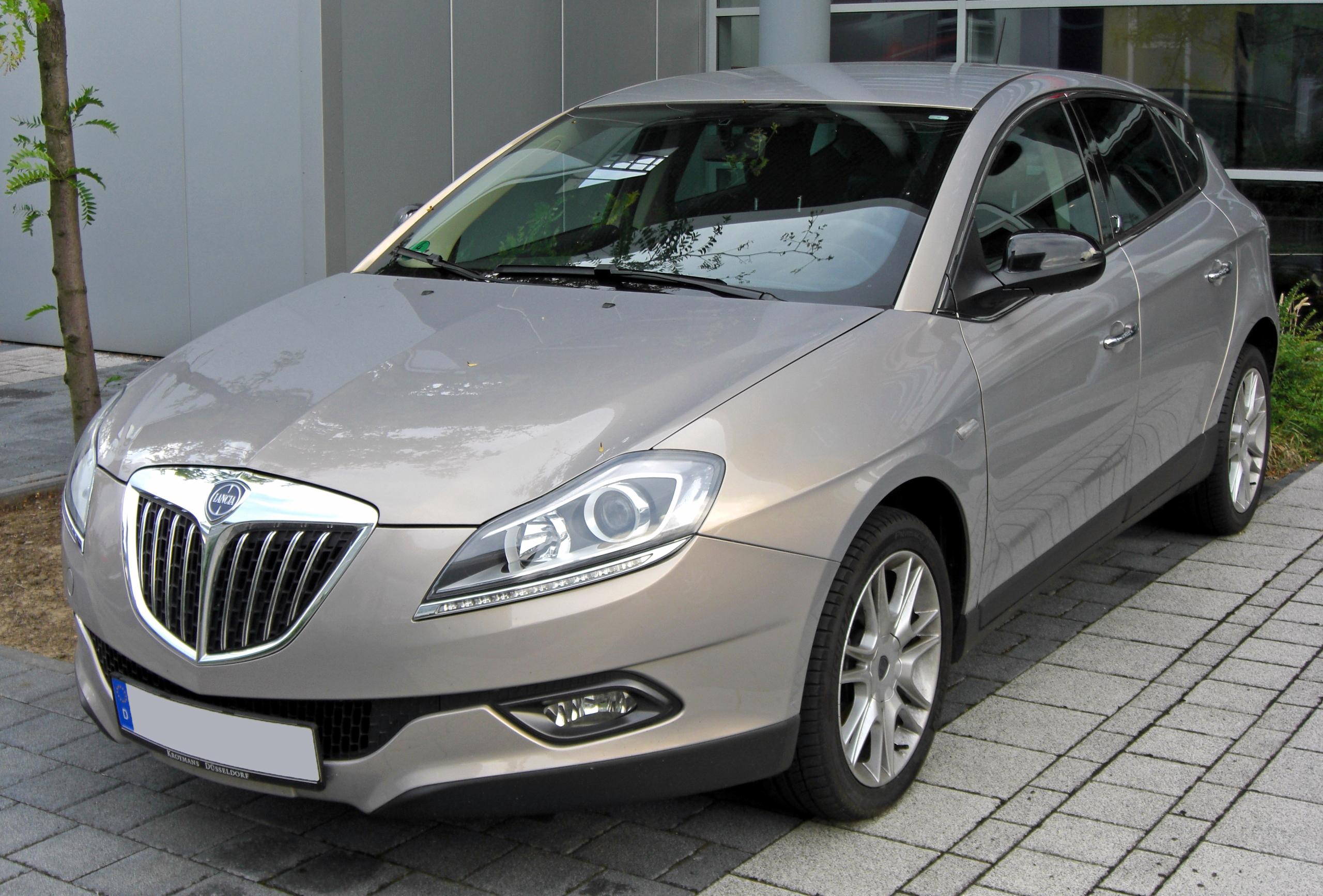
Lancia Delta III

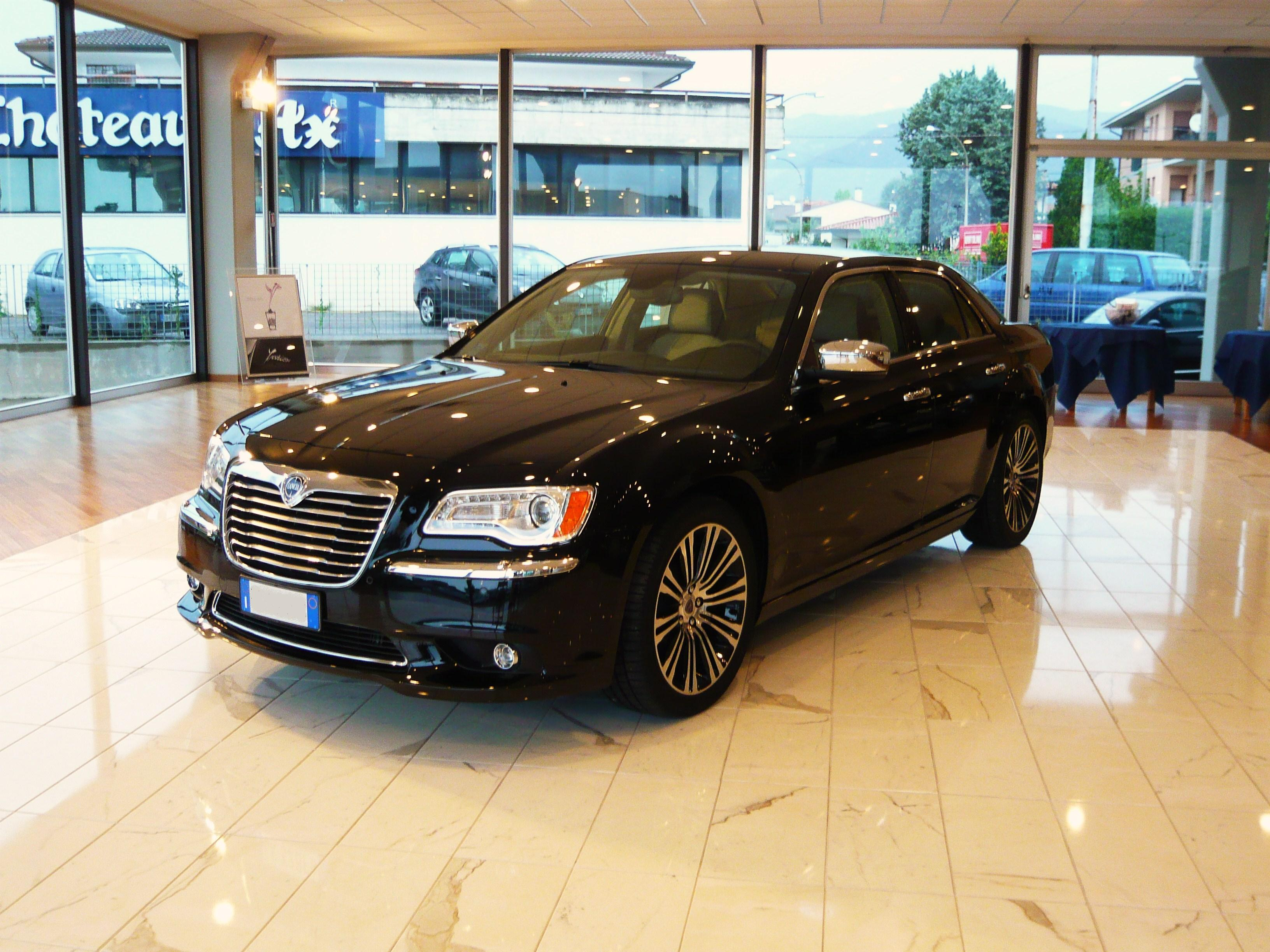
Lancia Thema

Mit der Übernahme der amerikanischen Chrysler Group durch den Fiat-Konzern begann ab Januar 2009 eine weitreichende Kooperation der Marken Lancia und Chrysler, die von der Entwicklung bis zum Vertrieb reichte. In Europa wurden die kleineren Modelle entwickelt und gefertigt, in Nordamerika die größeren und die Vans. Regionale Unterschiede bestehen auch hinsichtlich der Motorisierungen. Der Vertrieb erfolgte in Europa unter der Marke Lancia (bis auf UK, Irland, Russland, Ukraine) und auf den restlichen Märkten als Chrysler. Der Markenchef von Chrysler/Lancia, Olivier Francois, charakterisierte die Zusammenlegung: „…wie eine Marke, deren Name in Europa und den USA anders ausgesprochen wird…“. Nur die separate Marke Jeep ist auf allen Märkten erhältlich.
Im Herbst 2011 wurden auf der IAA die Serienversionen der neuen Modelle vorgestellt. Die Palette umfasste neben den neuen Ypsilon, Musa und Delta auch die neue Flavia (Cabriolet), den neuen Thema und den Voyager, davon sind Letztere drei Chrysler-Neuentwicklungen.
Neu war diese Art einer transatlantischen Zusammenarbeit nicht. Zahlreiche italienische Sportwagenfirmen setzten auf das Know-how von Chrysler in der Fertigung von V8-Motoren, die sie dann in eigenen Karosserien auf europäische Bedürfnisse anpassten. Für Chrysler bedeutete die Zusammenarbeit eine wesentliche Aufwertung des Automobil-Designs, insbesondere des Interieurs, während Lancia eine größere Modellpalette anbieten konnte. In der Presse wurde das Badge-Engineering häufig kritisiert, insbesondere in Europa blieben die Verkaufszahlen der neuen Modelle gering. Das Konzept wurde 2014 wieder aufgegeben, und die Modellpalette auf den Ypsilon und den Voyager beschränkt.
Die Konzernleitung gab im März 2015 bekannt, dass Lancia sich auf den Heimatmarkt Italien zurückzieht, schließlich wurde Ende April 2017 der Export gestoppt.

### Zukunft
Lancia will wieder Fahrzeuge in ganz Europa verkaufen. Dafür hat der Hersteller im September 2021 einen Zehn-Jahres-Plan erstellt. Ab 2024 sind drei Modelle geplant, ab 2028 sollen nur noch rein elektrische Fahrzeuge verkauft werden.
Die Rückkehr der Marke Lancia auf den deutschen Markt ist für Mitte 2025 vorgesehen. Dafür ist zuerst eine rein elektrische Variante des neuen Modells Ypsilon geplant, welches zum Start bei 25 Händlern verfügbar sein soll.

## Lancia im Motorsport
Bereits 1927 nahm Lancia an Rennen teil. Bei der erstmals durchgeführten Mille Miglia belegten drei Lancia Lambda die Plätze vier, fünf und sechs. Ein Jahr später wurde Ermenegildo Strazza Dritter und Luigi Scarfiotti wurde Siebenter. Bei der Targa Florio auf Sizilien, die 1936 nur für Serientourenwagen ausgeschrieben war, belegte die Lancia Augusta die ersten vier Plätze. Gaston Descollas und Joe Fry setzten ihre Lancia Aprilia erfolgreich auf Bergrennen ein.
1951 wurde der neue Aurelia B10 mit einem auf 1991 cm³ vergrößerten Motor bei der 1800 Kilometer langen Rallye Sestriere eingesetzt, und Alberto Ascari holte den Gesamtsieg. Bei der Sizilienrundfahrt 1951 errang Lancia mit dem neuen Aurelia B20 einen Doppelsieg in der Gran-Tourismo-Klasse über 1500 cm³. Bei der III. Carrera Panamericana 1952 ging Lancia mit dem Aurelia B20 mit Roots-Kompressor an den Start und wurde hinter Mercedes-Benz und Ferrari Dritter.
Die Wagen der Firma Lancia wurden oft im Rallyesport eingesetzt. Die Scuderia Lancia konnte mit Lancia D24 und ihrem Fahrer Juan Manuel Fangio 1953 einige Erfolge feiern. Die Scuderia Lancia war dann auch kurze Zeit mit dem Lancia D50 in der Formel 1 tätig. Nachdem ihr Fahrer Alberto Ascari aber 1955 infolge eines schweren Crashs in Monza starb, verschenkte Lancia seine sechs Wagen an die Scuderia Ferrari, die 1956 mit dem Ferrari-Lancia D50 Weltmeister wurde. Seit 1970 gab es die offizielle Rallye-Weltmeisterschaft. Dort kam der Lancia Fulvia zum Einsatz, der 1972 den ersten Weltmeistertitel holte.
Berühmt wurde auch der Lancia Stratos HF, der 1974–1976 die Marken-WM gewann. Einer der bekanntesten Fahrer war Sandro Munari. Er fuhr 13 Siege ein und holte 1977 den Weltmeistertitel. Der Lancia Beta Monte-Carlo wurde in der Gruppe 5 unter 2000 cm³ eingesetzt und wurde 1980 und 1981 Weltmeister. Daraufhin überarbeitete man das Modell und es entstand der Lancia Rally 037. Fahrer wie Walter Röhrl holten 1982–1985 etliche Siege in der Rallye-WM und 1983 konnte man den Marken-WM-Titel feiern. Nebenbei wurde für die Gruppe 6 der Lancia LC1 mit 450 PS (331 kW) und für die Gruppe C der Lancia LC2 mit 800 PS (588 kW) eingesetzt. Fahrer wie Riccardo Patrese fuhren hier mit dem Martini Racing Team einige Siege ein, Porsche konnte man zwar nur selten schlagen, dennoch stellten die Erfolge eine respektable Leistung dar.
Dann kam die Zeit des Lancia Delta. In verschiedenen Ausführungen (S4, bis 1986; 4WD bis 1987; integrale bis 1988; integrale 16V bis 1989) wurden etliche Titel eingefahren. Die sogenannten „Gruppe-B-Monster“ hatten 400 bis 550 PS, konnten allerdings nur noch von einigen wenigen Top-Piloten am Grenzbereich bewegt werden. Der finnische Lancia-Werksfahrer Henri Toivonen und sein Kopilot verunglückten in einem Delta S4 bei der Korsika-Rallye 1986 tödlich. Die Gruppe B wurde infolge weiterer schwerer Unfälle dann auch von der FIA wieder aus dem Rallyesport verbannt. In der Gruppe A lief es besser und der Lancia Delta hielt sich bis 1992 im Geschäft. Von 1987 bis 1992 wurde die Marken-WM gewonnen. Weltmeister wurden Juha Kankkunen (1987 und 1991) und Miki Biasion (1988 und 1989).
Man kann mit Recht behaupten, dass Lancia eine überaus bedeutende Rolle im Rallyesport spielte. Allein die Rallye Monte Carlo wurde seit 1973 elfmal mit einem Lancia gewonnen. In der Rallye-WM gab es seit 1970 neun Weltmeister mit einem Auto der Marke Lancia. Der Lancia Delta integrale gilt bis heute als das erfolgreichste Rallyeauto aller Zeiten. Er gewann sechsmal hintereinander die Marken-WM. Mit keinem anderen Fahrzeug konnte ein derartiger Erfolg bisher wiederholt werden.
Im Rahmen der Eingliederung von Alfa Romeo in den Fiat-Konzern änderte das Management die Ausrichtung der Marke Lancia insgesamt und beendete auch deren Engagement im Motorsport am 18. Dezember 1991 durch eine offizielle Pressemitteilung zu Gunsten von Alfa Romeo. Das ehemalige Lancia-Abarth-Rally-Team unter Leitung von Cheftechniker Ing. Sergio Limone, dem ehemaligen Projektleiter des Lancia 037 Rally, des S4 und der Delta-Gr.A-Fahrzeuge, betreute anschließend ab 1992 die Sportversionen des Alfa Romeo 155 der Alfa Corse in der Italienischen Tourenwagen-Meisterschaft (CIVT) und ab 1993 auch in der DTM. Die erste Sportversion, Alfa Romeo 155 GTA, verwendete dabei das Motorkonzept des Lancia Delta Integrale 16V und verfügte auch über einen Allradantrieb. Das damalige Lancia-Management begann die Marke als weniger sportlich und mehr luxusorientiert zu platzieren und erklärte in Interviews: „Die Vollgasperiode bei Lancia ist vorbei.“
Im Mai 2024 gab der Konzern eine Rückkehr in die Rallye 4 Klasse bekannt. Als Fahrzeug wird der Lancia Ypsilon genutzt.

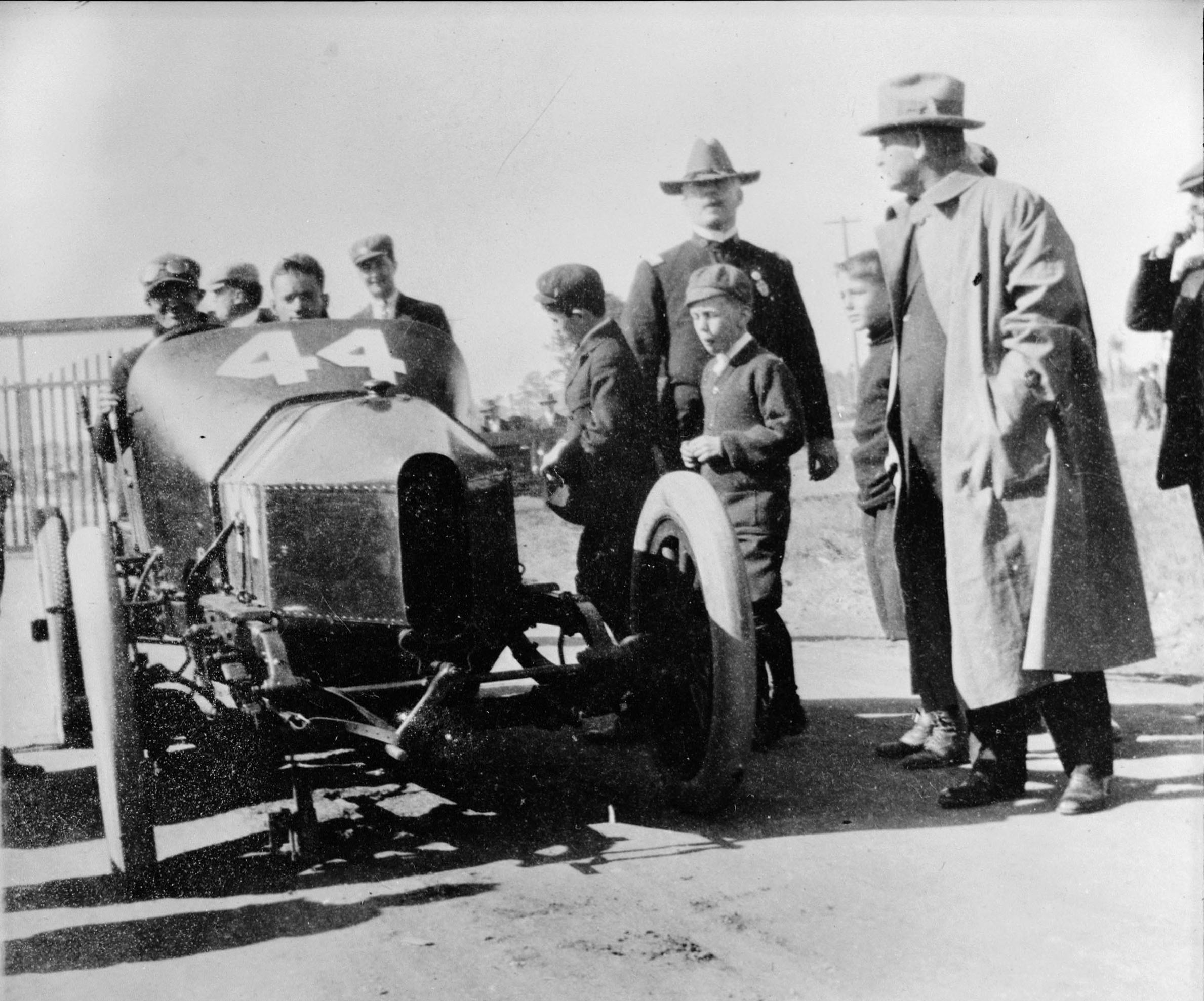
Leichtbaurennen in Savannah, Georgia (1910)
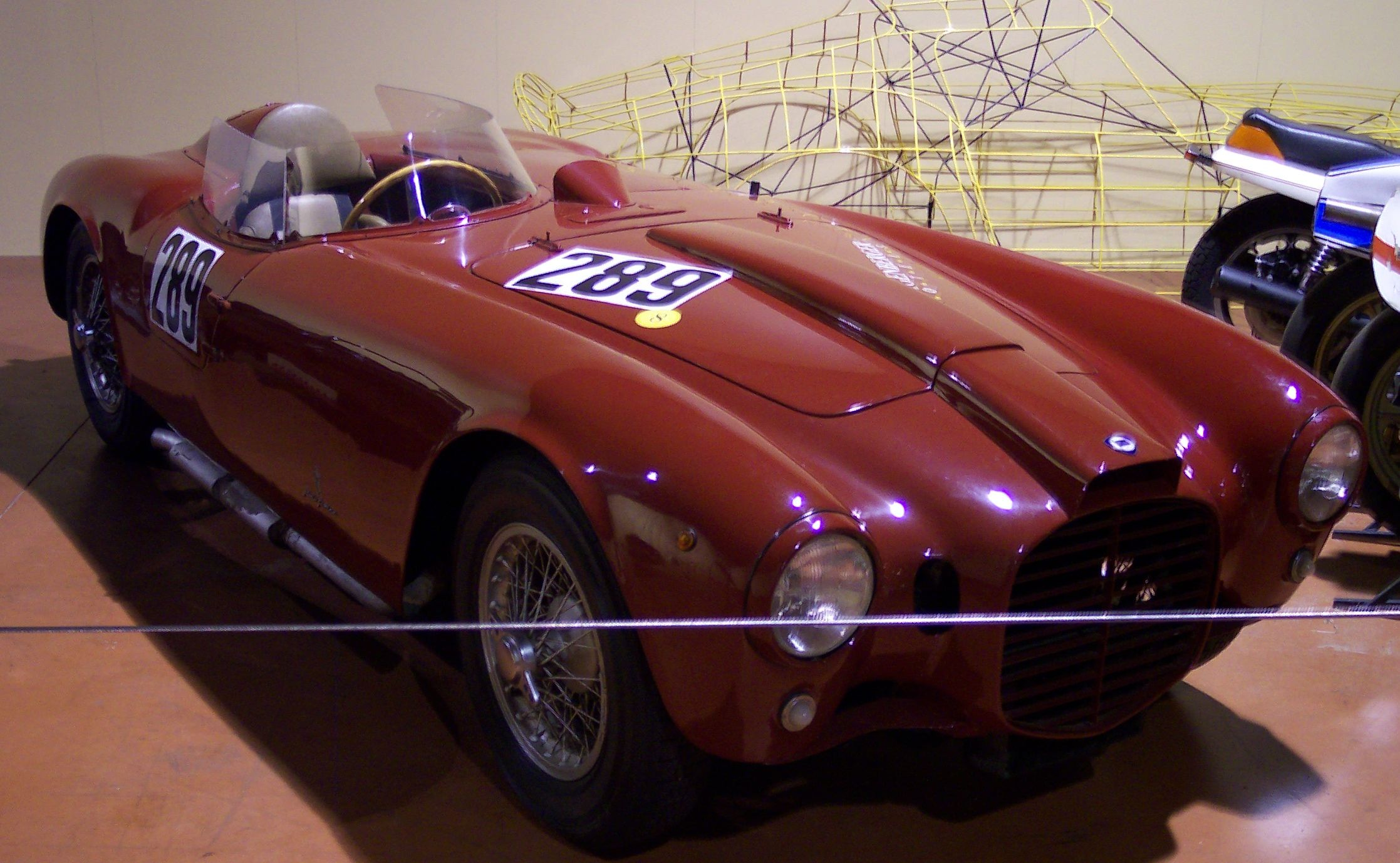
Lancia D23 Spyder (1953)
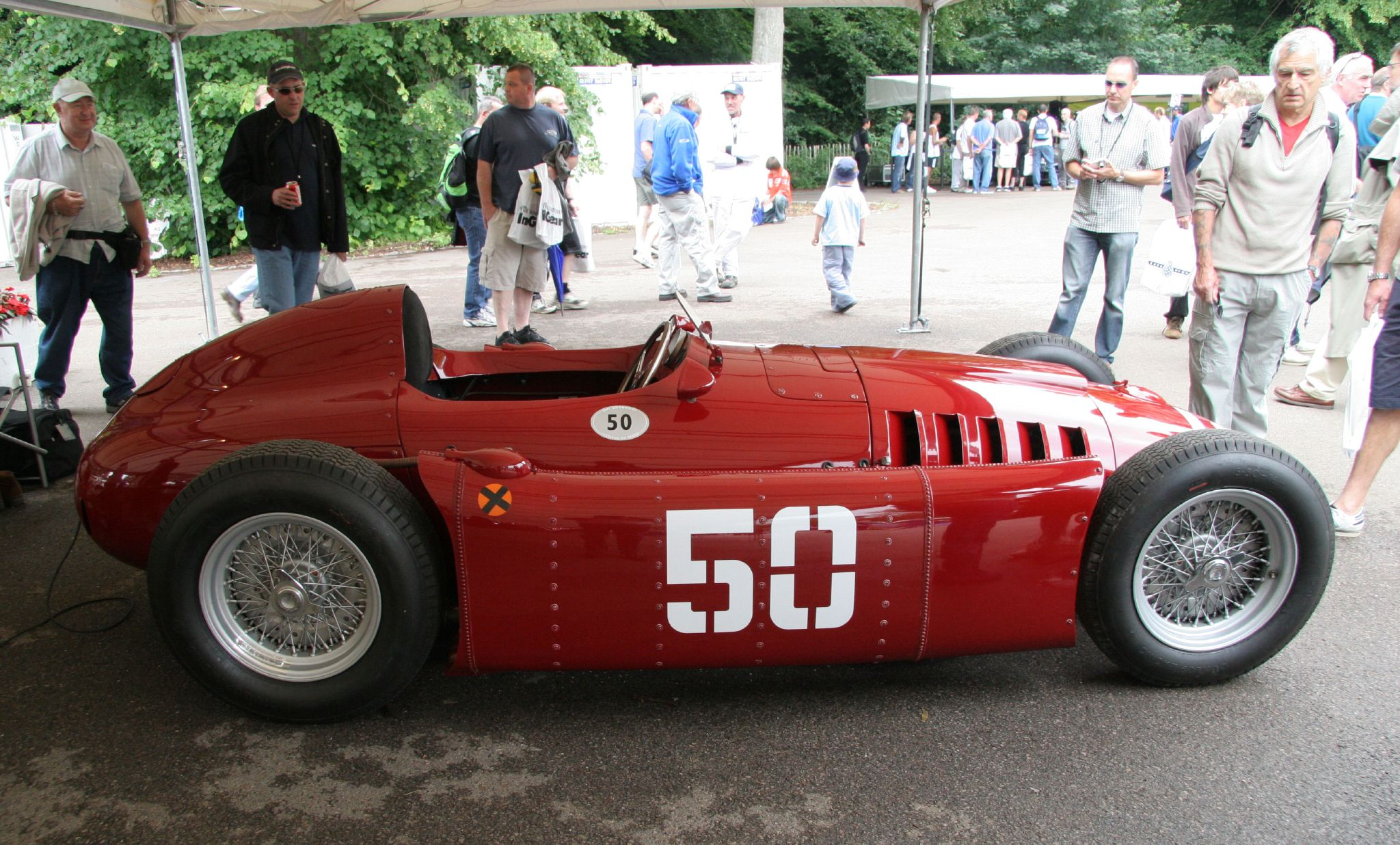
Ein Lancia D50A der Formel 1 (1954)
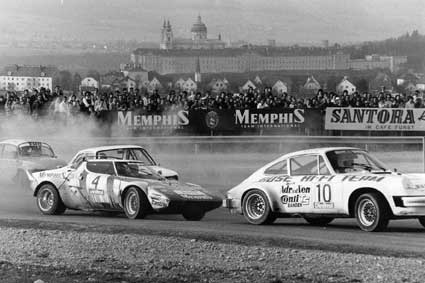
Auf dem Wachauring in den 1970er-Jahren
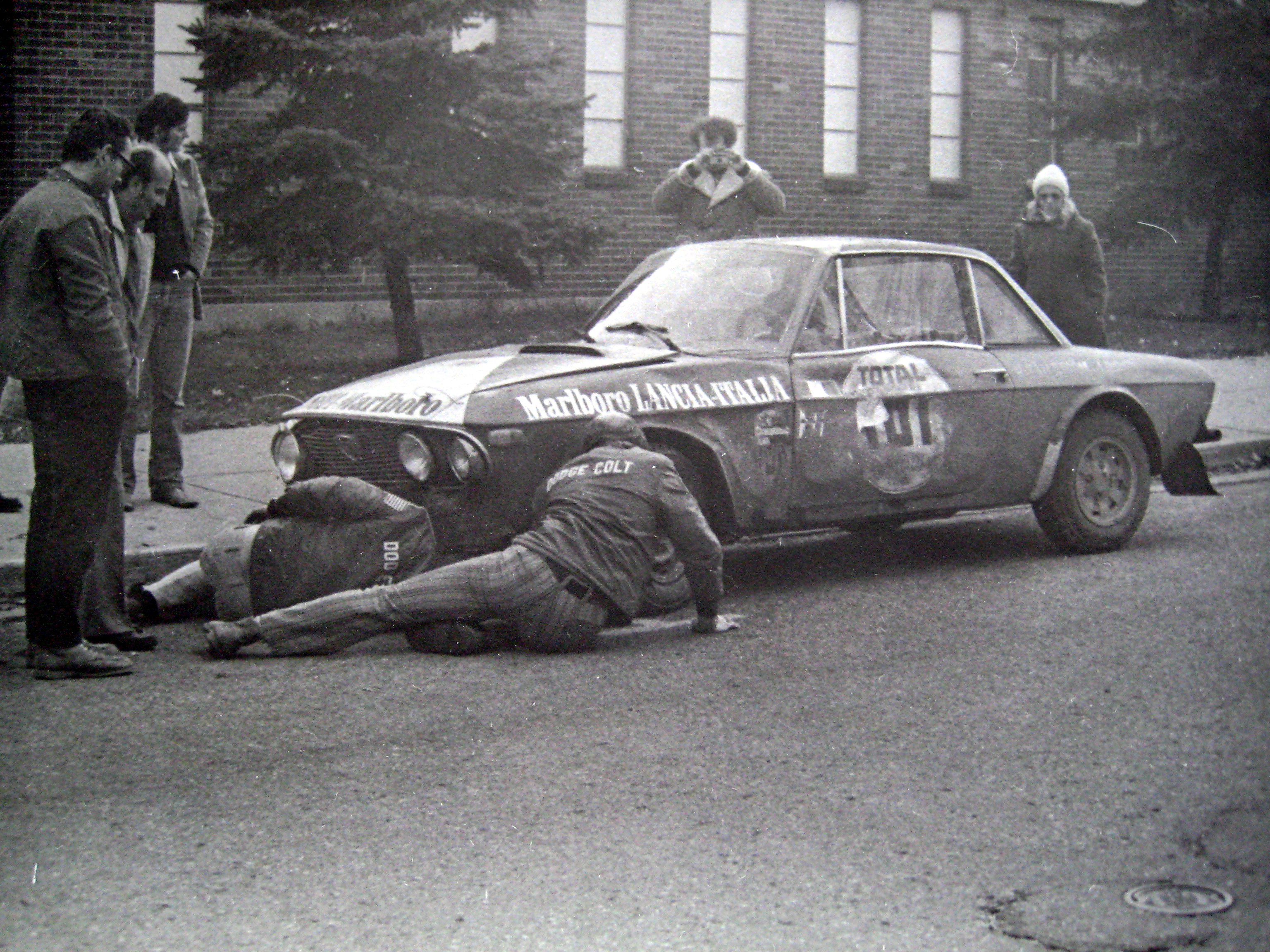
Fulvia 1.6 Coupé HF (1972)
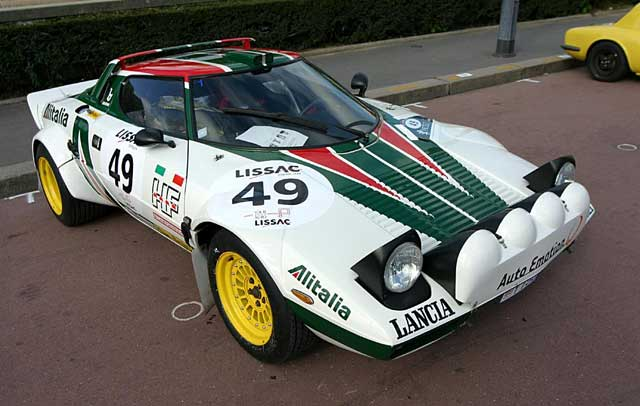
Ein Lancia Stratos HF der Gruppe 4 (1974)
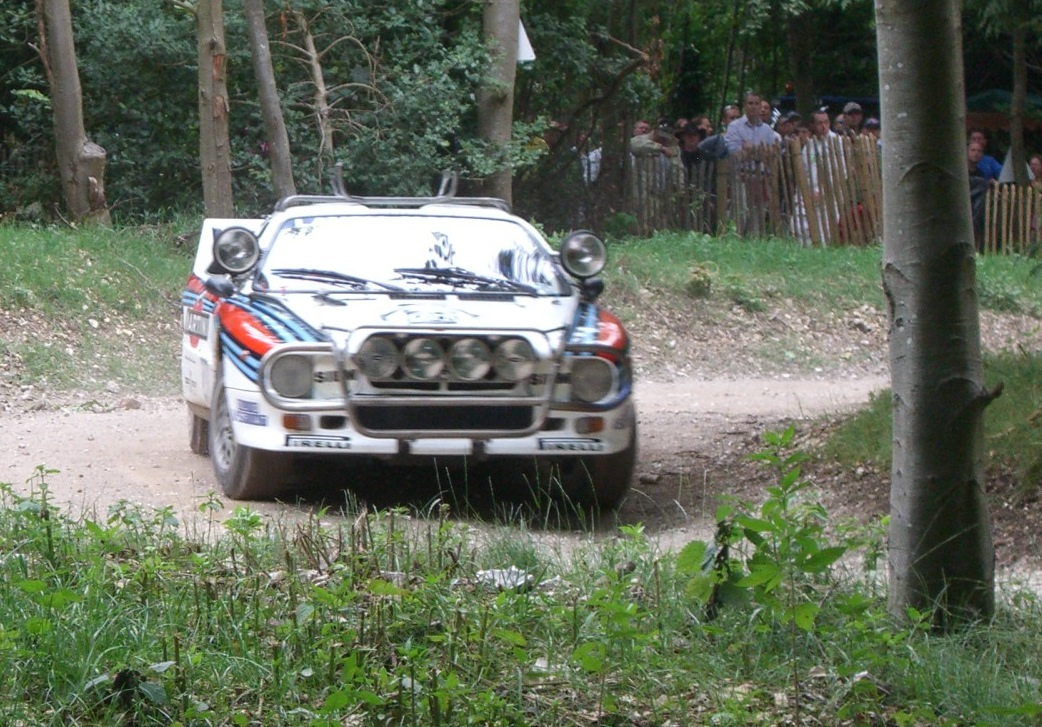
Lancia Rally 037 während der WM 1983
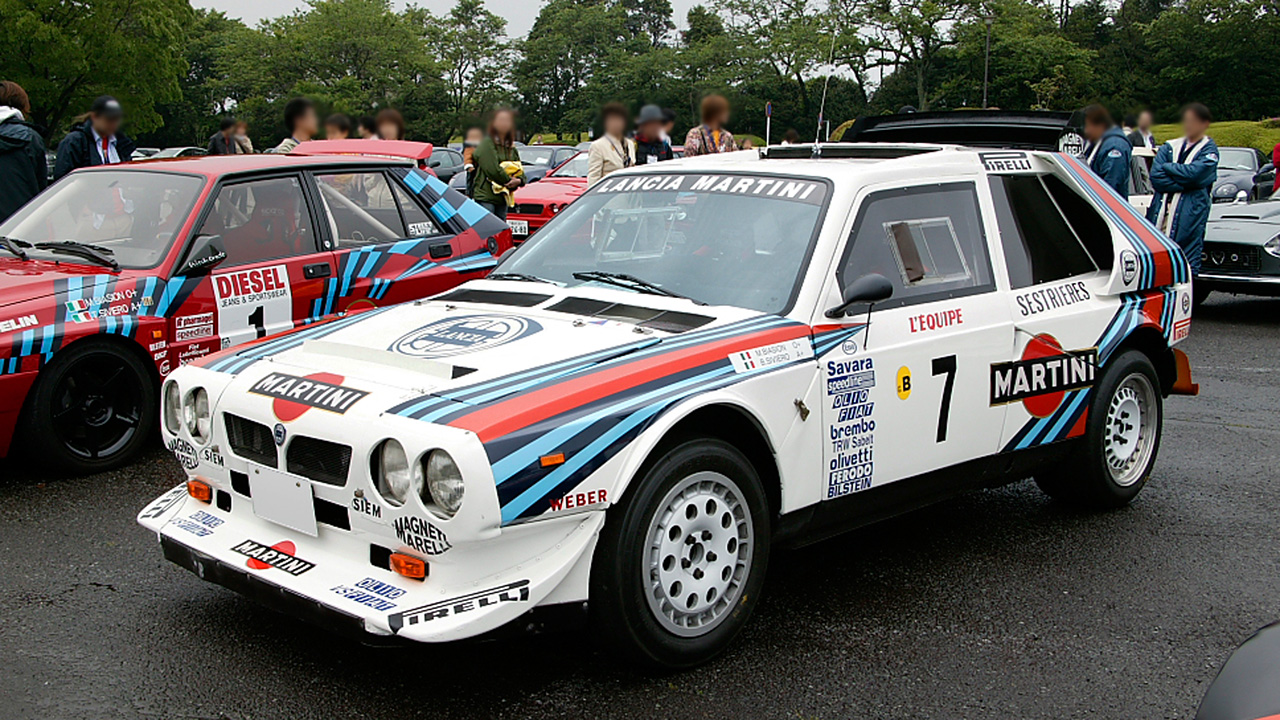
Der ehemalige Lancia Delta S4 der Gruppe B von Miki Biasion

## Corporate Design

### Firmenlogo
Das Lancia-Logo wurde 1911 vom italienischen Industriedesigner Carlo Biscaretti di Ruffia entworfen. Es zeigt einen Schild mit Lanze und Flagge. Biscaretti schuf 1957 das nach ihm benannte Automobilmuseum Museo dell’automobile Carlo Biscaretti di Ruffia. Zur Genfer Automobilmesse 2007 wurde das Logo überarbeitet. Das Logo ist unter dem Schild nur noch als Schriftzug auf blauem Grund ohne Vierspeichen-Volant und der Fahne mit Lanze zu sehen.

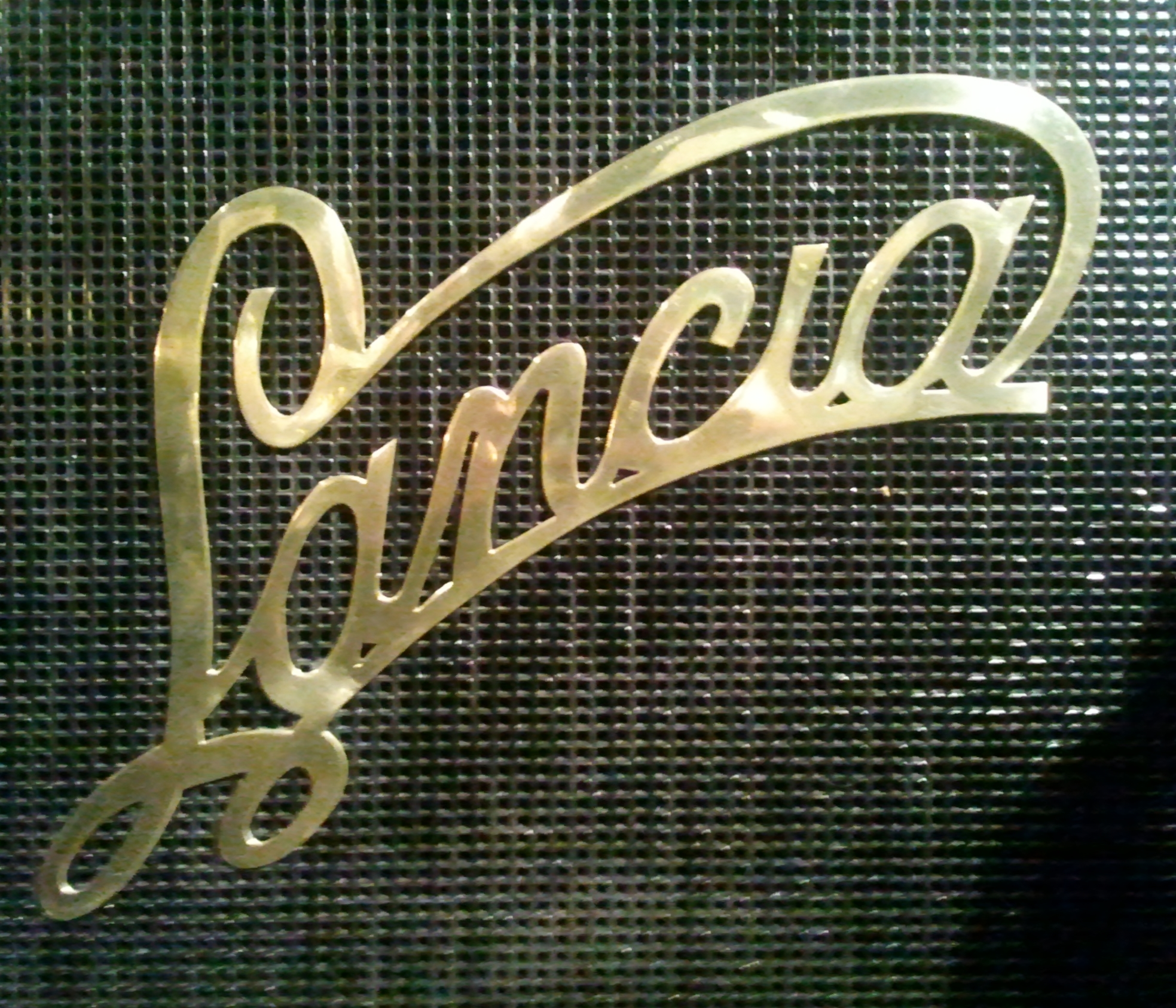
1906–1911
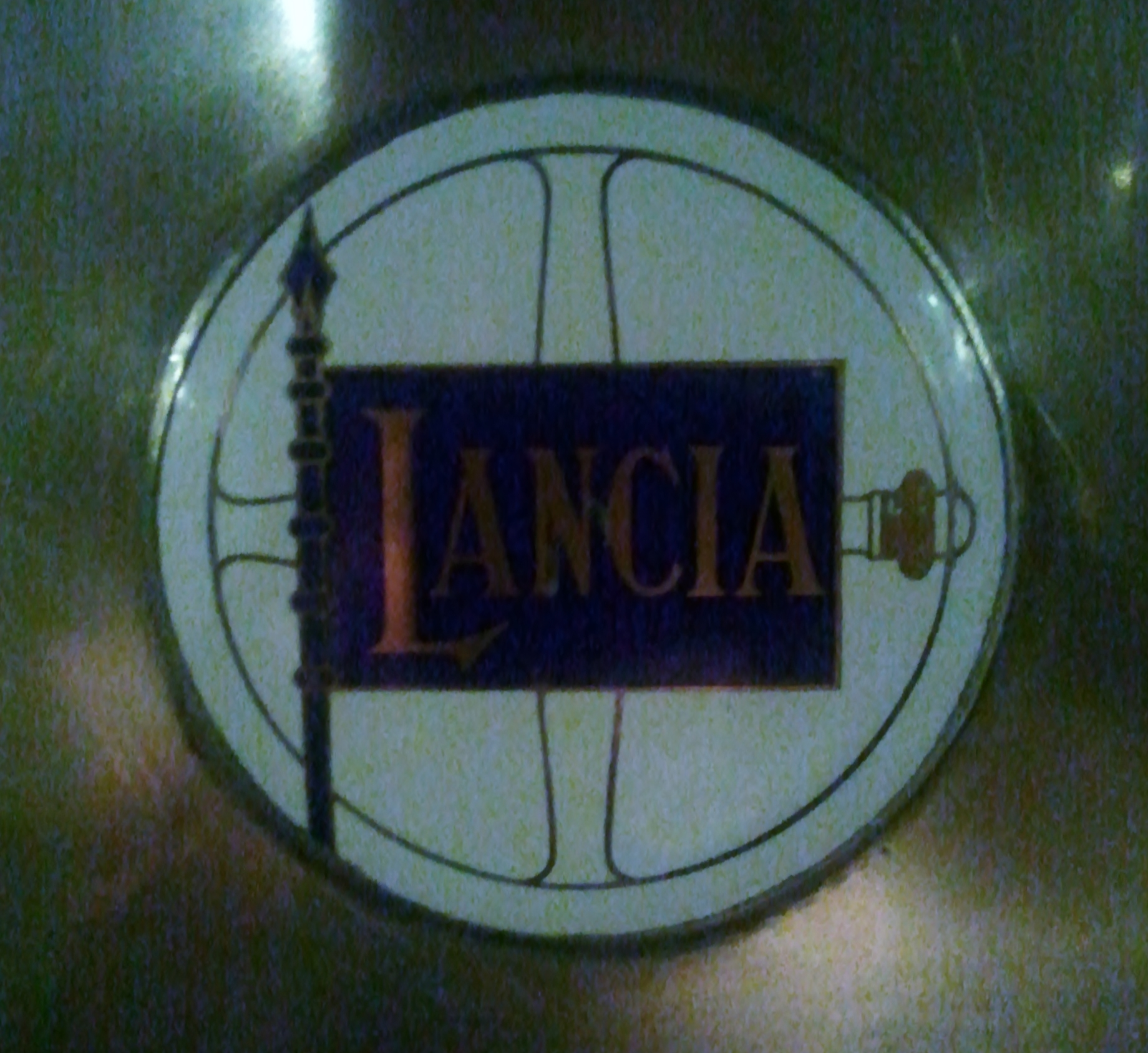
1911–1929
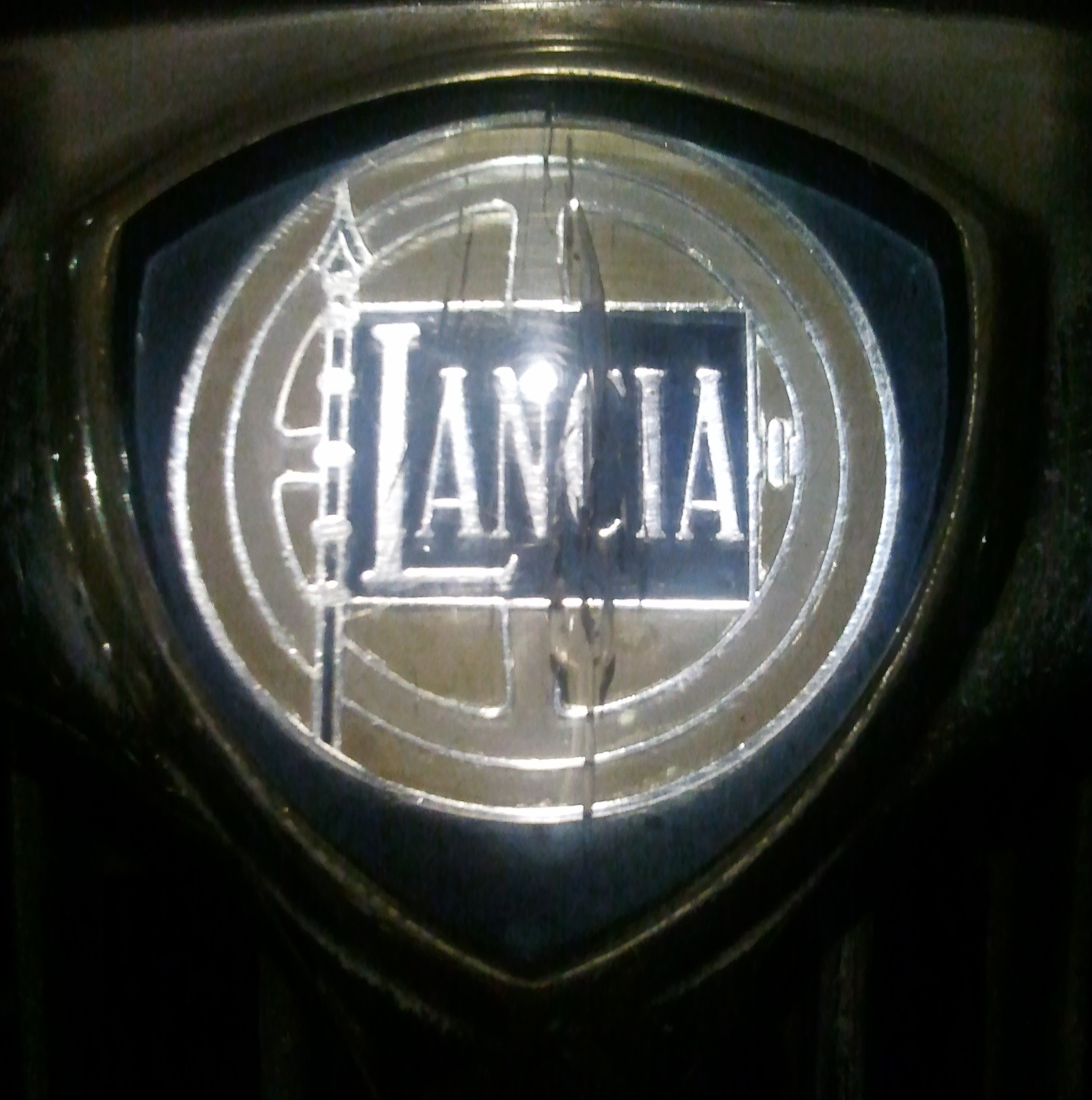
1929–1957
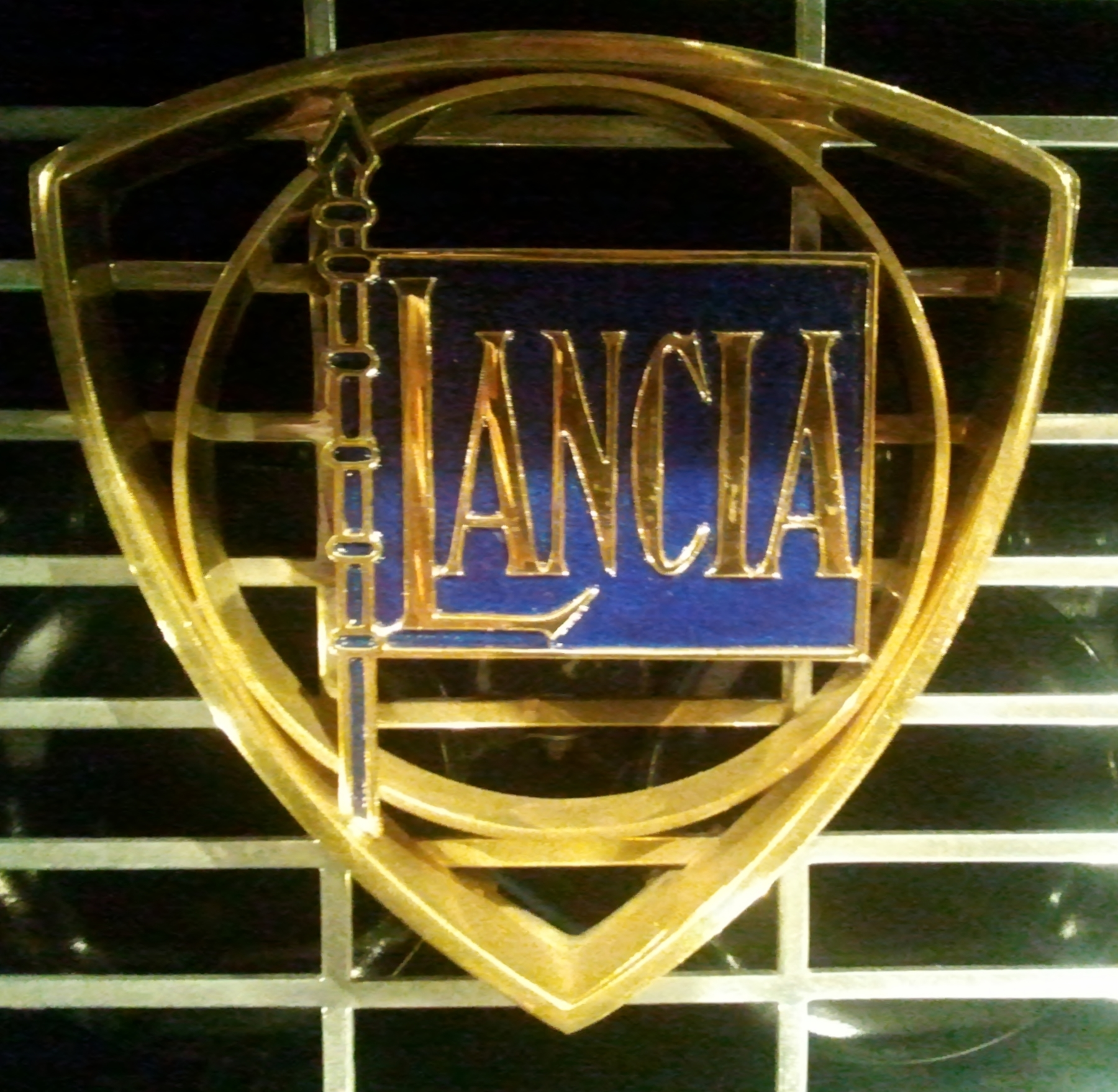
1957–1974
1974–2007
2007–2022

### Typografie
Als einer der ersten Automobilhersteller pflegte Lancia auch in der Typografie ein einheitliches Corporate Design, das aus der Hausfarbe Dunkelblau auf Weiß und der Hausschrift Bodoni besteht. Lancia verwendete die klassizistische Schrift Bodoni, lange bevor sie in den 1980er-Jahren zur Modeschrift avancierte und noch viele Jahre danach. Mittlerweile wird auch die Helvetica verwendet. Alle aktuellen Modelle tragen ein freigezeichnetes Logo mit der Modellbezeichnung.

### Fahrzeugbezeichnungen

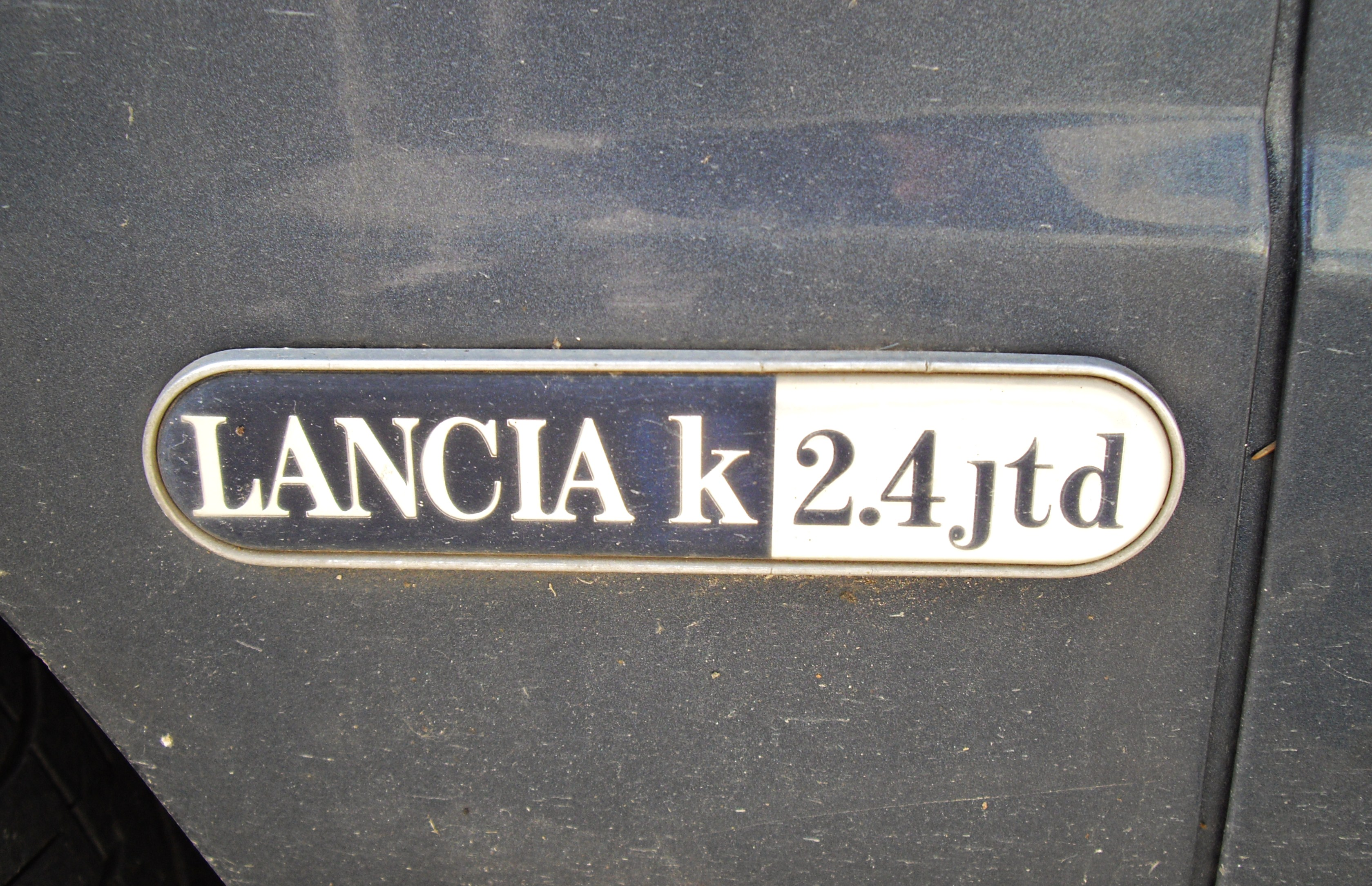
Die Bodoni-Schrift am Typenschild an einem Lancia Kappa

Das erste Fahrzeug – der Typ 12 HP, später auch Alpha genannt – wurde 1908 vorgestellt, wobei dieser schon 1907 als Prototyp existierte. Bis 1919 wurden alle Fahrzeuge nach der Motorleistung benannt. Erst später kamen – auch rückwirkend – Modellbezeichnungen nach dem griechischen Alphabet hinzu, wobei einige Versionen ein Di- oder Tri- vorangestellt bekamen und an erfolgreiche Vorgänger anknüpften. Als das Alphabet erschöpft war, wurden alle Fahrzeuge nach Orten mit A- benannt, nach Appia (nach der Römerstraße Appia) folgten weitere Namen von Römerstraßen wie Flaminia, Flavia usw. (sog. A- und F-Modelle).
Ab 1972 wurden dann teilweise wieder die früheren Bezeichnungen nach dem griechischen Alphabet verwendet: Beta, Delta, Gamma, später aber auch andere griechische Begriffe wie Stratos, Thema und Dedra. Der Delta blieb erhalten, nur wurde nicht der griechische Buchstabe verwendet, sondern „Delta“ wurde ausgeschrieben. Bei der zweiten Serie des Delta wurde dann wieder auf den griechischen Buchstaben zurückgegriffen. Der Nachfolger des Thema war der Lancia k, wobei das „k“ den griechischen Buchstaben Kappa darstellt. Als Nachfolger des Dedra erschien der Lybra. Es folgten weitere Fahrzeuge unter den Bezeichnungen Thesis, Musa, Ypsilon und Phedra.

## Lancia und Prominenz

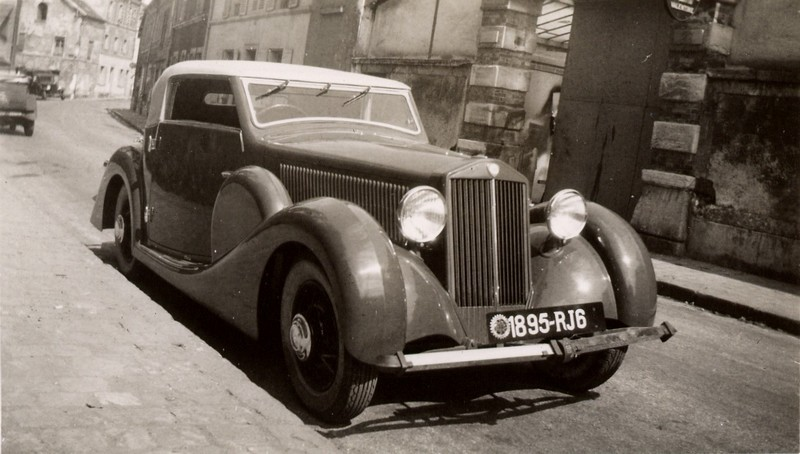
Lancia Dilambda

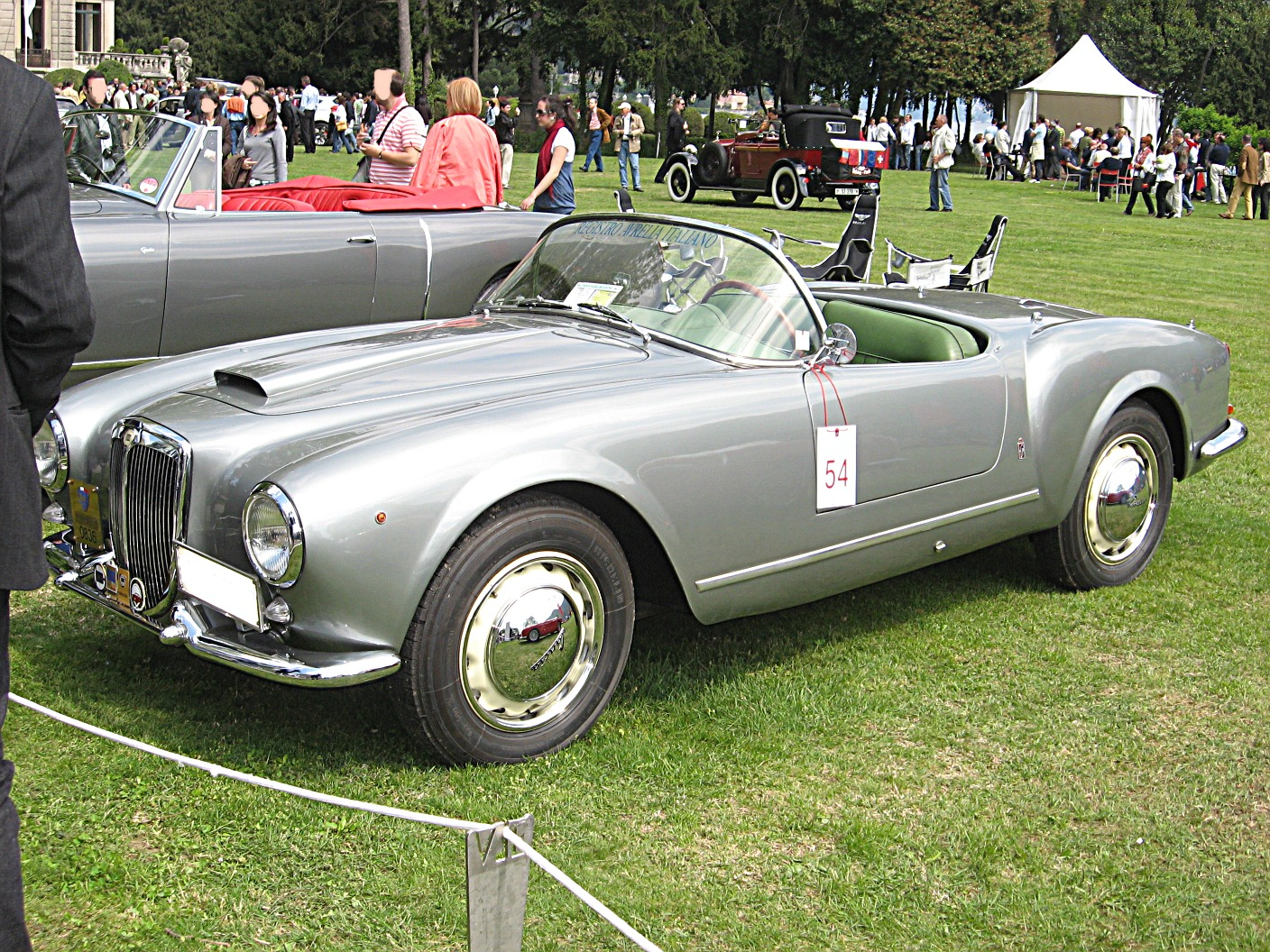
Der elegante Lancia Aurelia B24 Spider war häufig im italienischen und französischen Film der 1950er-Jahre zu sehen

Die italienische Edelmarke erfreute sich großer Beliebtheit bei Prominenten wie Enrico Caruso, Greta Garbo, Gloria Swanson, Ernest Hemingway, Gary Cooper oder Max Schmeling. Auch Technikfreaks wie die Rennfahrer Tazio Nuvolari und Mike Hawthorn oder der Flugzeugbauer Anthony Fokker besaßen Wagen der Marke. 1923 schrieb Franz Kafka in sein Tagebuch über den Eindruck, den eine Reklame von Lancia auf ihn machte. Der Wiener Architekt Adolf Loos, bekannt für das Zitat ornament ist ein verbrechen, entwarf im selben Jahr einen Wagen auf Lancia-Basis. Erich Maria Remarque floh in seinem Lancia Dilambda zusammen mit Marlene Dietrich und deren Tochter aus Deutschland nach Frankreich und widmete dem Wagen sogar eine Erzählung. Zu dieser Zeit fuhr Albert Speer einen weißen Lancia-Sportwagen, ebenso der Unternehmer und Ingenieur Robert Blohm, der sich mit einem roten Lancia seinen Lebenstraum erfüllte. Bis in die Nachkriegszeit fuhr Konstantin Prinz von Bayern ein Lancia Dilambda Cabriolet, welches er als Auto meines Lebens bezeichnete.
Die Popularität bei Prominenten riss auch in der Nachkriegszeit nicht ab, als Coupés und Cabriolets der Marke etwa von Gregory Peck, Audrey Hepburn, Jean-Paul Belmondo, Brigitte Bardot und Marcello Mastroianni gefahren wurden. Die Karosseriebauer Elio Zagato und Battista Pininfarina fuhren privat eine Eigenkreation für die Marke Lancia. Der Industriedesigner Raymond Loewy baute sich ein individuelles Fahrzeug auf Lancia Basis. Wenngleich Juan Manuel Fangio für Mercedes-Benz Rennen fuhr, fuhr er privat weiterhin einen Lancia und setzte diesen dann auch im Film „Fangio“ ein.
Die Comicfigur Tim wurde von Hergé als Fahrer eines Lancia Aprilia in „L'Or Noir“ (und später das Nachfolgemodell Lancia Aurelia in „L'Affaire Tournesol“) gezeichnet. Sowohl im James-Bond-Roman von Ian Fleming als auch in der Verfilmung Im Geheimdienst Ihrer Majestät fährt James Bond mit einem Lancia in die Flitterwochen, im Film ist eine Flaminia Zagato Spyder zu sehen. Martin Walser Ernst Augustin schrieben über Szenen mit Lancia-Fahrzeugen. Der Luxusuhrenhersteller Buèche-Girod fertigte mehrere Uhrenmodelle in Form und mit Logo des Kühlergrills der Lancia Flavia.
Peter Gabriel verwendete sein Flavia Coupé auf einem Plattencover.
Nachdem keine Neuauflage des Lancia Stratos geplant ist, ließ 2010 der Unternehmer Michael Stoschek einen New Stratos auf Ferrari-Basis bei Pininfarina neu entwerfen und bauen. Das Auto wurde mit Lancia-Logos versehen.

## Modelle und Platzierung

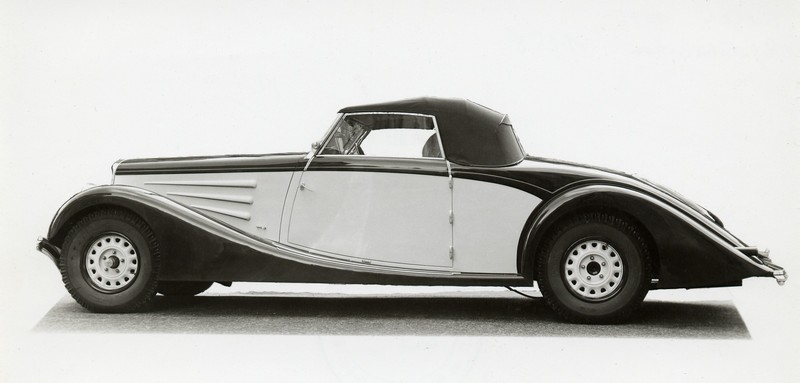
Lancia Belna (1935), Karosserie von Pourtout

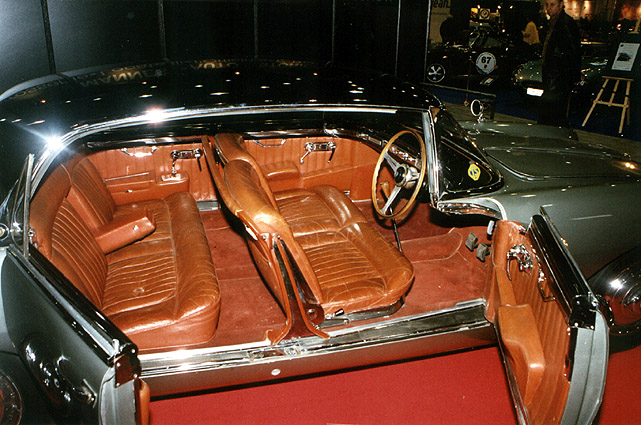
Interieur der Studie Lancia Florida von 1957

Stets bedienten Modelle von Lancia eine exklusive Nische, die von der Limousine bis zu mehreren sportlichen Coupés und luxuriösen Cabriolets reichte. Dies hat sich auch seit der Übernahme durch Fiat nicht geändert, wenngleich die Bandbreite an Varianten aufgrund von höheren Mindestzahlen dann doch abgenommen hat. Lancia-Modelle haben den Anspruch, im Design eleganter und zurückhaltender zu sein als etwa die Wagen von Alfa Romeo, teilen aber häufig eine technische Basis. Meist verfügen die Modelle von Lancia über Ausstattungsmerkmale, die bei anderen Marken nur in höheren Klassen und gegen Aufpreis angeboten werden. Hierzu zählen unter anderem der exklusive Bezugstoff Alcantara, Navigationssysteme mit Monitor und Bluetoothfunktionalität und das in vielen Modellen enthaltene Bose-Soundsystem.
Als besondere Modelle entstanden beispielsweise der Lancia Thema 8.32 (mit Ferrari-Motor), der Lancia Thema Verde York und das Lancia Kappa Coupé, welches weitestgehend in Handarbeit entstand. Zu den besonders erfolgreichen Modellen zählen der Lancia Delta (Rallye-Gruppe-A-Weltmeister 1987–1992) und der Y10/Ypsilon.

### Personenwagen

#### 1908 bis 1945
| - Lancia Alpha 18/24HP (1908) - Lancia Dialpha 18HP (1908) - Lancia Beta 15/20HP (1909) - Lancia Gamma 20HP (1910) - Lancia Delta 25/30HP (1911) - Lancia Epsilon (1911) - Lancia Eta 35/50HP (1912) - Lancia Didelta 30HP (1912) - Lancia Zeta 12HP (1912) - Lancia Theta 35HP (1914) - Lancia Kappa 35HP (1919) | - Lancia Dikappa (1921) - Lancia Trikappa 40HP (1922) - Lancia Lambda (1922) - Lancia Dilambda (1929) - Lancia Astura (1931) benannt nach dem Ort Astura - Lancia Artena (1931–1940) benannt nach dem Ort Artena - Lancia Augusta (1933–1937) benannt nach der Via Julia Augusta - Lancia Aprilia (1936–1949) benannt nach dem Ort Aprilia - Lancia Ardea (1939–1953) benannt nach dem Ort Ardea |

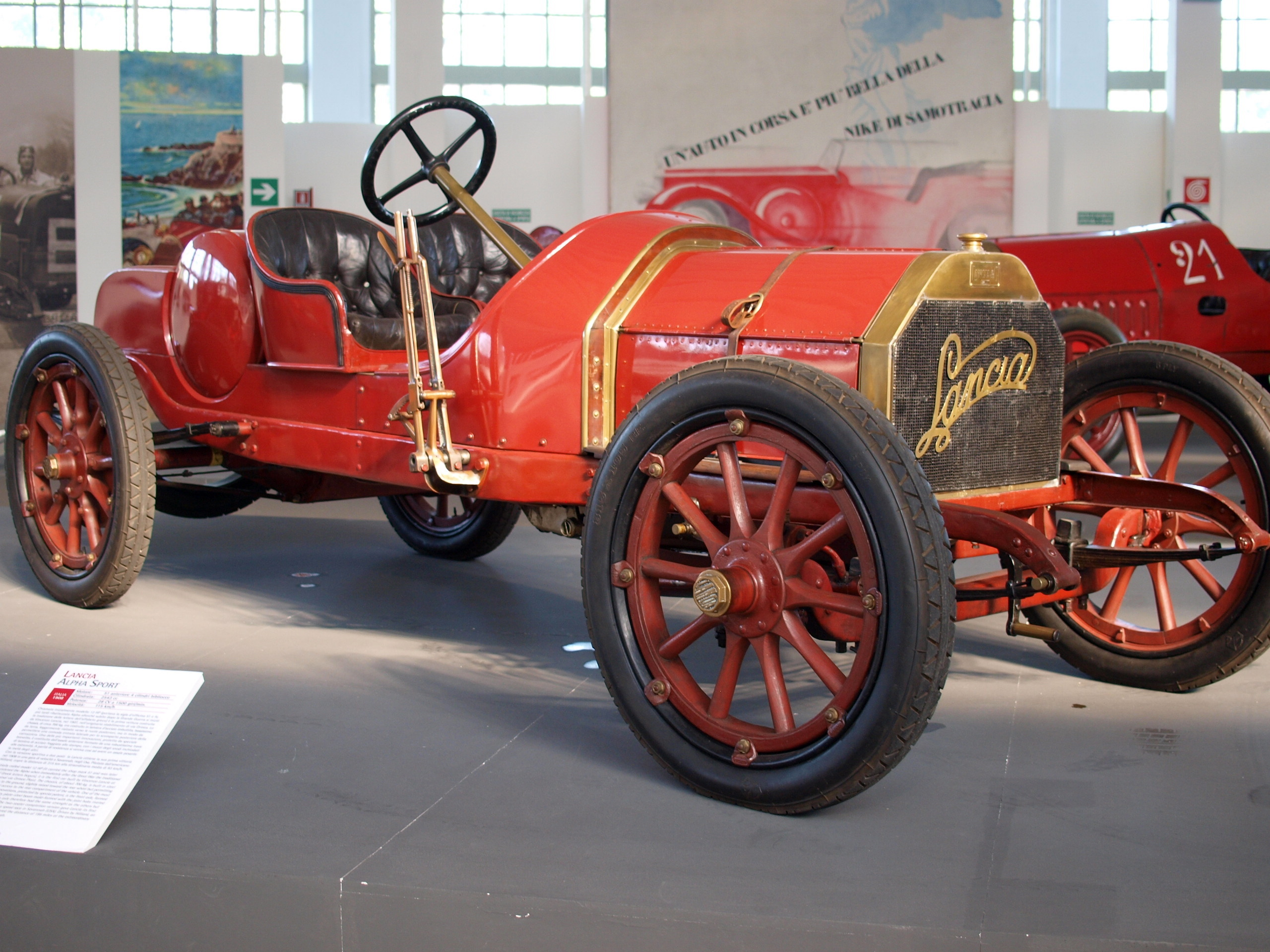
Lancia Alpha 18/24HP
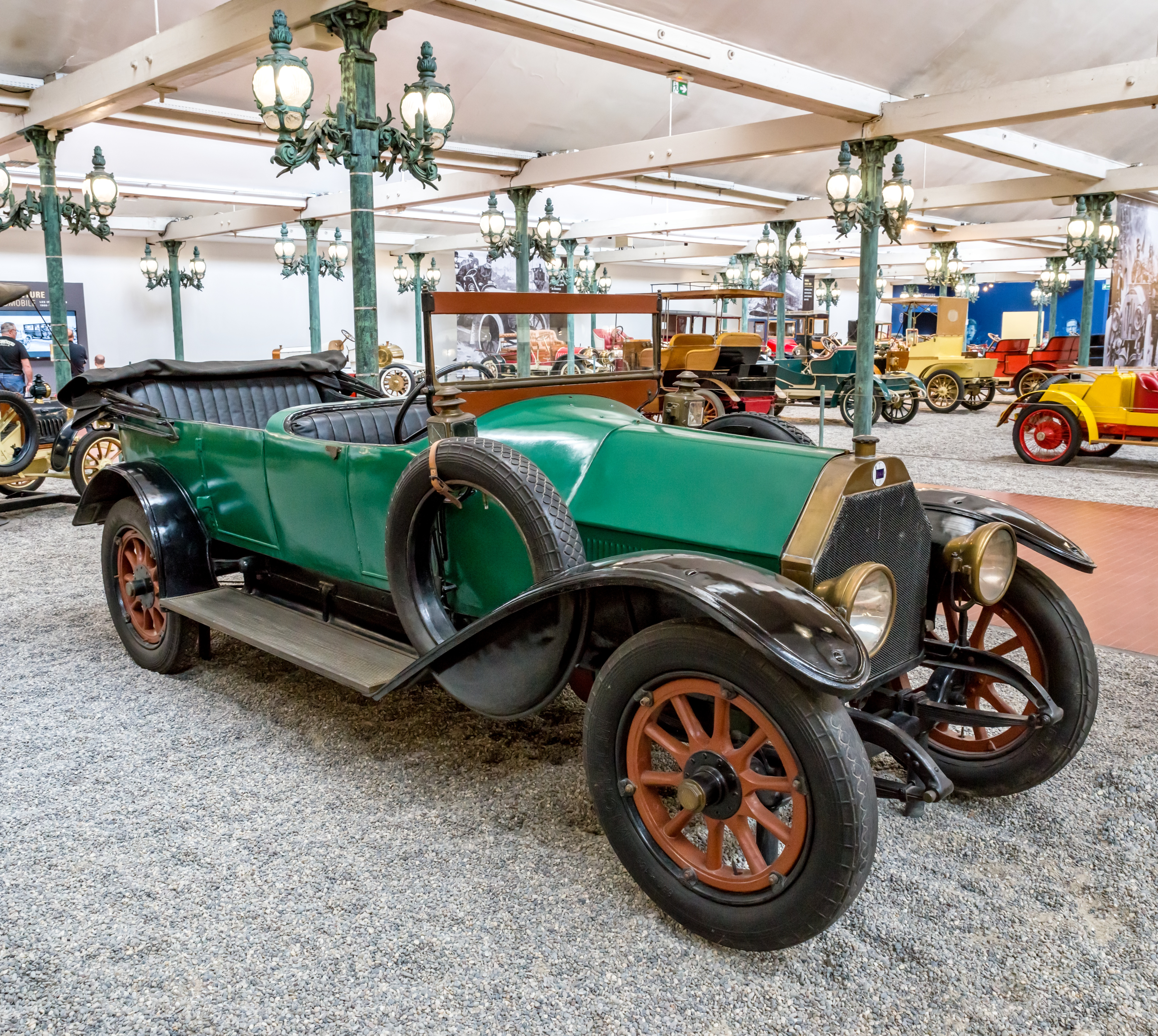
Lancia Epsilon
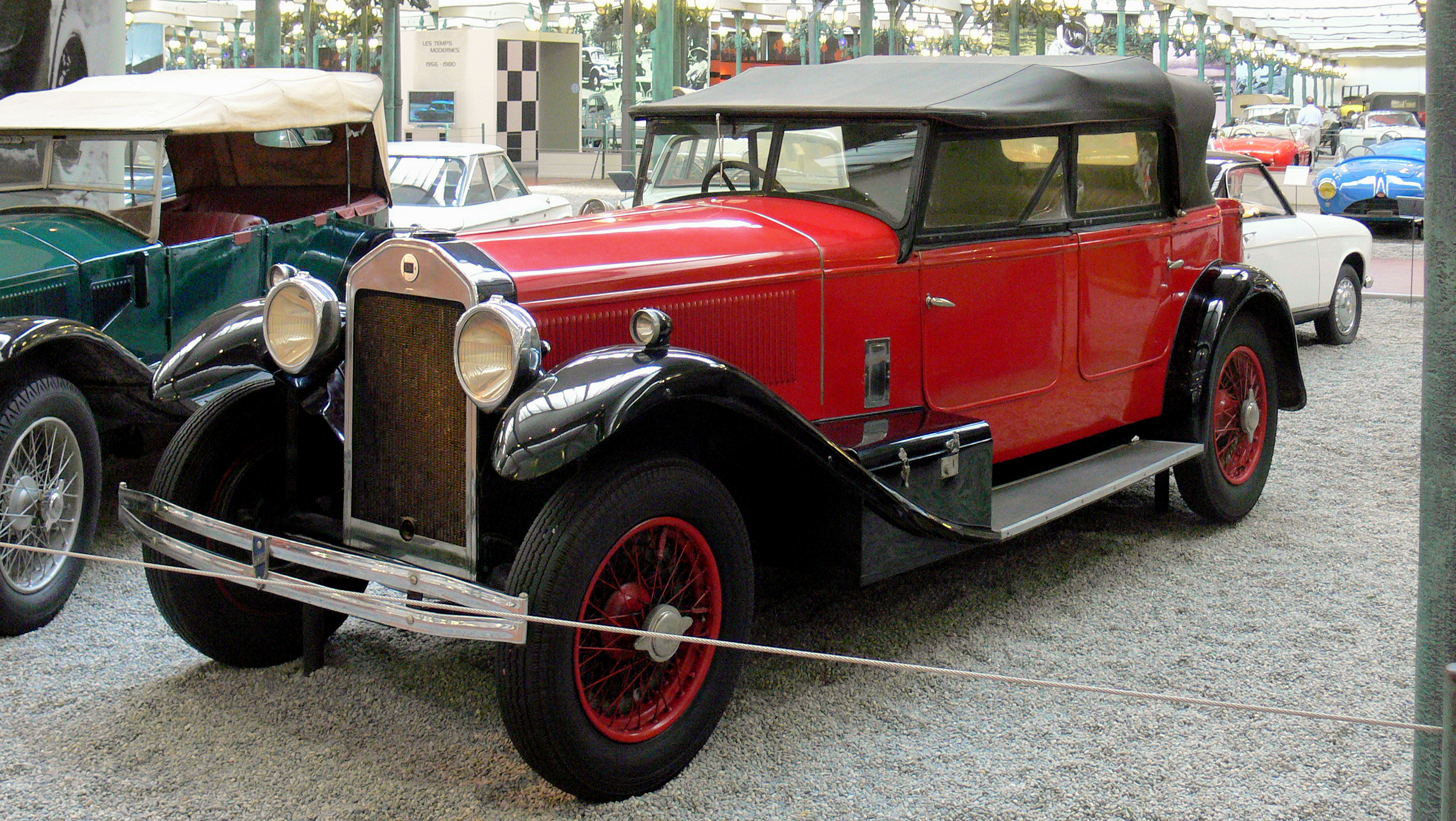
Lancia Dilambda
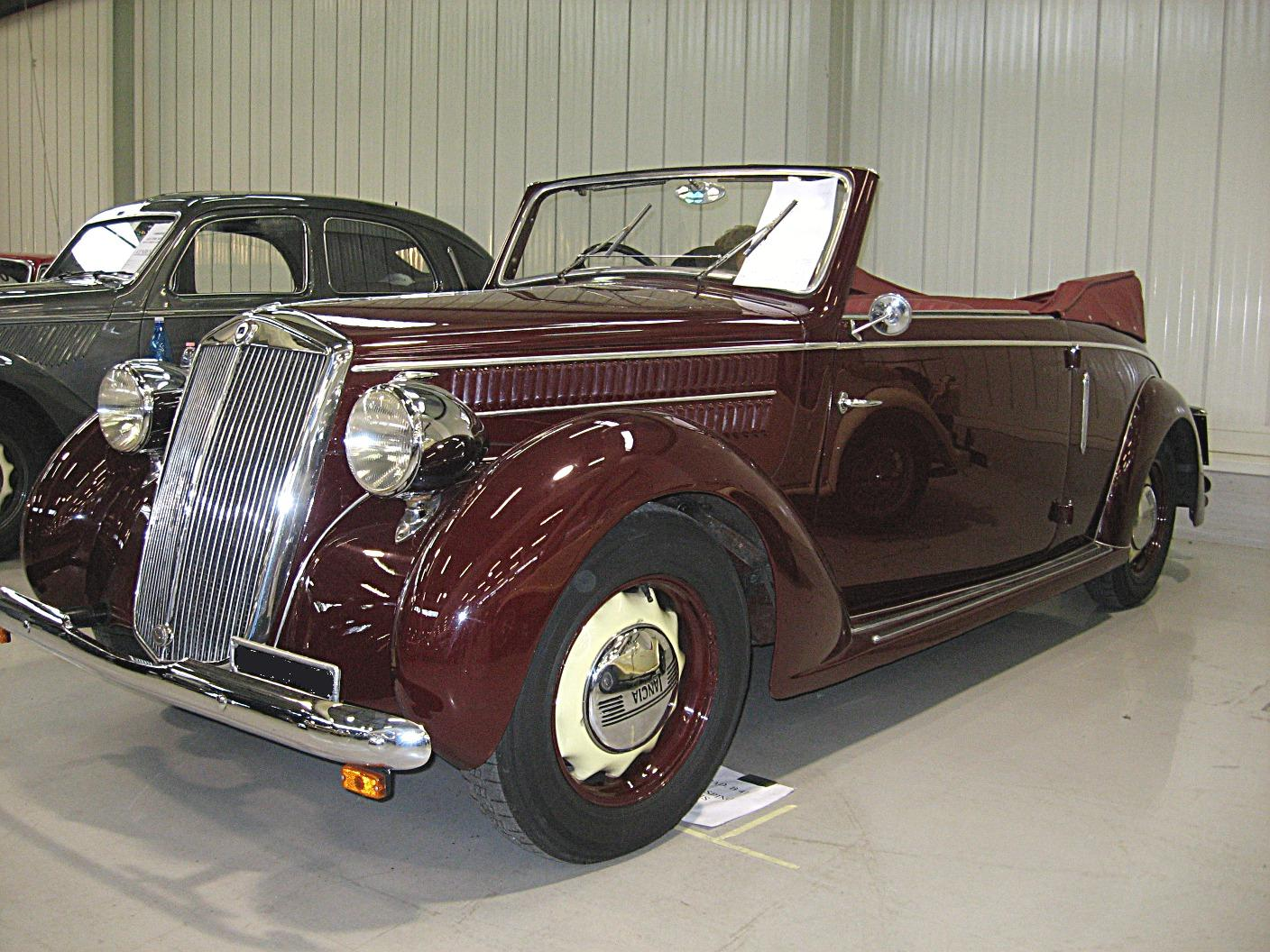
Lancia Ardea Cabriolet

#### 1945 bis 1969
Die Modelle der frühen Nachkriegszeit trugen (wie seit den 1930er-Jahren) die Namen berühmter Straßen des römischen Reiches, man sprach auch von den „A“- und „F“-Modellen. Neben den bei Lancia gefertigten Modellen entstanden auch Kleinserien zahlreicher Coupés und Cabriolets, die von externen Karosseriemanufakturen gefertigt wurden.
- Lancia Aurelia (1950–1958), Grundlage für die Rennwagen D20, D23, D24, D25 (1953) und Formel-1-Wagen D50 (1954), den Lancia Aurelia B24 Spider, den Lancia Florida und diverse Coupés; benannt nach der Via Aurelia.
- Lancia Appia (1953–1963), benannt nach der Via Appia
- Lancia Flaminia (1957–1970), benannt nach der Via Flaminia
- Lancia Flavia (1960–1970), benannt nach der Via Flavia
- Lancia Fulvia (1963–1976), benannt nach der Via Fulvia

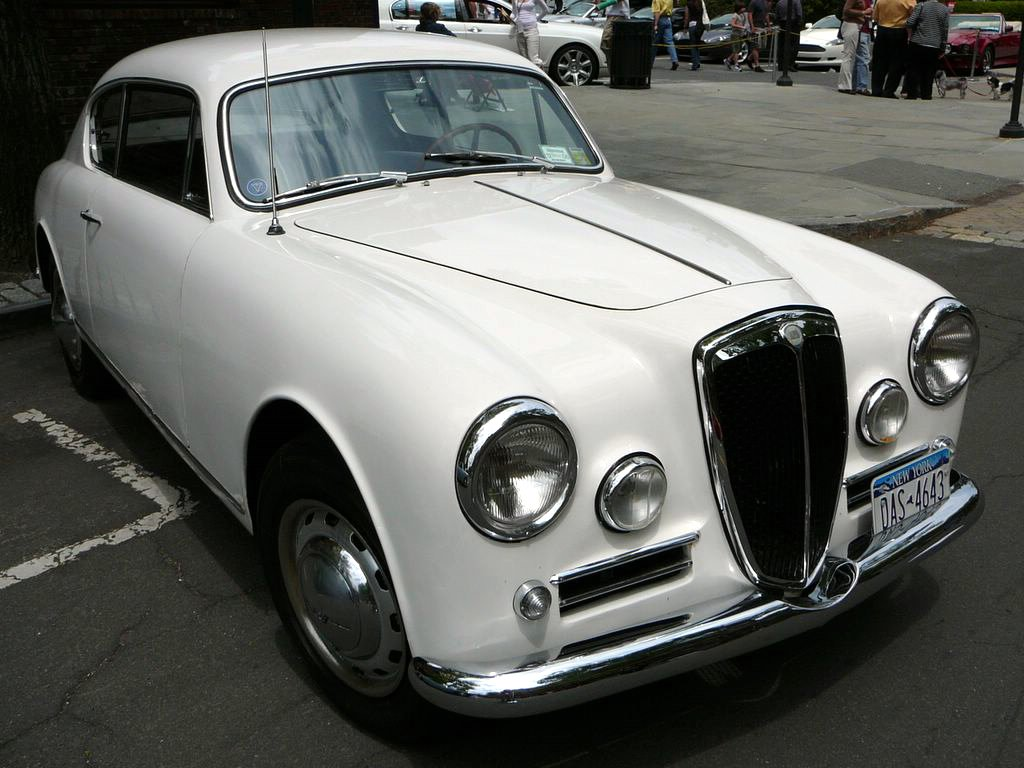
Lancia Aurelia Coupé
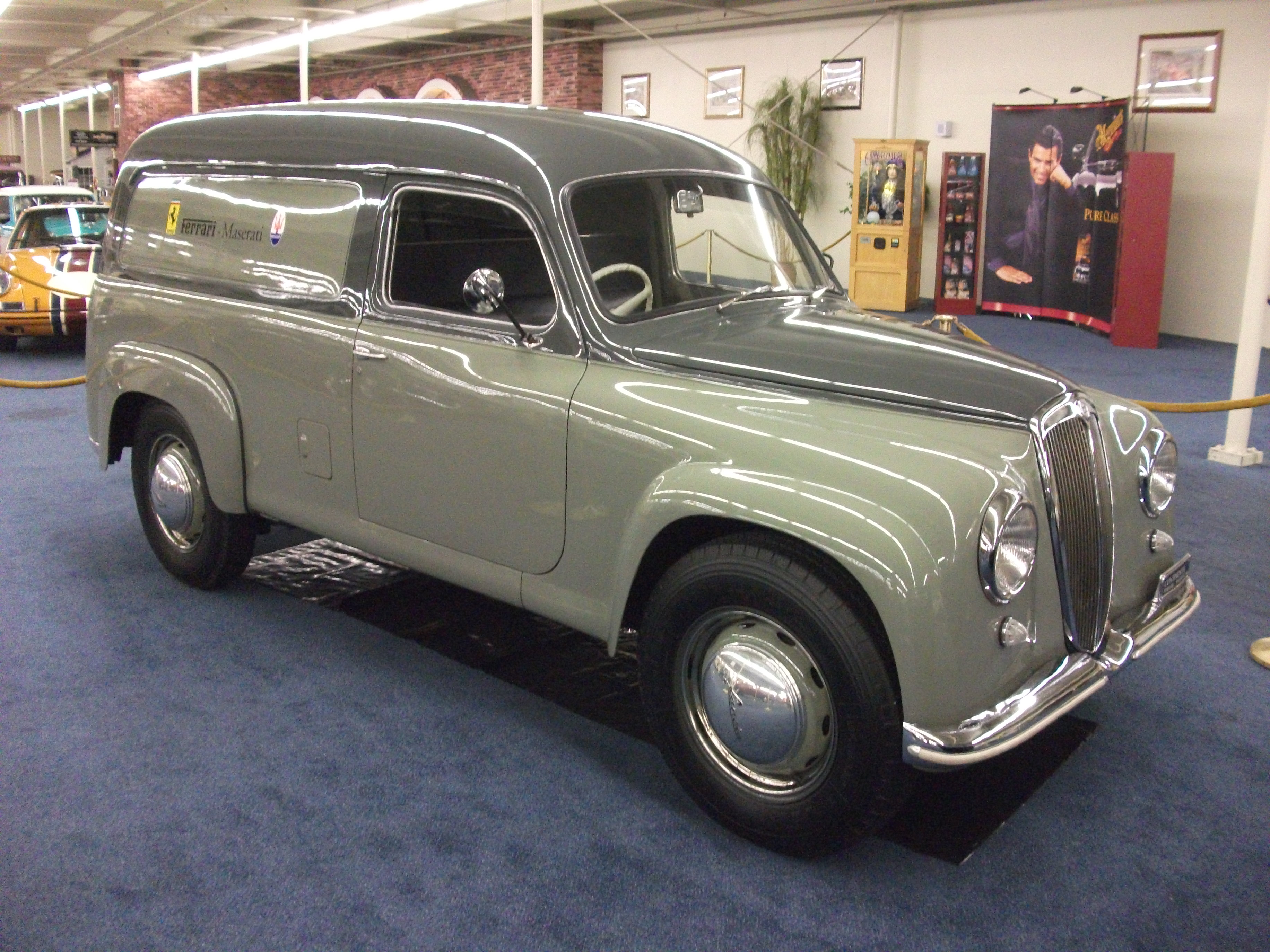
Lancia Appia Furgoncino
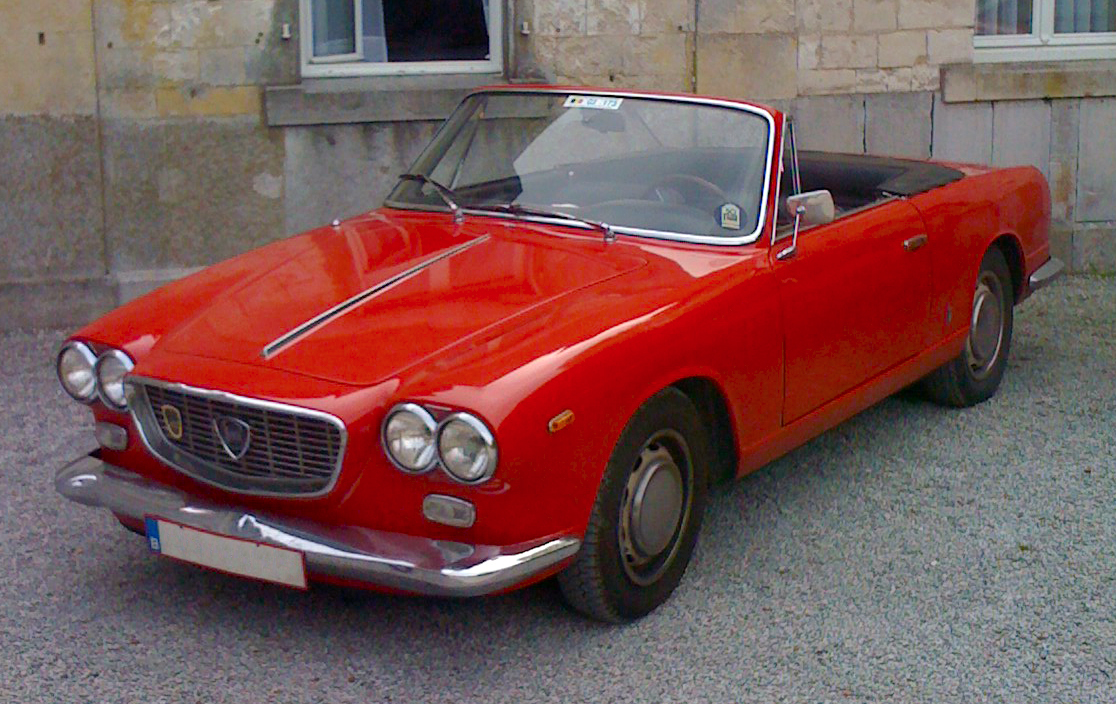
Lancia Flavia Convertibile
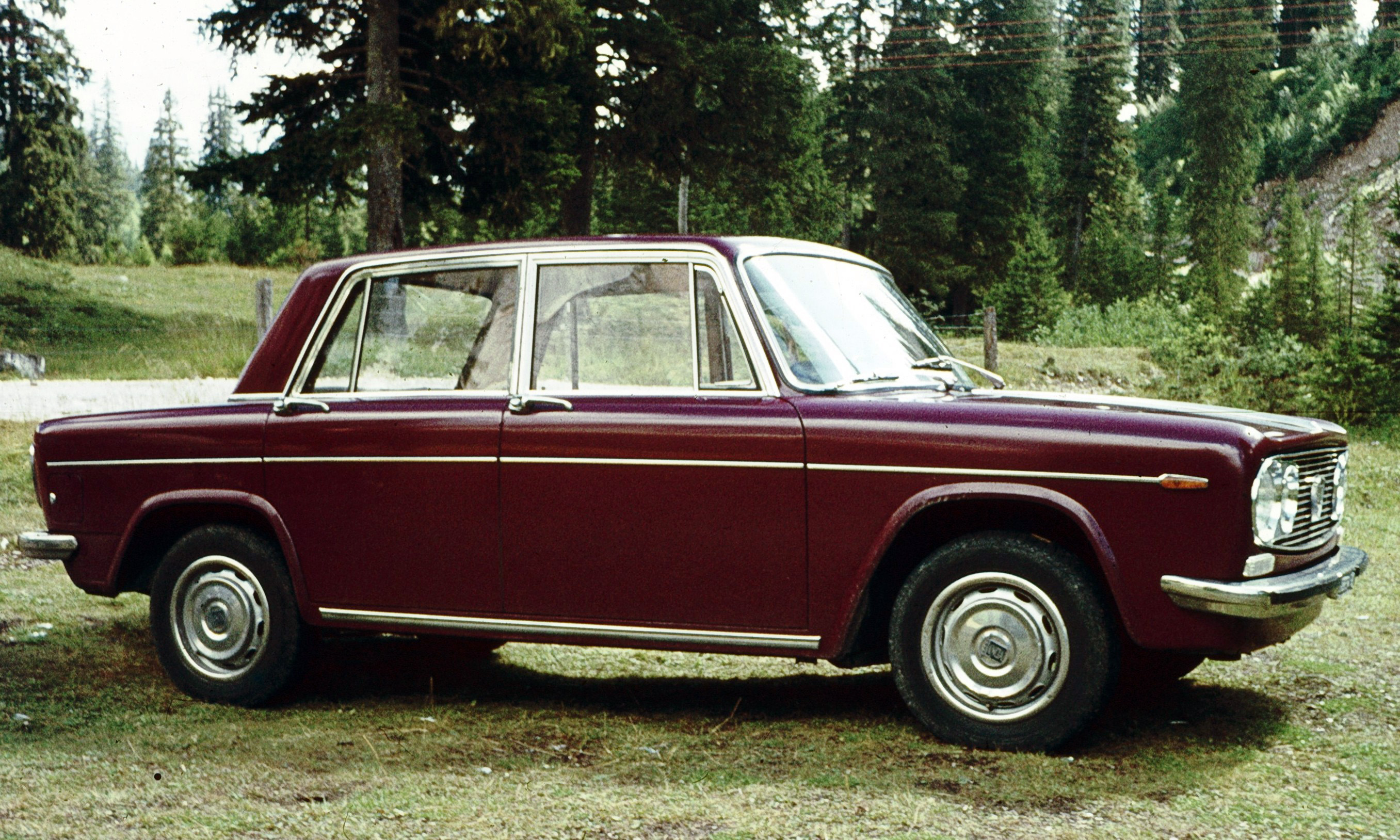
Lancia Fulvia Berlina

#### 1970 bis 1989
Mit Erscheinen des Mittelklassemodells Beta wurde ab Herbst 1972 in der Namensgebung wieder auf die Buchstaben des griechischen Alphabets zurückgegriffen, wobei der Buchstabe Alpha aus naheliegenden Gründen entfällt. Weiterhin werden auch andere griechische Begriffe verwendet. Der Modellvielfalt bleibt Lancia weitestgehend treu.
Allein den Beta gab es in einem halben Dutzend Karosserievarianten und der Delta war auch in diversen von Rallye-Versionen abgeleiteten Sondermodellen erhältlich.
Mit der 1975 erfolgten und konzerninternen Übernahme der bisherigen Schwestermarke Autobianchi konnte Lancia seine Modellpalette um Stadt- und Kleinwagen abrunden, die technisch, vor allem aber hinsichtlich der Ausstattung, den Ansprüchen der eigenen Kundschaft gerecht wurden.
- Autobianchi A112 (1969–1986), ab 1977 im Export sukzessive unter der Marke Lancia vertrieben (beginnend in der Schweiz, in der BRD ab 1982).
- Lancia 2000 (1970–1974)
- Lancia Beta (1972–1984)
- Lancia Stratos HF (1974–1975), legendärer Rennwagen; wurde Rallye-Weltmeister von 1974 bis 1977.
- Lancia Beta Montecarlo (1975–1981), Grundlage für Lancia Rally 037, Lancia LC1 und Lancia LC2
- Lancia Gamma (1976–1984)
- Lancia Delta I (1979–1994), gewann mehrere Rallye-WM-Titel von 1986 bis 1992.
- Lancia Prisma (1982–1989)
- Lancia Rally 037 (1982–1983)
- Lancia Thema (1984–1994)
- Lancia Y10 (1985–1995), in Frankreich bis 1988 und in Italien bis 1995 unter der Marke Autobianchi vertrieben.
- Lancia Dedra (1989–2000)

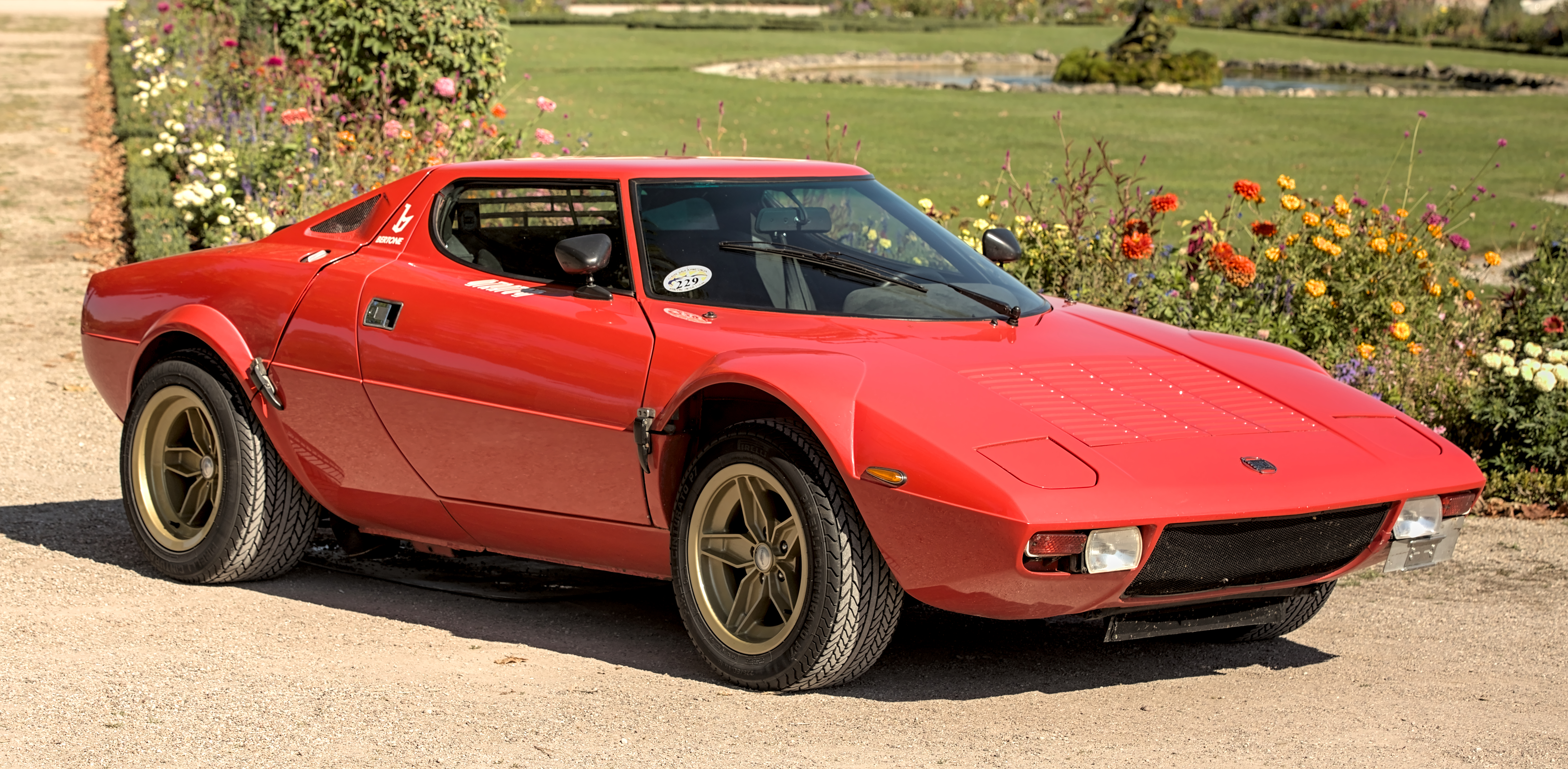
Lancia Stratos
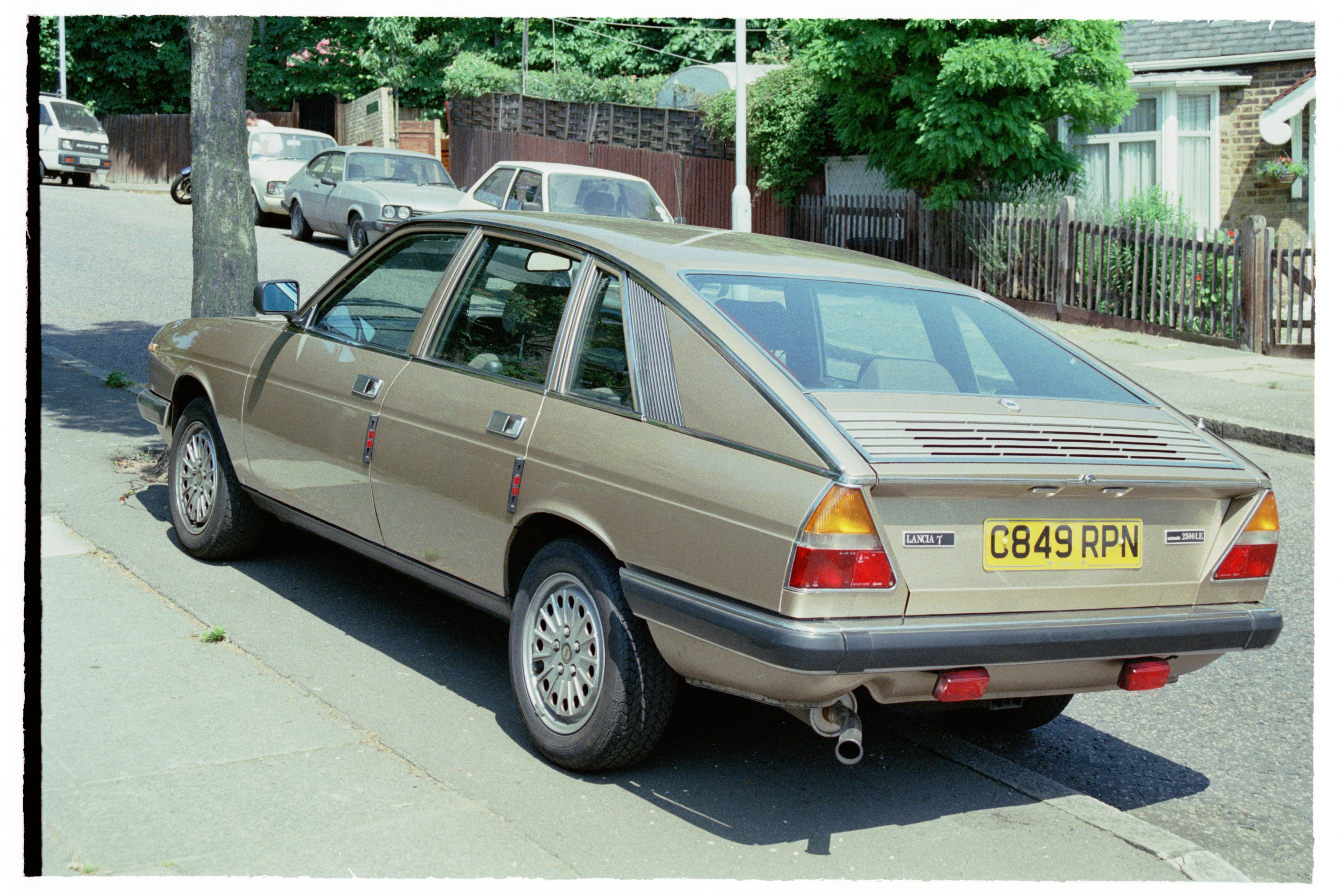
Lancia Gamma Berlina
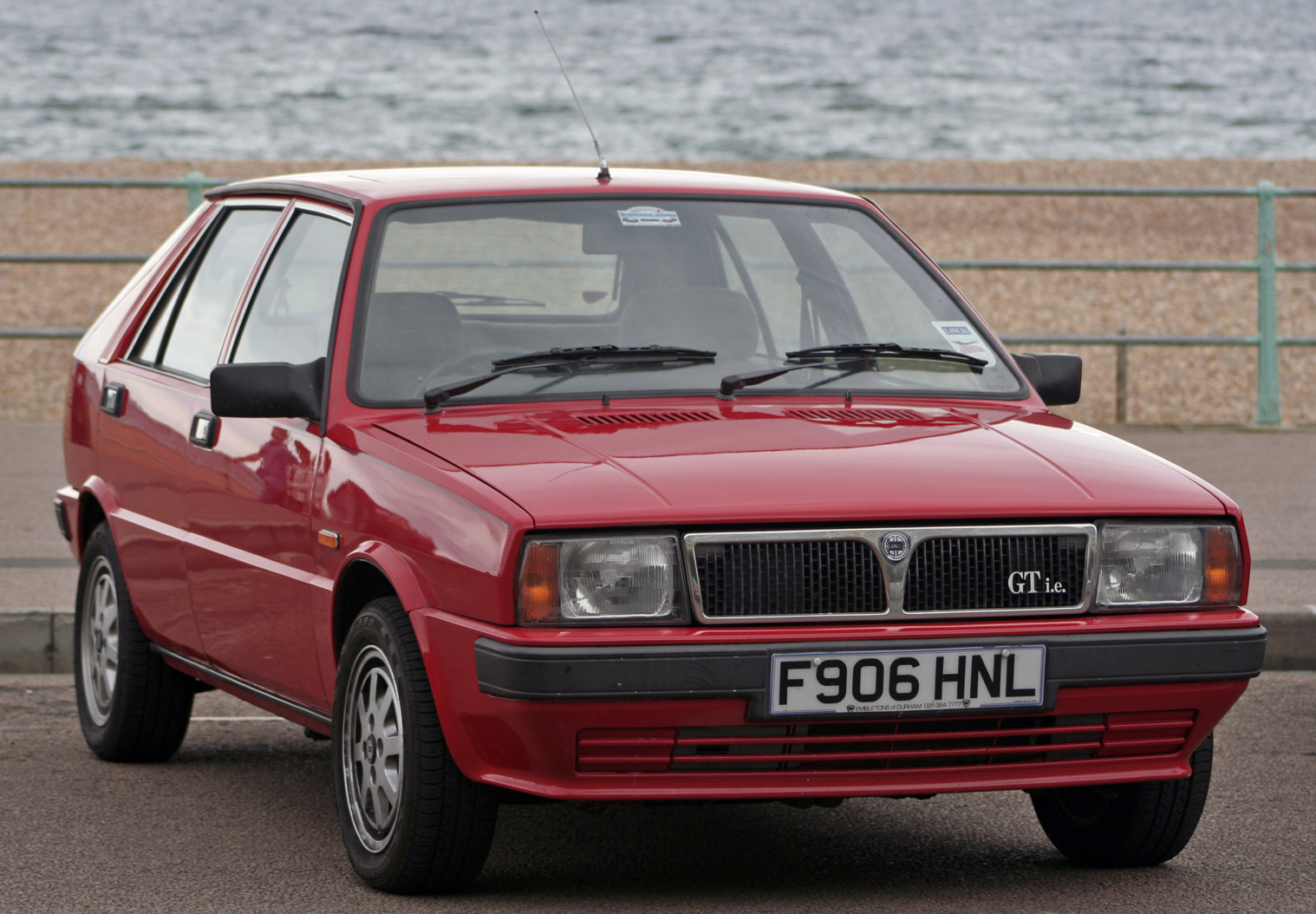
Lancia Delta I
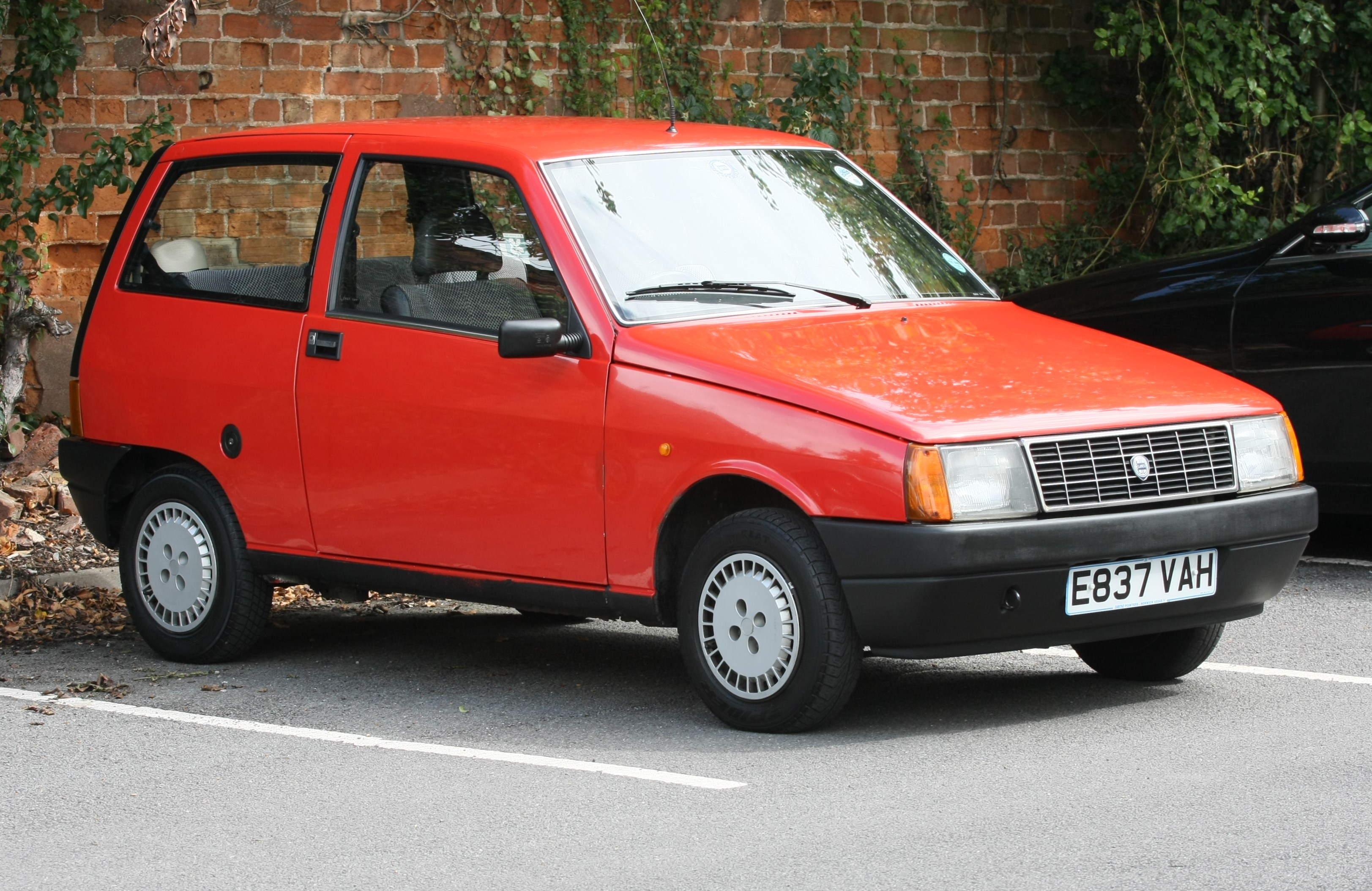
Lancia Y10

#### 1990 bis 2014

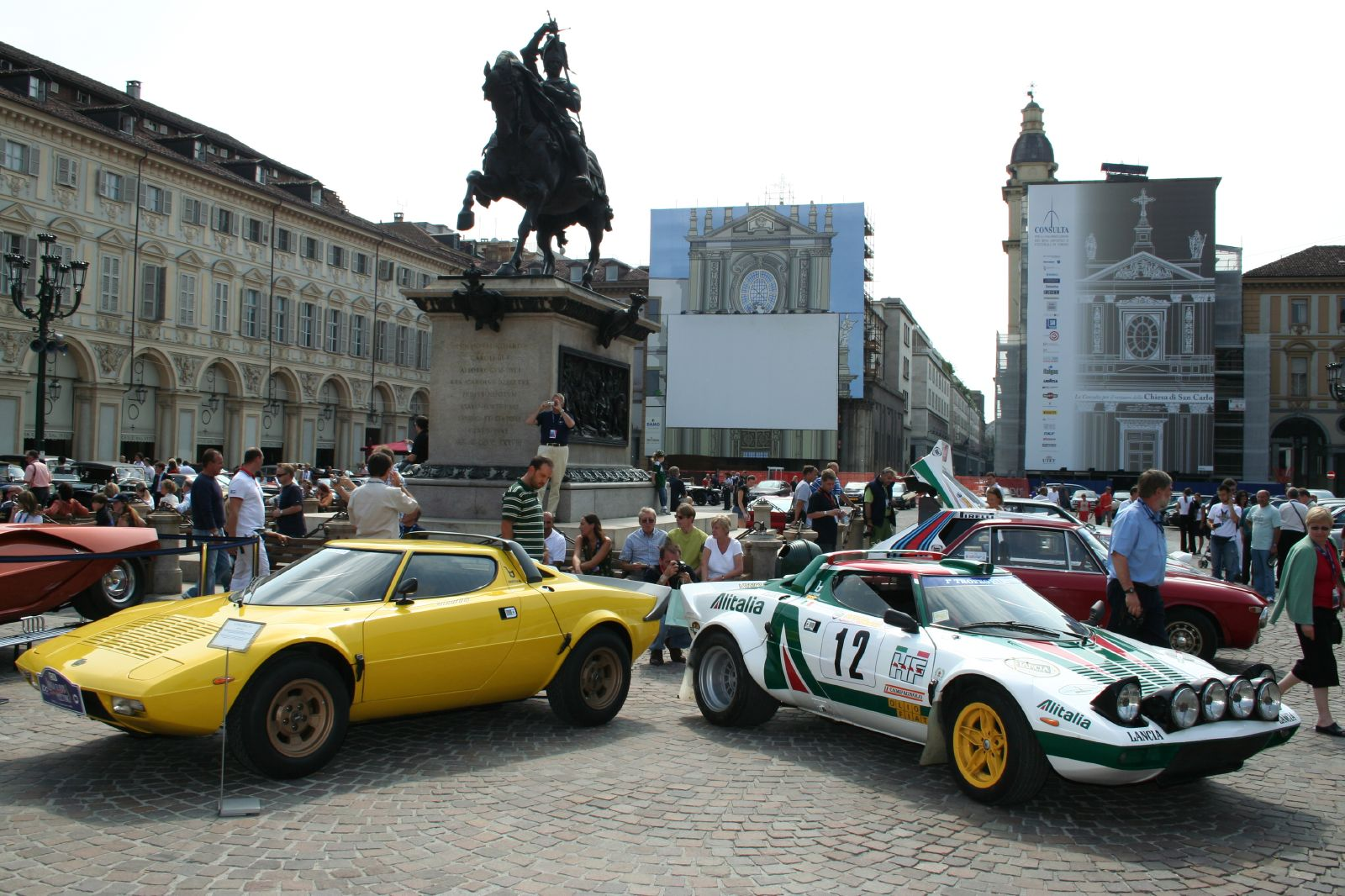
Feierlichkeiten zum 100. Firmenjubiläum, 2006

Die Wagen von Lancia zeichneten sich in den 1990er-Jahren vor allem durch ein aufwendiges Interieur und eine gute Ausstattung aus. So bot der im Herbst 1995 eingeführte Lancia Y ein Farbspektrum aus 110 Farben (das sogenannte Kaleidos-Programm). Viele Modelle hatten eine Alcantara-Polsterung und optional teilweise eine Lederausstattung der Manufaktur Poltrona Frau. Mit dem Zeta beteiligte sich Lancia am Eurovan-Konsortium und bot erstmals einen Van an.
Im Sommer 1994 wurde der Lancia Kappa als Nachfolger des Thema vorgestellt. Zu der Limousine gab es erneut auch einen bei Pininfarina gefertigten Kombi sowie seit langem wieder ab Frühjahr 1997 mit dem Kappa Coupé ein in Kleinserie gefertigtes Coupé.
Im Sommer 1999 wurde die Produktion des Delta II eingestellt, der keinen direkten Nachfolger erhielt. Sein als Stufenheck und Kombi verfügbares Schwestermodell Dedra hingegen schon, dessen Erbe der Lybra antrat.
Nachdem 1998 die Studie Dialogos für Furore sorgte, wurde die Serienversion Thesis getauft, die im Frühjahr 2002 zum Händler kam. Wenige Monate später wurde auch der Zeta durch den Phedra abgelöst.
Im Herbst 2003 erschien ein neuer Ypsilon, dem im Sommer 2004 als fünftürige Alternative der Minivan Musa zur Seite gestellt wurde.
Nach neunjähriger Abstinenz in der Kompaktklasse kam im Herbst 2008 ein neuer Delta auf den Markt. Er basierte auf dem Anfang 2007 präsentierten Fiat Bravo.
- Lancia Delta II (1993–1999)
- Lancia Zeta (1994–2002)
- Lancia Kappa (1994–2000)
- Lancia Kappa Coupé (1997–2000)
- Lancia Y (1995–2003)
- Lancia Lybra (1999–2005)
- Lancia Thesis (2002–2009)
- Lancia Phedra (2002–2010)
- Lancia Ypsilon (843) (2003–2011)
- Lancia Musa (2004–2012)
- Lancia Delta III (2008–2014)
- Lancia Thema (2011–2014)
- Lancia Flavia Cabriolet (2012–2014)
- Ypsilon (846) (fünftüriger Kleinwagen, 2011–2024)

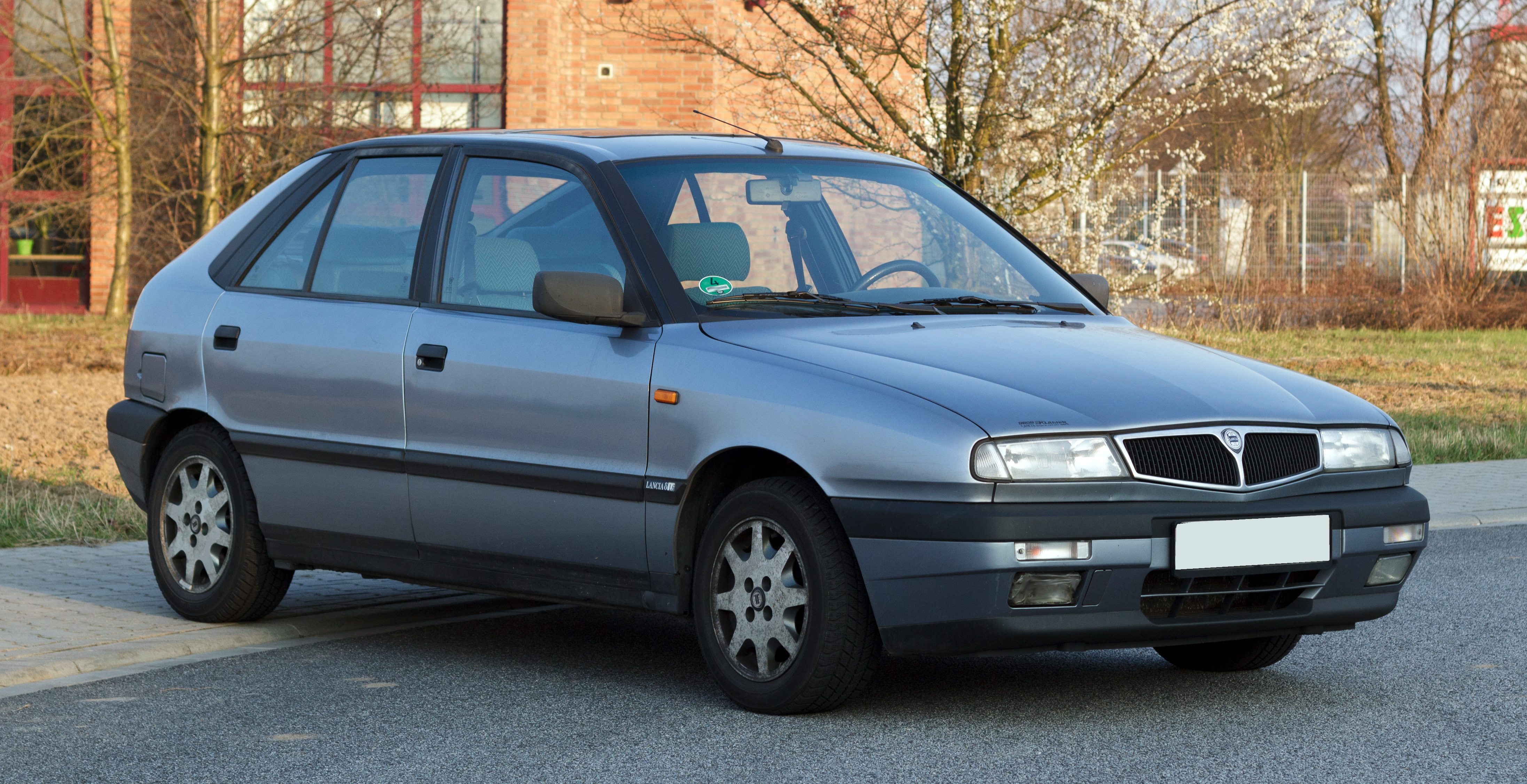
Lancia Delta II
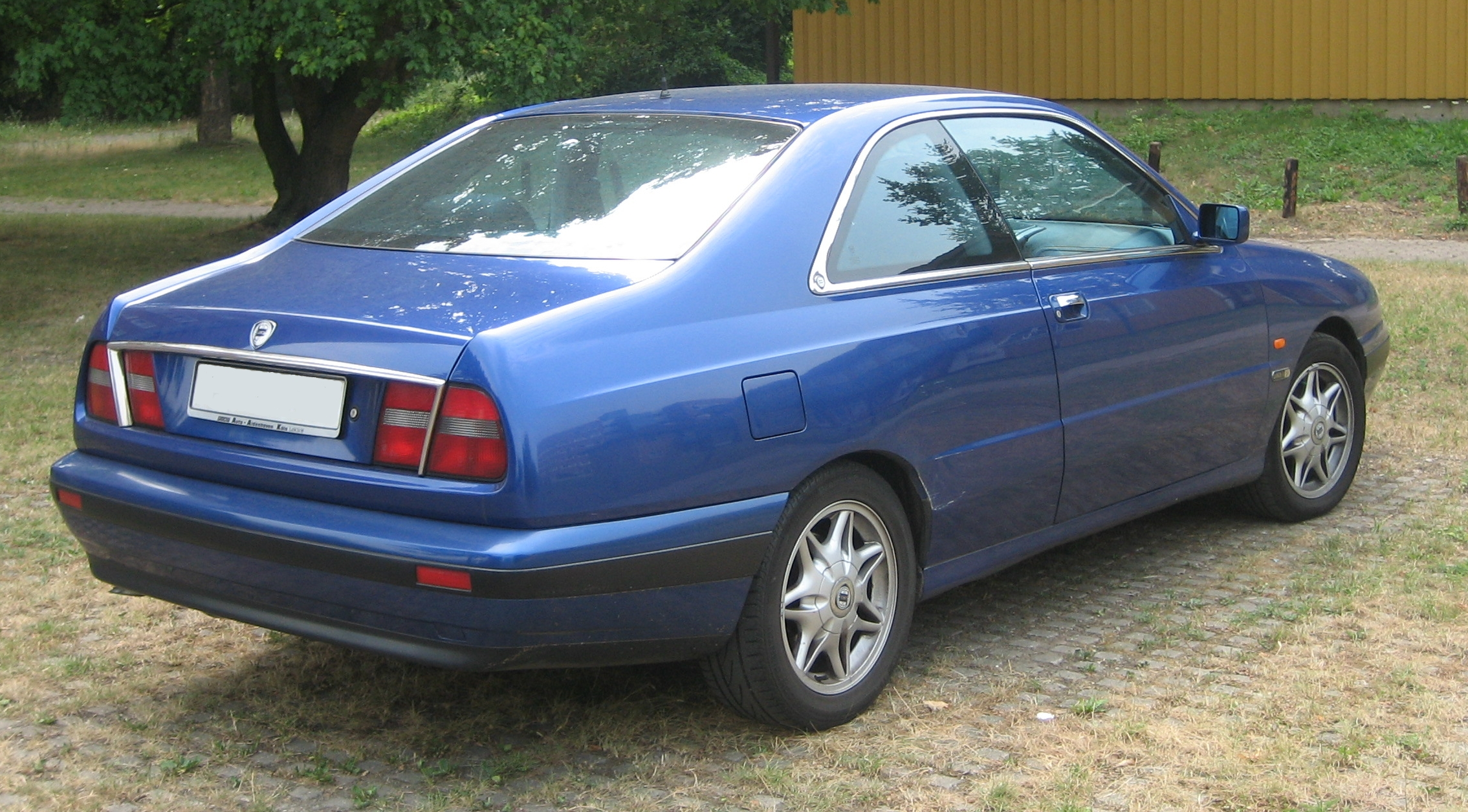
Lancia Kappa Coupé
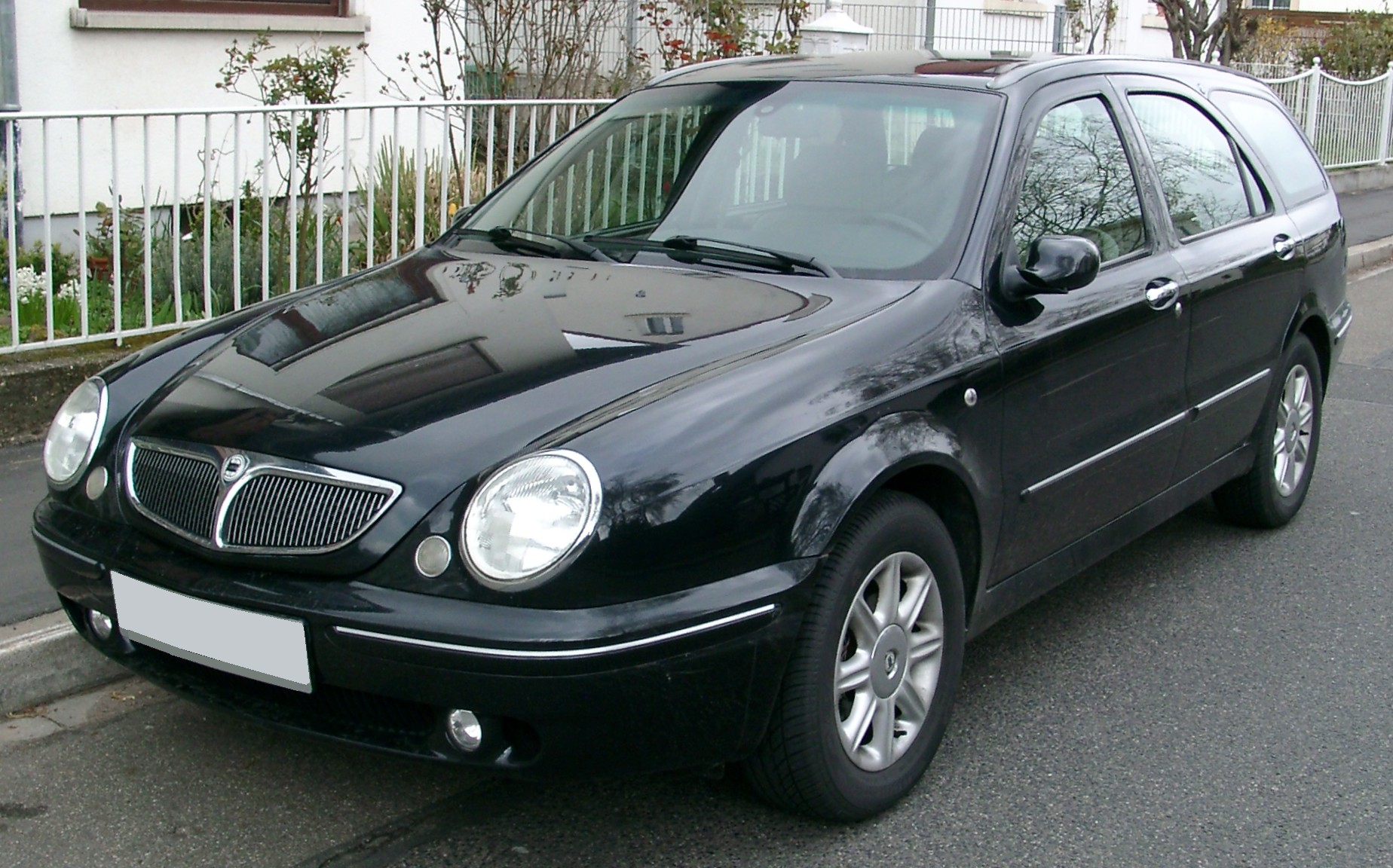
Lancia Lybra SW
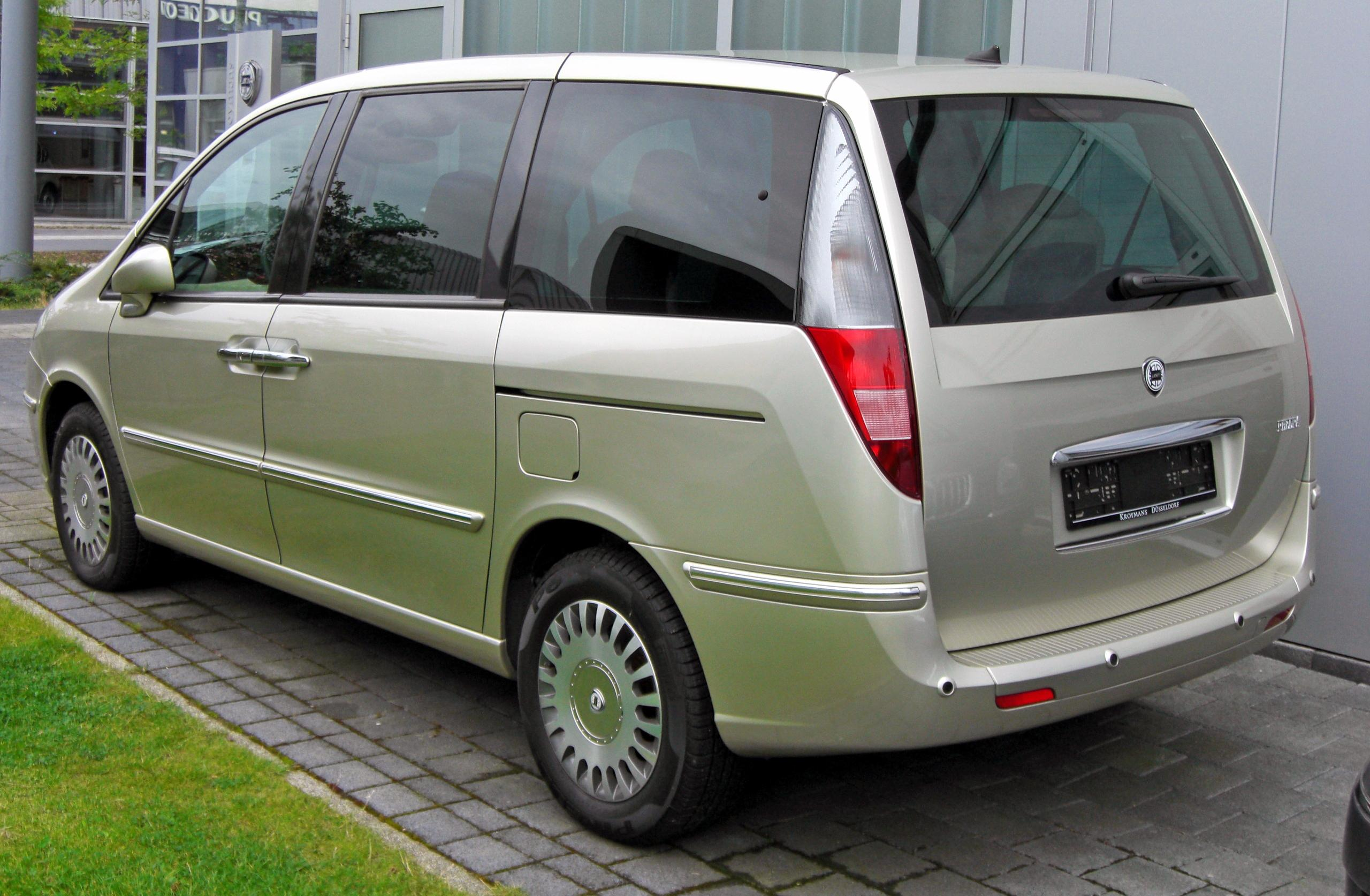
Lancia Phedra

#### Aktuelle Modellpalette
2024 wurde ein neuer Ypsilon präsentiert. Er teilt sich die Technik mit dem Opel Corsa F und dem Peugeot 208 II.
- Ypsilon (L21) (fünftüriger Kleinwagen, seit 2024)

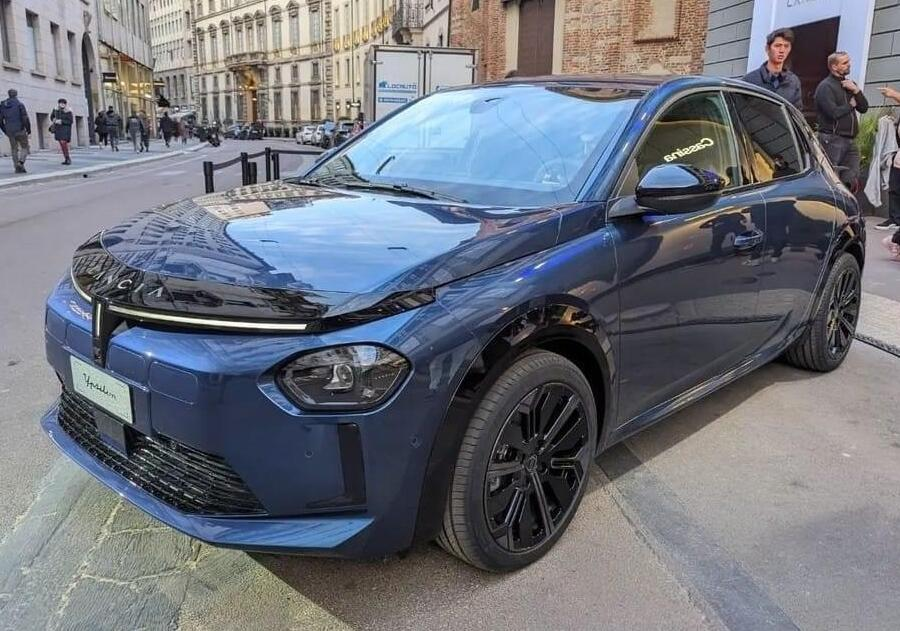
Lancia Ypsilon (L21)

#### Studien (Auswahl)
- Lancia PF 2000 (1952, von Pininfarina)
- Lancia Florida I/II (1956/1957, von Pininfarina)
- Lancia Stratos (1970, von Bertone)
- Lancia Megagamma (1978, von Giugiaro)
- Lancia Medusa (1980, von Giugiaro)
- Lancia ECV1 & ECV2 (1986)
- Lancia Hit (1988, von Pininfarina)
- Lancia Hyena (1992, Zagato-Kleinserie von 92 Stück auf Basis des Delta Integrale)
- Lancia Kayak (1995, von Bertone)
- Lancia Dialogos (1998)
- Lancia NEA (2001)
- Lancia Granturismo (2002)
- Lancia Fulvia (2003)
- Lancia Thesis Stola S85 (2004, von Stola)
- Lancia Pu+Ra HPE (2023)

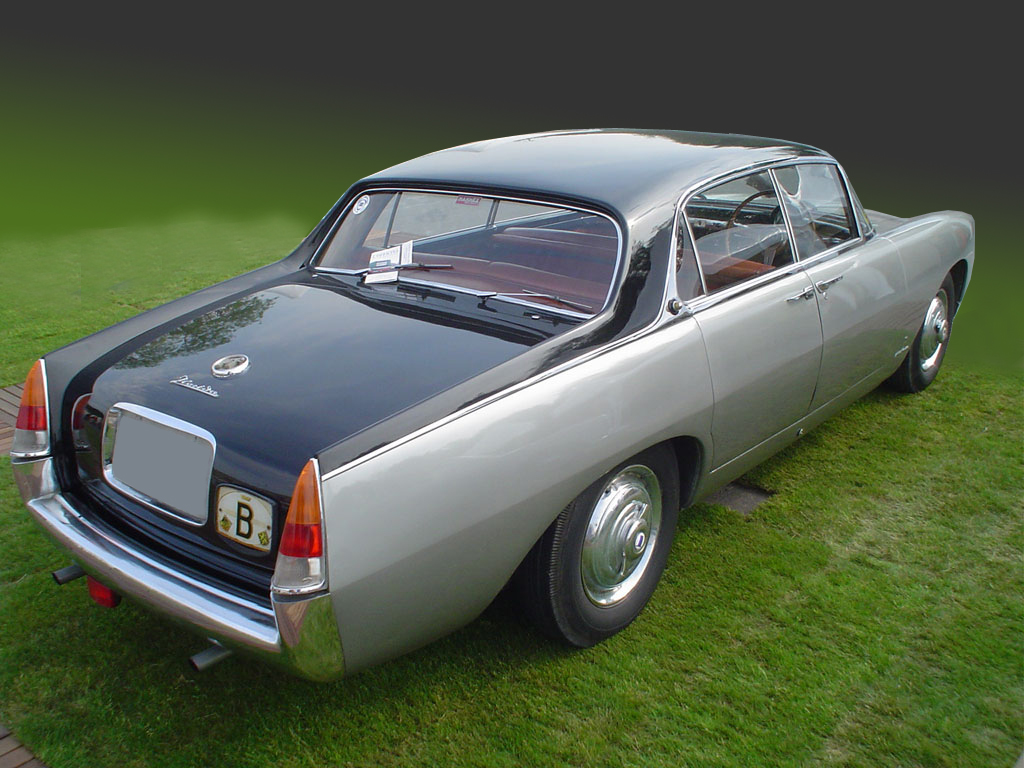
Lancia Florida I
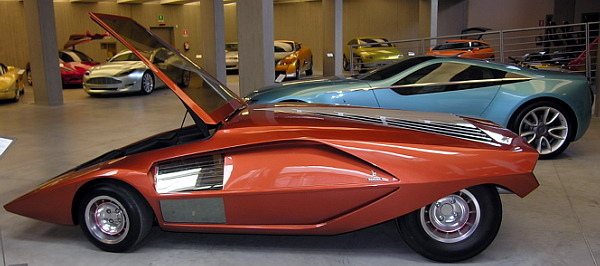
Lancia Stratos Zero (Bertone)
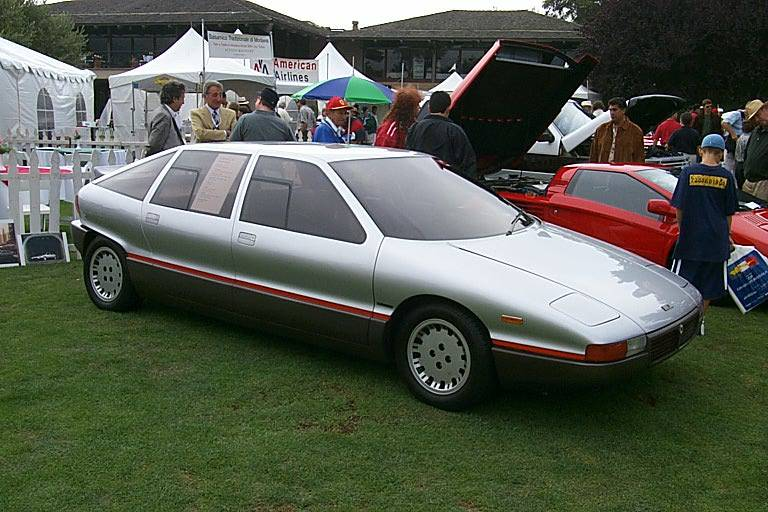
Lancia Medusa
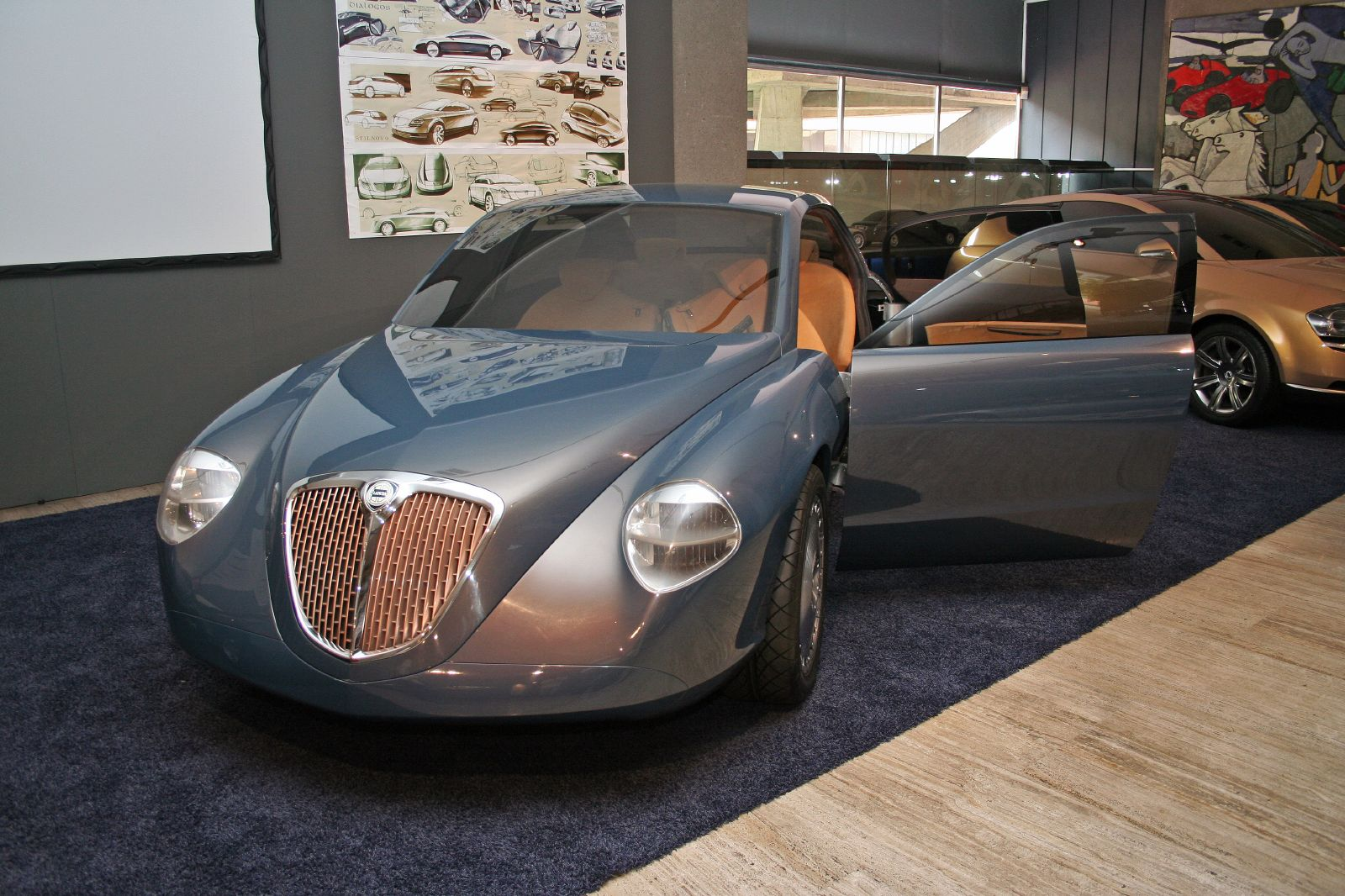
Lancia Dialogos
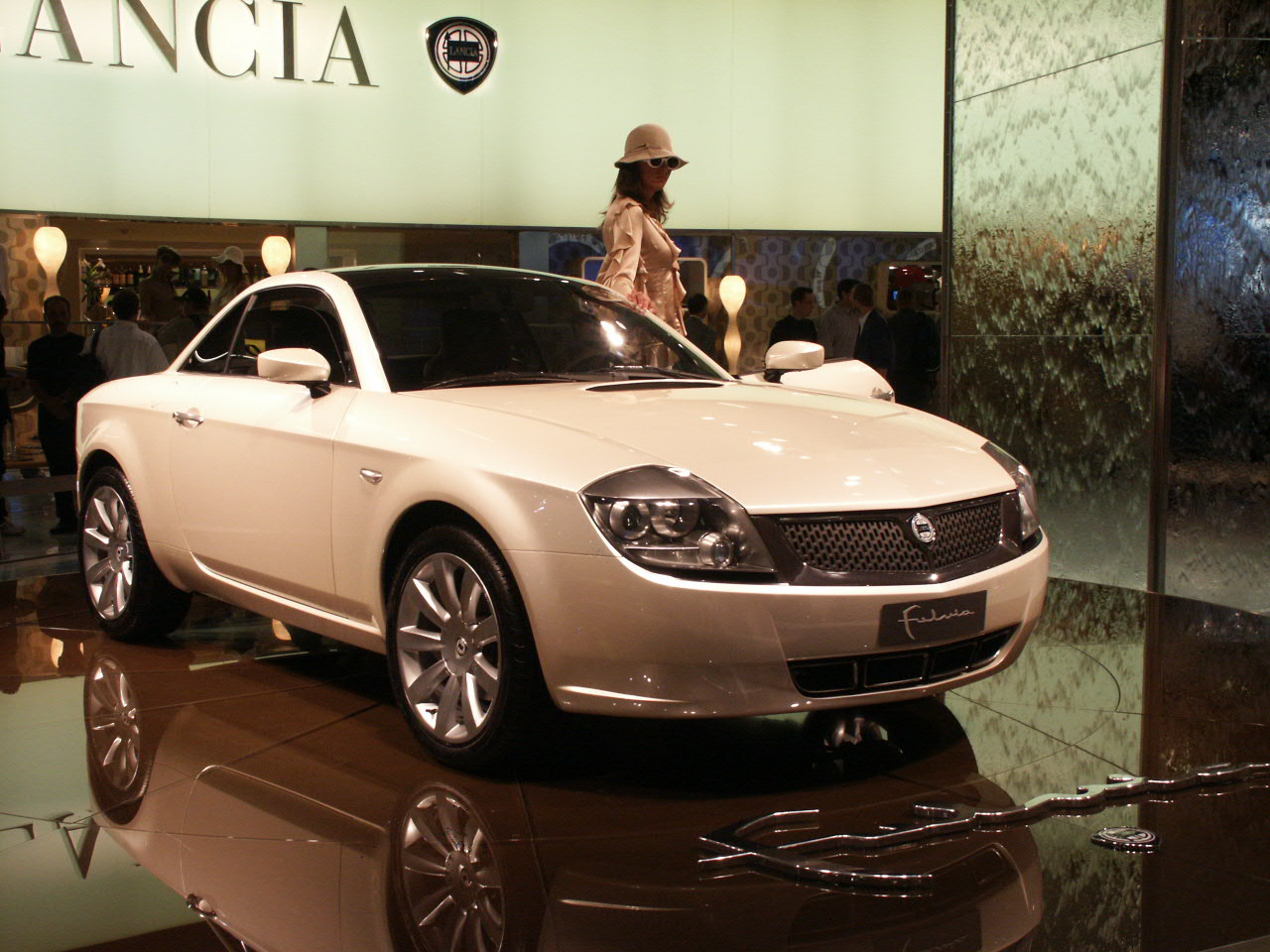
Lancia Fulvia
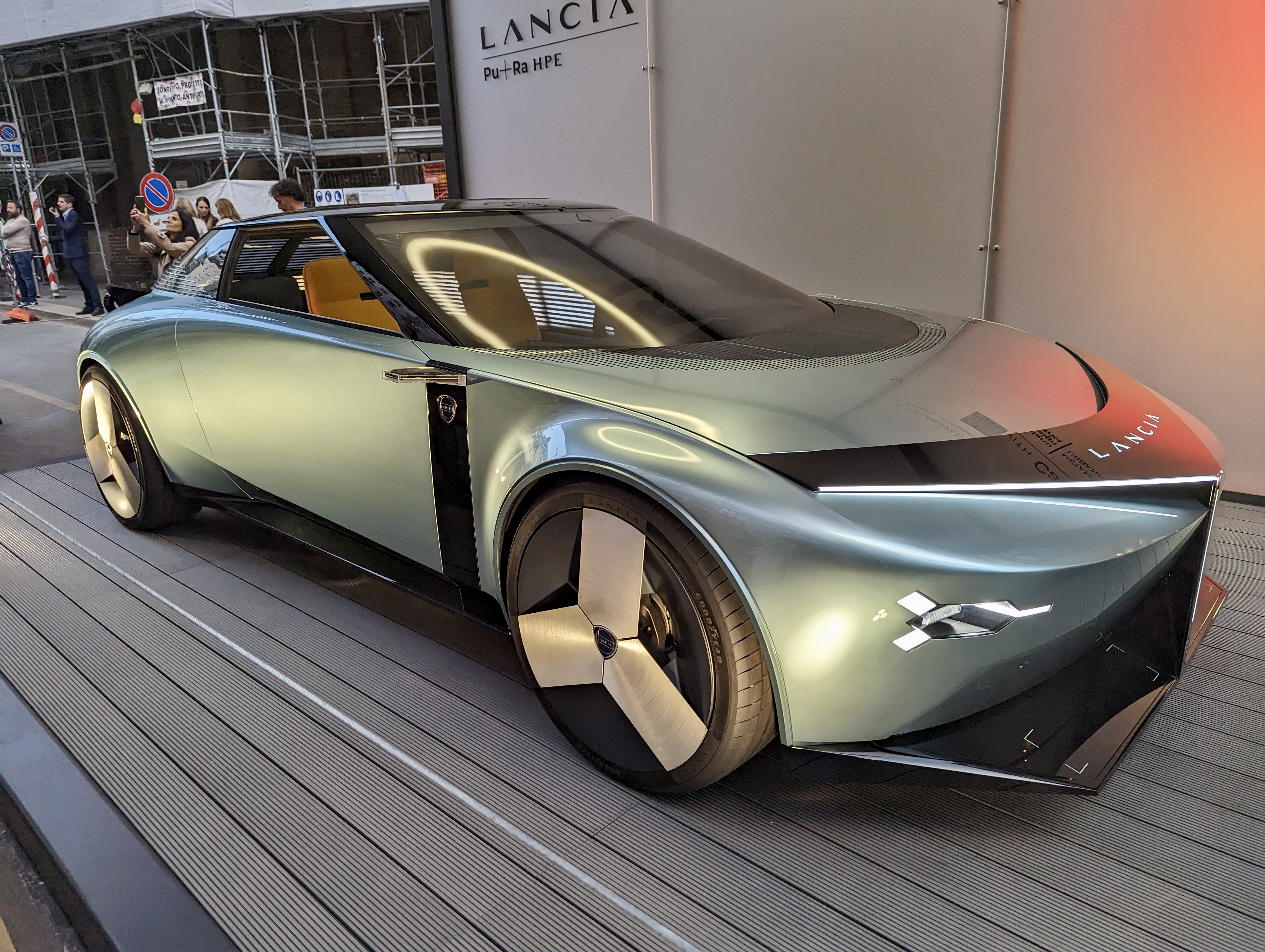
Lancia Pu+Ra HPE

## Historische Produktsparten
Neben PKW hat Lancia in seiner Geschichte auch zahlreiche Nutzfahrzeuge gefertigt, darunter Lastkraftwagen und Busse. Die Karosserien lieferten Spezialbetriebe wie die Carrozzeria Mario Casaro, die in der Nachkriegszeit den Bus Tubocar auf Esatau-Chassis baute. Im Jahre 1975 ging die in Bozen beheimatete LKW-Sparte Lancia Veicoli Speciali in der ebenfalls zu Fiat gehörenden Iveco auf. Die bekanntesten Lancia-Nutzfahrzeuge sind folgende:

### Lastkraftwagen
| - Lancia Eta (PKW mit Ladefläche) - Lancia Jota (1915) - Lancia Dijota (1915) - Lancia Trijota (1921) - Lancia Tetrajota (1921) - Lancia Pentajota (1924) - Lancia Esajota - Lancia Eptajota (1927) - Lancia Omicron - Lancia Ro (1932) - Lancia Ro-Ro (1935) - Lancia 3Ro (1938) | - Lancia EsaRo (1941) - Lancia E 290 (1941) einziger gebauter Elektro-Lastwagen, 1949 von Lancia wieder auf Antrieb durch einen Ottomotor umgebaut - Lancia 6Ro (1947) - Lancia Esatau (1950–1968) - Lancia Beta / Lancia Beta Diesel - Lancia Esatau B (1955) - Lancia Beta Diesel (1959) Lancia Beta 190, mit durch einen Kompressor aufgeladenen Zweizylinder-Zweitakt-Dieselmotor - Lancia Esadelta B (1959) - Lancia Esadelta C (1969) - Lancia Esagamma (1968) | Transporter - Lancia Beta / Lancia Beta Diesel - Lancia Jolly - Lancia Superjolly Busse - Lancia Trijota - Lancia Tetrajota - Lancia Omicron - Lancia Ro - Lancia Esatau - Lancia Esagamma Oberleitungsbusse - Lancia Esatau V11 |

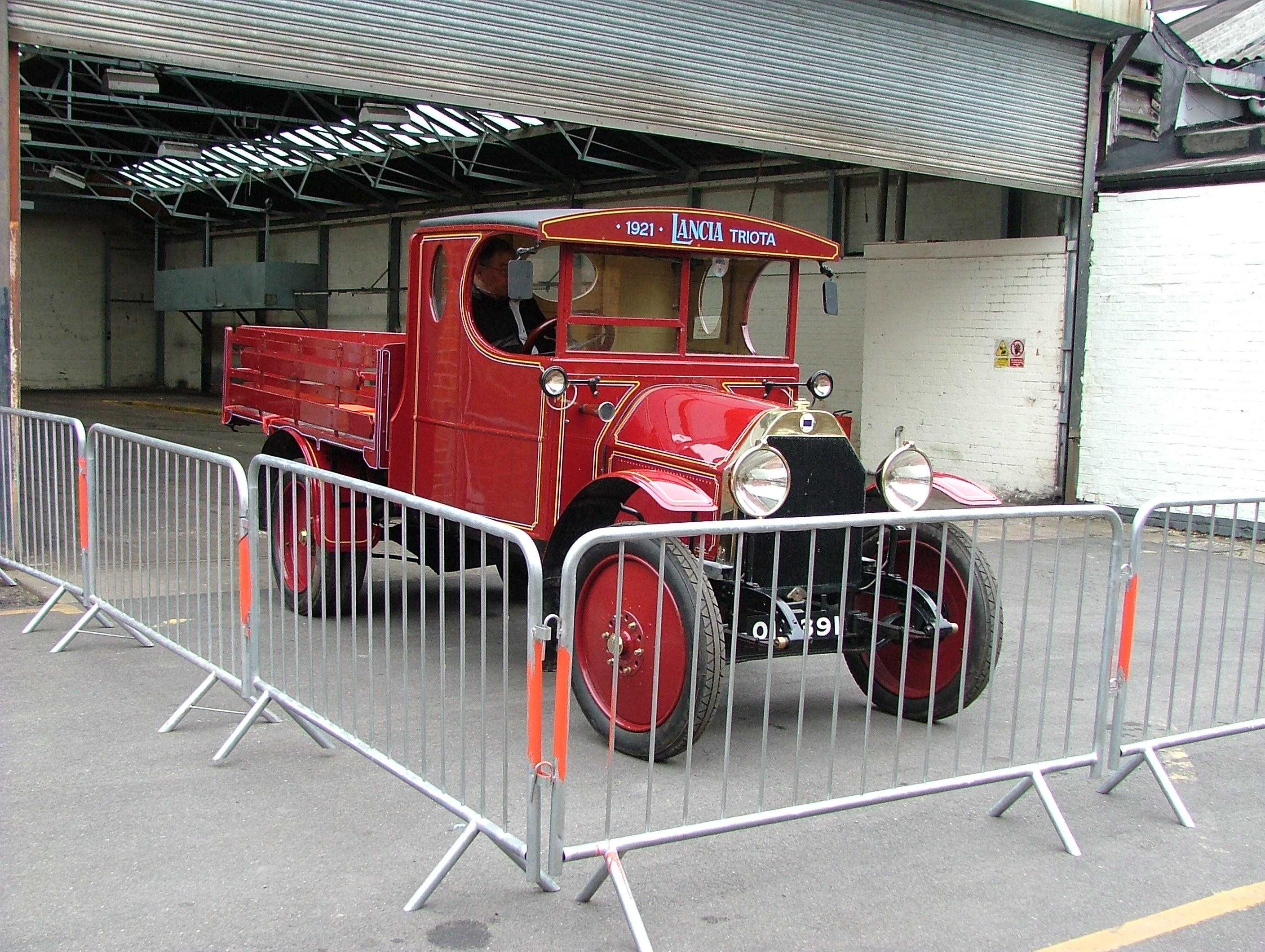
Lancia Trijota von 1921
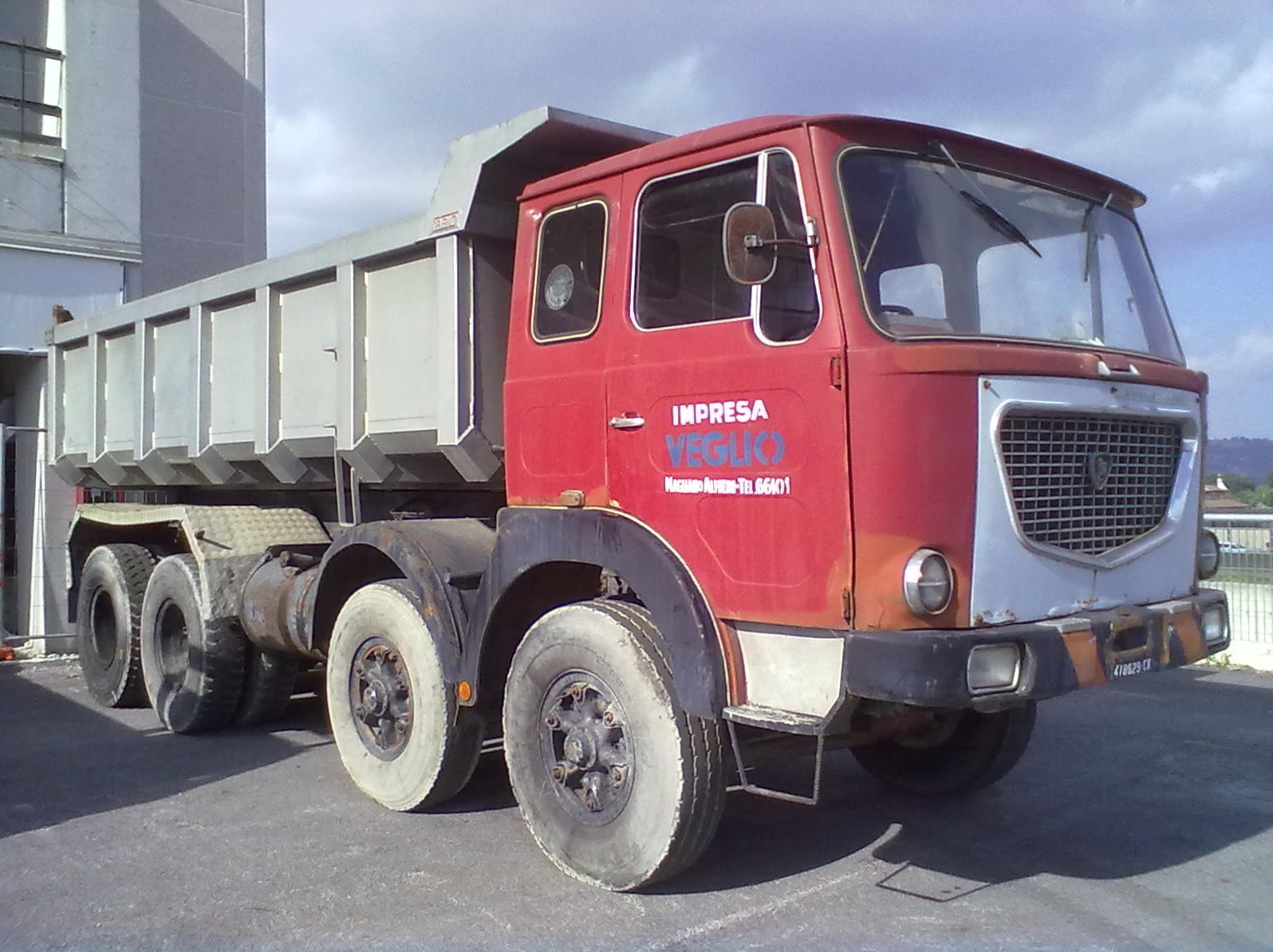
Lancia Esagamma E von 1962
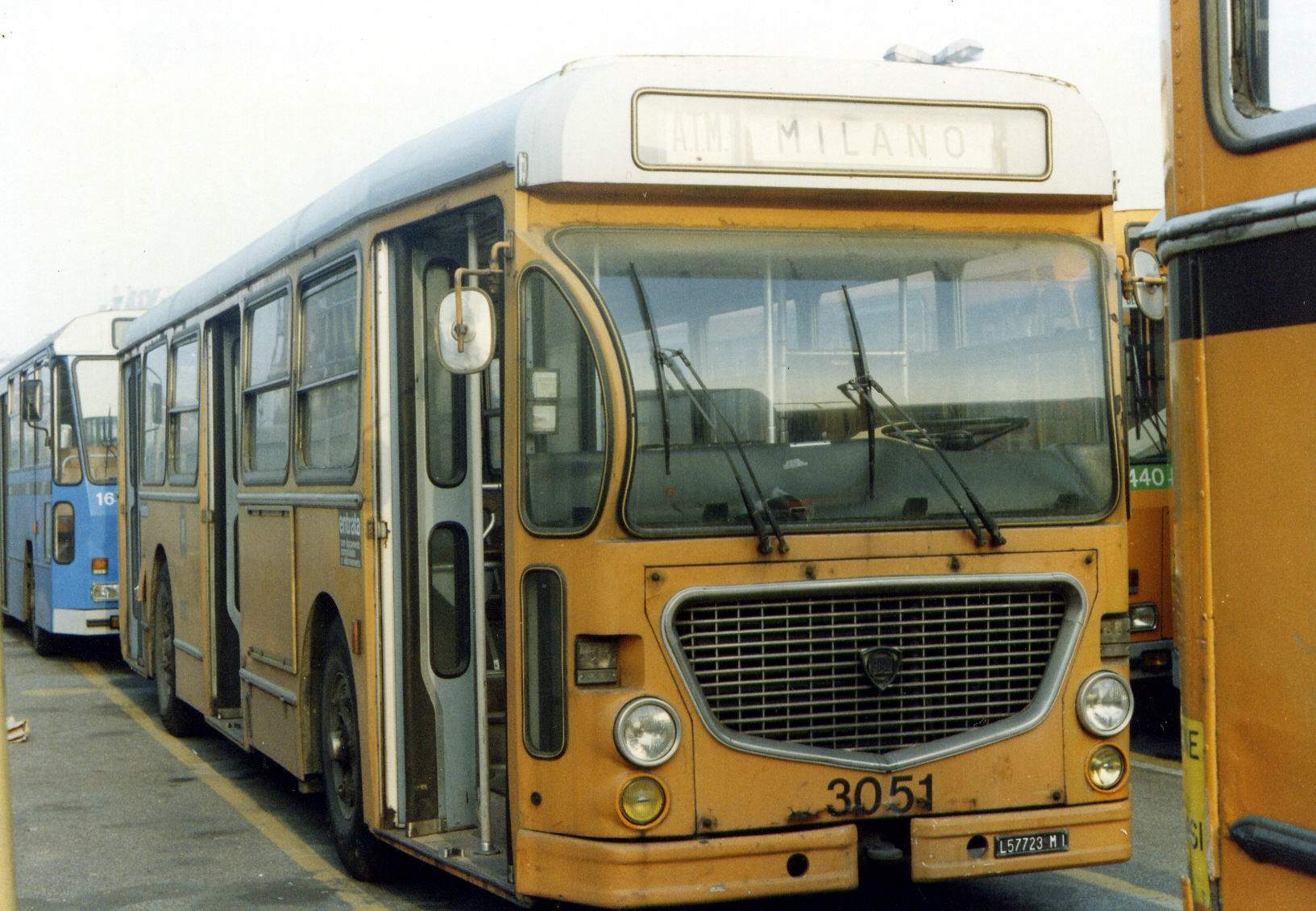
Lancia-Esagamma-Bus
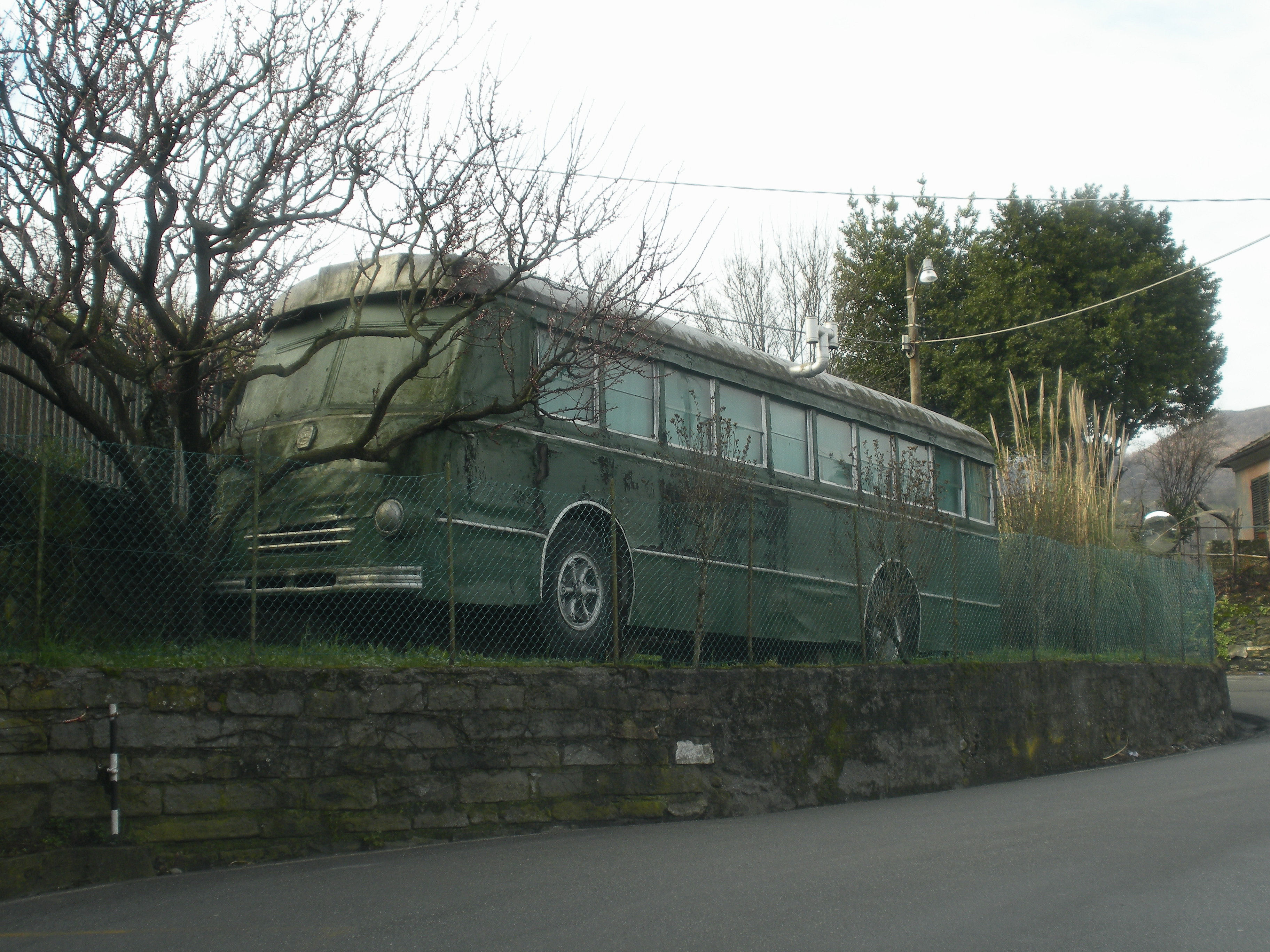
Tubocar-Bus von Casaro auf Esatau-Chassis

### Militärfahrzeuge

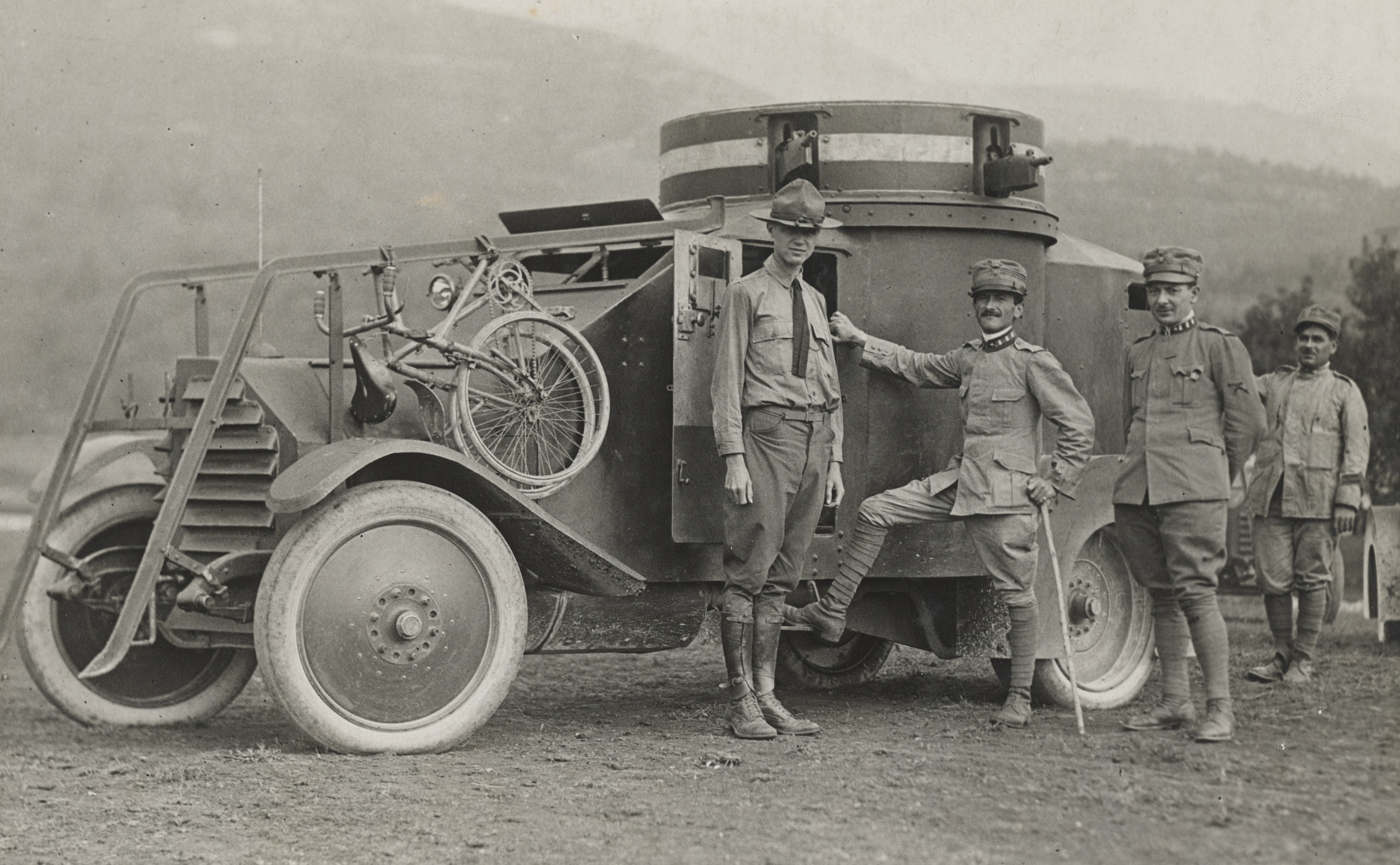
Lancia 1Z Fahrzeugvorführung (1918)

| - Lancia IZ (1912) Panzerwagen - Lancia 3Ro (1939) LKW - Lancia EsaRo (1942) LKW - Lancia Lince (Luchs) (1942) Panzerwagen – Kopie eines Daimler Dingo MK I | - Lancia 6Ro (1948) LKW - Lancia CL51 (Z 20) (1954) Truppentransporter - Lancia TL51 (Z 30) (1954) Lastkraftwagen |

## Ergebnisse im Motorsport

### Siege in der Sportwagen-Weltmeisterschaft
| Jahr | Rennen                               | Fahrzeug               | Fahrer 1           | Fahrer 2           |
| ---- | ------------------------------------ | ---------------------- | ------------------ | ------------------ |
| 1953 | Carrera Panamericana                 | Lancia D24             | Juan Manuel Fangio | Gino Bronzoni      |
| 1954 | Mille Miglia                         | Lancia D24             | Alberto Ascari     |                    |
| 1980 | 6-Stunden-Rennen von Brands Hatch    | Lancia Beta Montecarlo | Riccardo Patrese   | Walter Röhrl       |
| 1980 | 6-Stunden-Rennen von Mugello         | Lancia Beta Montecarlo | Riccardo Patrese   | Eddie Cheever      |
| 1980 | 6-Stunden-Rennen von Watkins Glen    | Lancia Beta Montecarlo | Riccardo Patrese   | Hans Heyer         |
| 1981 | 6-Stunden-Rennen von Watkins Glen    | Lancia Beta Montecarlo | Riccardo Patrese   | Michele Alboreto   |
| 1982 | 6-Stunden-Rennen von Silverstone     | Lancia LC1             | Riccardo Patrese   | Michele Alboreto   |
| 1982 | 1000-km-Rennen am Nürburgring        | Lancia LC1             | Teo Fabi           | Michele Alboreto   |
| 1982 | 1000-km-Rennen von Mugello           | Lancia LC1             | Piercarlo Ghinzani | Michele Alboreto   |
| 1984 | 1000-km-Rennen von Kyalami           | Lancia LC2/84          | Riccardo Patrese   | Alessandro Nannini |
| 1985 | 1000-km-Rennen von Spa-Francorchamps | Lancia LC2/85          | Bob Wollek         | Mauro Baldi        |